# 1951
Portal Geschichte | Portal Biografien | Aktuelle Ereignisse | Jahreskalender | Tagesartikel

◄ |
19. Jahrhundert |
20. Jahrhundert
| 21. Jahrhundert

◄ |
1920er |
1930er |
1940er |
1950er
| 1960er | 1970er | 1980er | ►

◄◄ |
◄ |
1947 |
1948 |
1949 |
1950 |
1951
| 1952 | 1953 | 1954 | 1955 | ► | ►►
Staatsoberhäupter · Wahlen · Nekrolog   · Musikjahr · Filmjahr · Rundfunkjahr · Sportjahr
| Januar | Januar | Januar | Januar | Januar | Januar | Januar | Januar |
| Kw     | Mo     | Di     | Mi     | Do     | Fr     | Sa     | So     |
| ------ | ------ | ------ | ------ | ------ | ------ | ------ | ------ |
| 1      | 1      | 2      | 3      | 4      | 5      | 6      | 7      |
| 2      | 8      | 9      | 10     | 11     | 12     | 13     | 14     |
| 3      | 15     | 16     | 17     | 18     | 19     | 20     | 21     |
| 4      | 22     | 23     | 24     | 25     | 26     | 27     | 28     |
| 5      | 29     | 30     | 31     |        |        |        |        |

| Februar | Februar | Februar | Februar | Februar | Februar | Februar | Februar |
| Kw      | Mo      | Di      | Mi      | Do      | Fr      | Sa      | So      |
| ------- | ------- | ------- | ------- | ------- | ------- | ------- | ------- |
| 5       |         |         |         | 1       | 2       | 3       | 4       |
| 6       | 5       | 6       | 7       | 8       | 9       | 10      | 11      |
| 7       | 12      | 13      | 14      | 15      | 16      | 17      | 18      |
| 8       | 19      | 20      | 21      | 22      | 23      | 24      | 25      |
| 9       | 26      | 27      | 28      |         |         |         |         |

| März | März | März | März | März | März | März | März |
| Kw   | Mo   | Di   | Mi   | Do   | Fr   | Sa   | So   |
| ---- | ---- | ---- | ---- | ---- | ---- | ---- | ---- |
| 9    |      |      |      | 1    | 2    | 3    | 4    |
| 10   | 5    | 6    | 7    | 8    | 9    | 10   | 11   |
| 11   | 12   | 13   | 14   | 15   | 16   | 17   | 18   |
| 12   | 19   | 20   | 21   | 22   | 23   | 24   | 25   |
| 13   | 26   | 27   | 28   | 29   | 30   | 31   |      |

| April | April | April | April | April | April | April | April |
| Kw    | Mo    | Di    | Mi    | Do    | Fr    | Sa    | So    |
| ----- | ----- | ----- | ----- | ----- | ----- | ----- | ----- |
| 13    |       |       |       |       |       |       | 1     |
| 14    | 2     | 3     | 4     | 5     | 6     | 7     | 8     |
| 15    | 9     | 10    | 11    | 12    | 13    | 14    | 15    |
| 16    | 16    | 17    | 18    | 19    | 20    | 21    | 22    |
| 17    | 23    | 24    | 25    | 26    | 27    | 28    | 29    |
| 18    | 30    |       |       |       |       |       |       |

| Mai | Mai | Mai | Mai | Mai | Mai | Mai | Mai |
| Kw  | Mo  | Di  | Mi  | Do  | Fr  | Sa  | So  |
| --- | --- | --- | --- | --- | --- | --- | --- |
| 18  |     | 1   | 2   | 3   | 4   | 5   | 6   |
| 19  | 7   | 8   | 9   | 10  | 11  | 12  | 13  |
| 20  | 14  | 15  | 16  | 17  | 18  | 19  | 20  |
| 21  | 21  | 22  | 23  | 24  | 25  | 26  | 27  |
| 22  | 28  | 29  | 30  | 31  |     |     |     |

| Juni | Juni | Juni | Juni | Juni | Juni | Juni | Juni |
| Kw   | Mo   | Di   | Mi   | Do   | Fr   | Sa   | So   |
| ---- | ---- | ---- | ---- | ---- | ---- | ---- | ---- |
| 22   |      |      |      |      | 1    | 2    | 3    |
| 23   | 4    | 5    | 6    | 7    | 8    | 9    | 10   |
| 24   | 11   | 12   | 13   | 14   | 15   | 16   | 17   |
| 25   | 18   | 19   | 20   | 21   | 22   | 23   | 24   |
| 26   | 25   | 26   | 27   | 28   | 29   | 30   |      |

| Juli | Juli | Juli | Juli | Juli | Juli | Juli | Juli |
| Kw   | Mo   | Di   | Mi   | Do   | Fr   | Sa   | So   |
| ---- | ---- | ---- | ---- | ---- | ---- | ---- | ---- |
| 26   |      |      |      |      |      |      | 1    |
| 27   | 2    | 3    | 4    | 5    | 6    | 7    | 8    |
| 28   | 9    | 10   | 11   | 12   | 13   | 14   | 15   |
| 29   | 16   | 17   | 18   | 19   | 20   | 21   | 22   |
| 30   | 23   | 24   | 25   | 26   | 27   | 28   | 29   |
| 31   | 30   | 31   |      |      |      |      |      |

| August | August | August | August | August | August | August | August |
| Kw     | Mo     | Di     | Mi     | Do     | Fr     | Sa     | So     |
| ------ | ------ | ------ | ------ | ------ | ------ | ------ | ------ |
| 31     |        |        | 1      | 2      | 3      | 4      | 5      |
| 32     | 6      | 7      | 8      | 9      | 10     | 11     | 12     |
| 33     | 13     | 14     | 15     | 16     | 17     | 18     | 19     |
| 34     | 20     | 21     | 22     | 23     | 24     | 25     | 26     |
| 35     | 27     | 28     | 29     | 30     | 31     |        |        |

| September | September | September | September | September | September | September | September |
| Kw        | Mo        | Di        | Mi        | Do        | Fr        | Sa        | So        |
| --------- | --------- | --------- | --------- | --------- | --------- | --------- | --------- |
| 35        |           |           |           |           |           | 1         | 2         |
| 36        | 3         | 4         | 5         | 6         | 7         | 8         | 9         |
| 37        | 10        | 11        | 12        | 13        | 14        | 15        | 16        |
| 38        | 17        | 18        | 19        | 20        | 21        | 22        | 23        |
| 39        | 24        | 25        | 26        | 27        | 28        | 29        | 30        |

| Oktober | Oktober | Oktober | Oktober | Oktober | Oktober | Oktober | Oktober |
| Kw      | Mo      | Di      | Mi      | Do      | Fr      | Sa      | So      |
| ------- | ------- | ------- | ------- | ------- | ------- | ------- | ------- |
| 40      | 1       | 2       | 3       | 4       | 5       | 6       | 7       |
| 41      | 8       | 9       | 10      | 11      | 12      | 13      | 14      |
| 42      | 15      | 16      | 17      | 18      | 19      | 20      | 21      |
| 43      | 22      | 23      | 24      | 25      | 26      | 27      | 28      |
| 44      | 29      | 30      | 31      |         |         |         |         |

| November | November | November | November | November | November | November | November |
| Kw       | Mo       | Di       | Mi       | Do       | Fr       | Sa       | So       |
| -------- | -------- | -------- | -------- | -------- | -------- | -------- | -------- |
| 44       |          |          |          | 1        | 2        | 3        | 4        |
| 45       | 5        | 6        | 7        | 8        | 9        | 10       | 11       |
| 46       | 12       | 13       | 14       | 15       | 16       | 17       | 18       |
| 47       | 19       | 20       | 21       | 22       | 23       | 24       | 25       |
| 48       | 26       | 27       | 28       | 29       | 30       |          |          |

| Dezember | Dezember | Dezember | Dezember | Dezember | Dezember | Dezember | Dezember |
| Kw       | Mo       | Di       | Mi       | Do       | Fr       | Sa       | So       |
| -------- | -------- | -------- | -------- | -------- | -------- | -------- | -------- |
| 48       |          |          |          |          |          | 1        | 2        |
| 49       | 3        | 4        | 5        | 6        | 7        | 8        | 9        |
| 50       | 10       | 11       | 12       | 13       | 14       | 15       | 16       |
| 51       | 17       | 18       | 19       | 20       | 21       | 22       | 23       |
| 52       | 24       | 25       | 26       | 27       | 28       | 29       | 30       |
| 1        | 31       |          |          |          |          |          |          |

| Januar | Januar | Januar | Januar | Januar | Januar | Januar | Januar |
| Kw     | Mo     | Di     | Mi     | Do     | Fr     | Sa     | So     |
| ------ | ------ | ------ | ------ | ------ | ------ | ------ | ------ |
| 1      | 1      | 2      | 3      | 4      | 5      | 6      | 7      |
| 2      | 8      | 9      | 10     | 11     | 12     | 13     | 14     |
| 3      | 15     | 16     | 17     | 18     | 19     | 20     | 21     |
| 4      | 22     | 23     | 24     | 25     | 26     | 27     | 28     |
| 5      | 29     | 30     | 31     |        |        |        |        |

| Februar | Februar | Februar | Februar | Februar | Februar | Februar | Februar |
| Kw      | Mo      | Di      | Mi      | Do      | Fr      | Sa      | So      |
| ------- | ------- | ------- | ------- | ------- | ------- | ------- | ------- |
| 5       |         |         |         | 1       | 2       | 3       | 4       |
| 6       | 5       | 6       | 7       | 8       | 9       | 10      | 11      |
| 7       | 12      | 13      | 14      | 15      | 16      | 17      | 18      |
| 8       | 19      | 20      | 21      | 22      | 23      | 24      | 25      |
| 9       | 26      | 27      | 28      |         |         |         |         |

| März | März | März | März | März | März | März | März |
| Kw   | Mo   | Di   | Mi   | Do   | Fr   | Sa   | So   |
| ---- | ---- | ---- | ---- | ---- | ---- | ---- | ---- |
| 9    |      |      |      | 1    | 2    | 3    | 4    |
| 10   | 5    | 6    | 7    | 8    | 9    | 10   | 11   |
| 11   | 12   | 13   | 14   | 15   | 16   | 17   | 18   |
| 12   | 19   | 20   | 21   | 22   | 23   | 24   | 25   |
| 13   | 26   | 27   | 28   | 29   | 30   | 31   |      |

| April | April | April | April | April | April | April | April |
| Kw    | Mo    | Di    | Mi    | Do    | Fr    | Sa    | So    |
| ----- | ----- | ----- | ----- | ----- | ----- | ----- | ----- |
| 13    |       |       |       |       |       |       | 1     |
| 14    | 2     | 3     | 4     | 5     | 6     | 7     | 8     |
| 15    | 9     | 10    | 11    | 12    | 13    | 14    | 15    |
| 16    | 16    | 17    | 18    | 19    | 20    | 21    | 22    |
| 17    | 23    | 24    | 25    | 26    | 27    | 28    | 29    |
| 18    | 30    |       |       |       |       |       |       |

| Mai | Mai | Mai | Mai | Mai | Mai | Mai | Mai |
| Kw  | Mo  | Di  | Mi  | Do  | Fr  | Sa  | So  |
| --- | --- | --- | --- | --- | --- | --- | --- |
| 18  |     | 1   | 2   | 3   | 4   | 5   | 6   |
| 19  | 7   | 8   | 9   | 10  | 11  | 12  | 13  |
| 20  | 14  | 15  | 16  | 17  | 18  | 19  | 20  |
| 21  | 21  | 22  | 23  | 24  | 25  | 26  | 27  |
| 22  | 28  | 29  | 30  | 31  |     |     |     |

| Juni | Juni | Juni | Juni | Juni | Juni | Juni | Juni |
| Kw   | Mo   | Di   | Mi   | Do   | Fr   | Sa   | So   |
| ---- | ---- | ---- | ---- | ---- | ---- | ---- | ---- |
| 22   |      |      |      |      | 1    | 2    | 3    |
| 23   | 4    | 5    | 6    | 7    | 8    | 9    | 10   |
| 24   | 11   | 12   | 13   | 14   | 15   | 16   | 17   |
| 25   | 18   | 19   | 20   | 21   | 22   | 23   | 24   |
| 26   | 25   | 26   | 27   | 28   | 29   | 30   |      |

| Juli | Juli | Juli | Juli | Juli | Juli | Juli | Juli |
| Kw   | Mo   | Di   | Mi   | Do   | Fr   | Sa   | So   |
| ---- | ---- | ---- | ---- | ---- | ---- | ---- | ---- |
| 26   |      |      |      |      |      |      | 1    |
| 27   | 2    | 3    | 4    | 5    | 6    | 7    | 8    |
| 28   | 9    | 10   | 11   | 12   | 13   | 14   | 15   |
| 29   | 16   | 17   | 18   | 19   | 20   | 21   | 22   |
| 30   | 23   | 24   | 25   | 26   | 27   | 28   | 29   |
| 31   | 30   | 31   |      |      |      |      |      |

| August | August | August | August | August | August | August | August |
| Kw     | Mo     | Di     | Mi     | Do     | Fr     | Sa     | So     |
| ------ | ------ | ------ | ------ | ------ | ------ | ------ | ------ |
| 31     |        |        | 1      | 2      | 3      | 4      | 5      |
| 32     | 6      | 7      | 8      | 9      | 10     | 11     | 12     |
| 33     | 13     | 14     | 15     | 16     | 17     | 18     | 19     |
| 34     | 20     | 21     | 22     | 23     | 24     | 25     | 26     |
| 35     | 27     | 28     | 29     | 30     | 31     |        |        |

| September | September | September | September | September | September | September | September |
| Kw        | Mo        | Di        | Mi        | Do        | Fr        | Sa        | So        |
| --------- | --------- | --------- | --------- | --------- | --------- | --------- | --------- |
| 35        |           |           |           |           |           | 1         | 2         |
| 36        | 3         | 4         | 5         | 6         | 7         | 8         | 9         |
| 37        | 10        | 11        | 12        | 13        | 14        | 15        | 16        |
| 38        | 17        | 18        | 19        | 20        | 21        | 22        | 23        |
| 39        | 24        | 25        | 26        | 27        | 28        | 29        | 30        |

| Oktober | Oktober | Oktober | Oktober | Oktober | Oktober | Oktober | Oktober |
| Kw      | Mo      | Di      | Mi      | Do      | Fr      | Sa      | So      |
| ------- | ------- | ------- | ------- | ------- | ------- | ------- | ------- |
| 40      | 1       | 2       | 3       | 4       | 5       | 6       | 7       |
| 41      | 8       | 9       | 10      | 11      | 12      | 13      | 14      |
| 42      | 15      | 16      | 17      | 18      | 19      | 20      | 21      |
| 43      | 22      | 23      | 24      | 25      | 26      | 27      | 28      |
| 44      | 29      | 30      | 31      |         |         |         |         |

| November | November | November | November | November | November | November | November |
| Kw       | Mo       | Di       | Mi       | Do       | Fr       | Sa       | So       |
| -------- | -------- | -------- | -------- | -------- | -------- | -------- | -------- |
| 44       |          |          |          | 1        | 2        | 3        | 4        |
| 45       | 5        | 6        | 7        | 8        | 9        | 10       | 11       |
| 46       | 12       | 13       | 14       | 15       | 16       | 17       | 18       |
| 47       | 19       | 20       | 21       | 22       | 23       | 24       | 25       |
| 48       | 26       | 27       | 28       | 29       | 30       |          |          |

| Dezember | Dezember | Dezember | Dezember | Dezember | Dezember | Dezember | Dezember |
| Kw       | Mo       | Di       | Mi       | Do       | Fr       | Sa       | So       |
| -------- | -------- | -------- | -------- | -------- | -------- | -------- | -------- |
| 48       |          |          |          |          |          | 1        | 2        |
| 49       | 3        | 4        | 5        | 6        | 7        | 8        | 9        |
| 50       | 10       | 11       | 12       | 13       | 14       | 15       | 16       |
| 51       | 17       | 18       | 19       | 20       | 21       | 22       | 23       |
| 52       | 24       | 25       | 26       | 27       | 28       | 29       | 30       |
| 1        | 31       |          |          |          |          |          |          |

Das Jahr 1951 ist von den zunehmenden Feindseligkeiten zwischen Ostblock und westlicher Welt geprägt, die sich im Koreakrieg und der McCarthy-Ära, speziell dem Prozess gegen Ethel und Julius Rosenberg, widerspiegeln.

## Überblick

### Koreakrieg
Nachdem es den nordkoreanischen und chinesischen Truppen Anfang des Jahres im Koreakrieg gelungen war, Seoul einzunehmen, konnte die internationale Koalition einige Zeit später die Stadt wieder zurückerobern. Der Bewegungskrieg wandelte sich nun allerdings in einen Stellungskrieg. Oberbefehlshaber Douglas MacArthur plädierte in dieser Situation für eine Ausweitung des Krieges durch den Einsatz von Atombomben gegen die chinesischen Nachschublinien; US-Präsident Harry S. Truman lehnte dies jedoch mit Hinweis auf die dadurch mögliche Bedrohung des Weltfriedens ab und ließ MacArthur durch Ridgway ablösen. Dennoch testete die USA in Nevada ihre Atomwaffen gerade auch unter taktischen Bedingungen, d. h. unter Beteiligung von Infanterie-Truppen.

### Bundesrepublik Deutschland
Unterdessen gelang in der Bundesrepublik der Regierung Adenauer die allmähliche Emanzipation vom westlichen Besatzungsregime. Der jungen Bundesrepublik wurden weitere Kennzeichen staatlicher Souveränität zugestanden – das Bundesverfassungsgericht nahm seine Arbeit auf, ebenso das neue Außenministerium unter der Leitung von Adenauer selbst; auch durfte die Handelsmarine nunmehr die bundesdeutsche Flagge führen –, gleichzeitig wurde aber das Bekenntnis zu den westlichen Verbündeten bekräftigt und die Möglichkeit eines eigenen Verteidigungsbeitrages gegen eine mögliche Aggression aus dem Osten ausgelotet, gegen den Widerstand der SPD, die sich unter Kurt Schumacher konsequent gegen eine Remilitarisierung aussprach. Während die Amerikaner zunächst noch die Entnazifizierung weiterbetrieben, indem sie einige hochrangige SS-Offiziere hinrichteten, führte die wachsende Selbständigkeit der deutschen Justiz dazu, dass zunehmend NS-Täter von Amnestien profitieren konnten. Bis zum 31. Januar 1951 wurde 792.176 Personen eine Amnestie ausgesprochen.

### DDR
Die Amnestierung von Nationalsozialisten durch die Bundesregierung wurde auch von der ostdeutschen Propaganda thematisiert, die zugleich durch Massenveranstaltungen wie die Weltjugendfestspiele Achtungserfolge erzielte. Grenz- und Luftzwischenfälle, die Verschleppung unliebsamer Kritiker aus West-Berlin in den Osten, sowie Schauprozesse, denen auch Jugendliche zum Opfer fielen, warfen dagegen Schatten auf die Rhetorik der kommunistischen Regierung in Ost-Berlin. Deren Forderung nach freien Wahlen in Gesamtdeutschland blieb angesichts der ideologischen Gegensätze zwischen Ost und West ohne Folgen. Ähnliche Vorgänge wie in der DDR spielten sich unterdessen auch in anderen Blockstaaten des Ostens ab, wie etwa die Schauprozesse von Jihlava in der Tschechoslowakei gegen Vertreter der Kirche zeigen.

### USA
Auch in den USA der so genannten McCarthy-Ära sorgte die Entwicklung in Korea und Europa für eine zunehmend schärfere Kalte-Kriegs-Rhetorik, die sich gegen Künstler und andere Intellektuelle mit linken Sympathien richtete und die sich besonders spektakulär im Prozess gegen Ethel und Julius Rosenberg zeigte, in dem der Richter dem Paar Verrat des Atomgeheimnisses an die Sowjetunion vorwarf, weswegen die beiden auch direkt für den Koreakrieg mitverantwortlich seien; über sie wurde entsprechend die Todesstrafe verhängt.

### Griechenland und Türkei
Die Aufnahme Griechenlands und der Türkei in die NATO sollte dem sowjetischen Einfluss auf dem Balkan und im Nahen Osten gegensteuern.

### Großbritannien und Naher Osten
Großbritannien hatte sich vor allem mit Selbständigkeitsbestrebungen von ägyptischer und iranischer Seite auseinanderzusetzen. Die ägyptische Regierung unter Premierminister Mustafa an-Nahhas Pascha und König Faruq hatte einseitig den Bündnisvertrag von 1936 aufgekündigt, was insbesondere die britische Hoheit über den Sueskanal und damit den freien Zugang Großbritanniens zu seinen verbleibenden asiatischen Kolonien gefährdete. Im Iran setzte unterdessen Premierminister Hossein Ala auf die Verstaatlichung der Erdölindustrie, die bis dahin in britischer Hand war. Die Labour-Regierung von Clement Attlee agierte in diesen Konflikten nicht immer glücklich und wurde daraufhin zu Gunsten des Konservativen Weltkriegs-Premiers Winston Churchill abgewählt.

### Japan
Der Friedensvertrag von San Francisco gab Japan die volle Souveränität zurück und beendete dadurch die Zeit der amerikanischen Besatzung.

## Ereignisse

### Politik und Weltgeschehen

#### Friedensverträge und Militärbündnisse in Folge des Zweiten Weltkriegs
- 1. September: Australien, Neuseeland und die USA schließen das ANZUS-Abkommen, ein gegenseitiges Verteidigungsbündnis. Es ergänzt den japanischen Friedensvertrag und das Bündnisabkommen der USA mit den Philippinen, die zum selben Zeitpunkt wirksam werden.
- 8. September: Abschluss des Friedensvertrags von San Francisco zwischen Japan und 48 Staaten. Er tritt zum 28. April 1952 in Kraft.
- 15. September: Die Volkskammer der DDR appelliert an den Bundestag, Wahlen für ganz Deutschland zuzustimmen.
- 20. September: Die NATO beschließt die Aufnahme von Griechenland und der Türkei, die am 18. Februar 1952 rechtskräftig wird.
- 24. Oktober: US-Präsident Truman verkündet das Ende des Kriegszustandes mit Deutschland.

#### Bundesrepublik Deutschland/Deutsche Demokratische Republik
- 1. Januar: Vorstellung der neuen deutschen Nationalhymne durch Bundespräsident Theodor Heuss.
- 1. Januar: Als erster Staat erklärt Indien den Kriegszustand mit Deutschland offiziell für beendet.
- 15. März: Bundeskanzler Konrad Adenauer übernimmt zugleich das neu geschaffene Amt des Außenministers. Das Besatzungsstatut ist zuvor von der Alliierten Hohen Kommission entsprechend revidiert worden.
- 16. März: Das Gesetz über den Bundesgrenzschutz wird in der Zeit der Wiederbewaffnungsdiskussion verabschiedet. Der Sonderpolizei des Bundes ist anfangs die Grenzsicherung aufgegeben.
- 10. April: Der Bundestag beschließt das Montan-Mitbestimmungsgesetz.
- 7. Juni: Die Alliierten vollstrecken in Landsberg die letzten Todesurteile gegen Naziverbrecher.
- 14. Juni: Erster offizieller Staatsbesuch Konrad Adenauers im Ausland (Italien).
- 22. Juni: Christian Fette wird Vorsitzender des DGB als Nachfolger des verstorbenen Hans Böckler.
- 25. Juni: Friedrich-Wilhelm Lübke wird Ministerpräsident von Schleswig-Holstein.
- 26. Juni: Die FDJ wird in der Bundesrepublik verboten.
- 28. Juni: Karl Du Mont wird erster Botschafter der Bundesrepublik Deutschland in den Niederlanden.
- 28. September: Das Bundesverfassungsgericht nimmt in Karlsruhe seine Arbeit auf.
- 3. Oktober: Im Werdauer Oberschülerprozess werden 19 Jugendliche wegen „Boykotthetze“ zu langjährigen Haftstrafen verurteilt.
- 7. Oktober: Bürgerschaftswahl in Bremen. Die SPD mit dem bisherigen Bürgermeister Wilhelm Kaisen bleibt stärkste Partei und regiert anschließend in einer Koalition mit CDU und FDP.
- 3. Dezember: Bundeskanzler Konrad Adenauer zum ersten Staatsbesuch in England
- 16. November: Die Bundesregierung beantragt beim Bundesverfassungsgericht das Verbot für die KPD und die SRP.
- 16. November: Kneppelfreed („Knüppelfreitag“) in Westfriesland

- 1951 kommt es zu den ersten Amnestien für Personen, die wegen ihrer Verstrickungen mit dem Nationalsozialismus verurteilt worden sind, wie z. B. für den Rüstungsmagnaten Krupp.

#### Weitere Ereignisse in Europa
- 1. Januar: Eduard von Steiger wird erneut Bundespräsident der Schweiz.
- 2. Januar: In der Volksrepublik Ungarn werden Grundnahrungsmittel, Benzin und Öl rationiert.
- 12. Januar: Bei der Wahl zum Berliner Oberbürgermeister kommt es zwischen Ernst Reuter (SPD) und Walther Schreiber (CDU) zum Patt, da beide gleich viele Stimmen erhalten. Schreiber zieht daraufhin seine Kandidatur zu Gunsten Reuters zurück.
- 10. März: Henri Queuille wird Regierungschef in Frankreich; er löst René Pleven ab.
- 19. Mai: Das Vereinigte Königreich erlaubt das Sprechen des Schottisch-Gälischen, des Walisischen, des Irischen, des Manx, des Kornischen und des Norn an Schulen, ohne dass der Sprecher dafür bestraft wird.
- 27. Mai: Der Sozialdemokrat Theodor Körner wird zum neuen Bundespräsidenten Österreichs gewählt.
- 2. Juli: In Babice, Tschechoslowakei, wird eine Sitzung des örtlichen kommunistischen Nationalausschusses von vier Bewaffneten überfallen und drei Ausschussmitglieder getötet. Das Verbrechen bildete den Anlass der Schauprozesse von Jihlava, die sich vor allem gegen den Einfluss der Kirche auf die Landbevölkerung richten und in denen elf Personen zum Tode und 111 zu langen Zuchthausstrafen verurteilt werden.
- 16./17. Juli: Baudouin I. wird zum König von Belgien gekrönt, nachdem sein Vater Leopold III. zurückgetreten ist.
- 11. August: René Pleven wird erneut Regierungschef in Frankreich.
- 11. September: Ein tschechoslowakischer Schnellzug durchbricht bei Selb die Grenze zur Bundesrepublik.
- 26. Oktober: Die Unterhauswahlen in Großbritannien werden von den Konservativen unter Winston Churchill gewonnen. Dieser wird erneut britischer Premierminister und löst den Labour-Politiker Clement Attlee ab; Außenminister wird Anthony Eden.

#### Korea
- 4. Januar: Im Koreakrieg rücken die Truppen Nordkoreas und Chinas weiter vor und nehmen Seoul ein.
- 14. März: Den UNO-Truppen gelingt die Rückeroberung des weitgehend zerstörten Seoul.
- 11. April: US-Präsident Truman beruft General Douglas MacArthur als Oberkommandierenden im Koreakrieg ab und ernennt Matthew B. Ridgway zu dessen Nachfolger.
- 18. Mai: Die UN-Generalversammlung beschließt wegen des Koreakriegs ein Embargo strategisch wichtiger Güter gegen die Volksrepublik China.

#### Iran
- 12. Februar: Schah Mohammad Reza Pahlavi heiratet Soraya Esfandiary Bakhtiari.
- 7. März: General Ali Razmara, Premierminister des Iran und Gegner einer Verstaatlichung der britischen Anglo-Iranian Oil Company, wird von einem Mitglied der Fedajin-e Islam ermordet.
- 15. März: Das iranische Parlament (Madschles) beschließt die Verstaatlichung der britischen Anglo-Iranian Oil Company und löst damit die Abadan-Krise aus.
- 26. Mai: Der britisch-iranische Ölstreit spitzt sich zu: Die britische Regierung reicht Klage beim Internationalen Gerichtshof in Den Haag gegen die vom iranischen Parlament (Madschles) beschlossene Verstaatlichung der Anglo-Iranian Oil Company ein; der Iran bleibt jedoch unnachgiebig.

#### Weitere Ereignisse in Asien
- 25. Mai: Tibet unterzeichnet unter Zwang ein „17-Punkte-Abkommen“ mit der Volksrepublik China, das Tibet Autonomie und freie Religionsausübung zusichert.
- 20. Juli: König Abdallah I. von Jordanien wird auf dem Tempelberg in Jerusalem ermordet.
- 16. Oktober: Auf den pakistanischen Premierminister Liaquat Ali Khan wird ein Attentat verübt. Er stirbt noch am selben Tag.

#### Vereinigte Staaten von Amerika
- 27. Februar: Durch die Ratifizierung des 22. Zusatzartikels wird die Regierungsdauer des US-Präsidenten auf zwei Amtszeiten beschränkt.
- 6. März: In New York City wird der Strafprozess gegen Ethel und Julius Rosenberg eröffnet. Die Anklage wirft ihnen Atomspionage für die Sowjetunion vor.
- 2. April: General Dwight D. Eisenhower wird Oberbefehlshaber der NATO-Truppen in Europa.
- 5. April: Die US-Staatsbürger Ethel und Julius Rosenberg werden in den USA wegen Spionage für die Sowjetunion zum Tode verurteilt.

#### Lateinamerika
- 11. November: Juan Peron wird als Staatspräsident Argentiniens wiedergewählt.

#### Afrika
- 15. Oktober: Die ägyptische Regierung unter Mustafa an-Nahhas Pascha kündigt einseitig den Beistandspakt mit Großbritannien von 1936 auf; König Faruq wird im ägyptischen Parlament zum König von Ägypten und des Sudan proklamiert; die Hoheit der Briten über den Sueskanal wird nicht länger anerkannt. Daraufhin besetzen die Briten am 19. November Ismailia, wo es zu Zusammenstößen mit 14 Toten kommt.
- 24. Dezember: Libyen wird von Italien unabhängig. Staatsoberhaupt wird König Idris I.

#### Internationale Organisationen
- 18. April: Der Vertrag von Paris zur Gründung der Europäischen Gemeinschaft für Kohle und Stahl (EGKS) wird unterzeichnet. Er tritt im Juli 1952 in Kraft.
- 1. Mai: Der Europarat beschließt die Aufnahme der Bundesrepublik als Vollmitglied.
- 3. Juli: Kambodscha wird Mitglied in der UNESCO.
- 6. Juli: Vietnam wird Mitglied in der UNESCO.
- 9. Juli: Laos wird Mitglied in der UNESCO.
- 2. Juli: Japan wird Mitglied in der UNESCO
- 11. Juli: Die Bundesrepublik Deutschland wird Mitglied in der UNESCO.
- 13. Dezember: Paraguay wird Mitglied in der OAS (Organisation Amerikanischer Staaten)

### Wirtschaft
- 1. Januar: Beginn des ersten 5-Jahresplans der DDR.
- 2. Februar: Abkommen zum gewerblichen Rechtsschutz zwischen der Bundesrepublik Deutschland und Schweden.
- 15. Februar: Kurt Mix erhält ein Patent auf das von ihm entwickelte Sport- und Trainiergerät, besser bekannt als Ergometer.
- 19. April: 1. deutsche Automobilausstellung in Frankfurt am Main. Eröffnung durch Bundespräsident Theodor Heuss
- 20. April: Die erste internationale Photokina wird in Köln eröffnet
- 21. April: Die Bundesrepublik Deutschland schließt ein Handelsabkommen mit dem Königreich Ägypten.
- 9. Mai: Gründung der Fogra, damals als „Deutsche Gesellschaft zur Förderung der Forschung im graphischen Gewerbe“
- 18. Mai: Im schwedischen Lund werden die ersten Tetra-Pak-Verpackungen für Milch der Öffentlichkeit vorgestellt.
- 3. August: Ivar Rooth, Schweden, wird Direktor des Internationalen Währungsfonds (IWF).
- 31. August: Die erste Langspielplatte mit 33 1/3 Umdrehungen in der Minute wird in Düsseldorf von der Deutschen Grammophon vorgestellt.
- 13. November: Die Winzer des Beaujolais erstreiten sich eine Ausnahmegenehmigung vom französischen Weinrecht. Sie dürfen nun ihren Wein schon ab dem dritten Donnerstag im November vermarkten.

### Wissenschaft und Technik
- 13. Mai: Jacqueline Auriol durchbricht mit einem Düsenjäger als erste Frau die Schallmauer.
- 28. September: Der Astronom Seth Barnes Nicholson entdeckt den um den Planeten Jupiter kreisenden äußeren Mond Ananke.
- 8. Dezember: Mit einem Staatsakt wird die Bauakademie der DDR eröffnet.
- 20. Dezember: Im Forschungsreaktor EBR-1 (Experimental Breeder Reactor I) in Arco, Idaho, USA, gelingt erstmals die nukleare Stromerzeugung. Die Leistung der Anlage reicht am ersten Tag, um Strom für vier Glühlampen zu liefern. Ab dem zweiten Tag reicht die Strommenge für den Eigenbedarf und für Forschungszwecke.
- Carl Djerassi, Gregory Pincus und John Rock entwickeln die erste Antibabypille.
- Der Nutzfahrzeughersteller Magirus-Deutz präsentiert auf der Frankfurter IAA die höchste Drehleiter der Welt, die eine Steighöhe von 52 + 2 Metern hatte, und den ersten Rüstwagen der Welt mit einem rundum drehbaren Kran.
- Konformitätsexperiment von Asch

### Kultur
- Gründung der International Society for Education through Art

#### Architektur und Bildende Kunst
- 14. Januar: In Chemnitz wird der Kulturpalast, das erste nach sowjetischem Vorbild errichtete Bauwerk dieser Art in der DDR, von Ministerpräsident Otto Grotewohl feierlich eingeweiht.
- 21. Januar: Eröffnung des Museum Oskar Reinhart in Winterthur

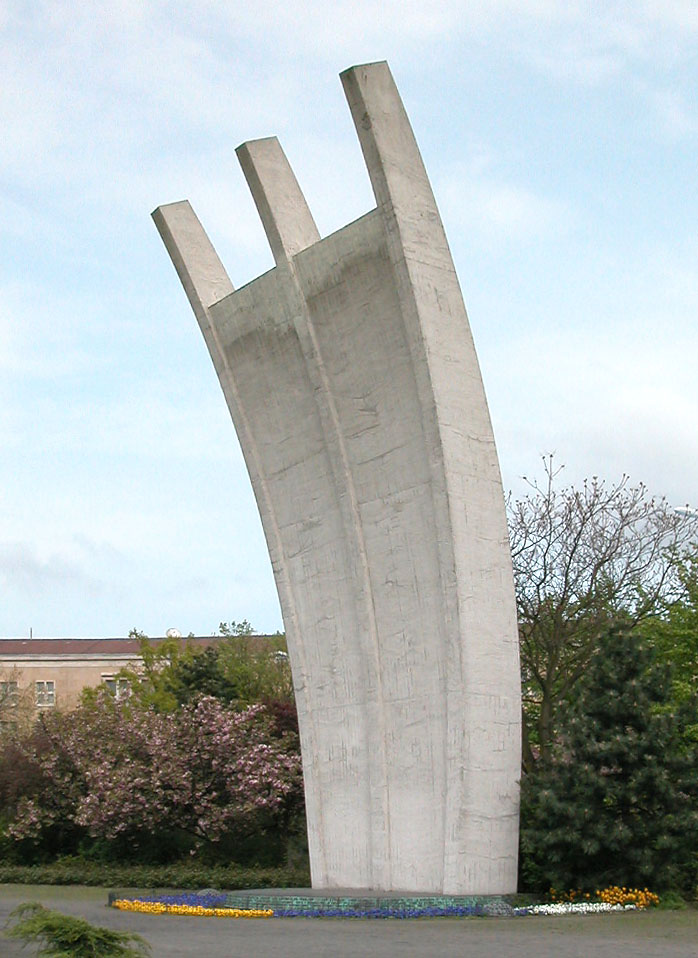
Luftbrückendenkmal Berlin-Tempelhof

- 10. Juli: In Berlin wird das Luftbrückendenkmal vor dem Flughafen Tempelhof eingeweiht.
- Erstmaliges Stattfinden der Biennale von São Paulo

#### Film
- 18. Januar: Der Film Die Sünderin mit Hildegard Knef in der Hauptrolle wird zum ersten Mal aufgeführt und löst wegen angeblicher Glorifizierung von Prostitution, Sterbehilfe und Suizid einen Skandal aus. Aufführungsverbote und kirchliche Ablehnung von den Kanzeln wecken Interesse und sorgen für einen filmischen Publikumserfolg.
- 26. August: Der Musicalfilm Ein Amerikaner in Paris hat in London Premiere.
- 17. Dezember: In Schweden wird der Film Sie tanzte nur einen Sommer erstmals gezeigt. Eine Nacktbadeszene darin sorgt für weltweiten Gesprächsstoff.
- Erste Verleihung der Deutsche Filmpreise: Unter anderem wird Erich Kästner als bester Drehbuchautor mit dem Filmband in Gold geehrt. Das doppelte Lottchen macht als „bester abendfüllender Spielfilm“ das Rennen. Sein Regisseur Josef von Baky erhält den Regiepreis in Gold

#### Musik und Theater
- 17. März: Uraufführung der Oper Die Verurteilung des Lukullus von Paul Dessau an der Deutschen Oper Berlin
- 14. April: Das Rennsteiglied wird im thüringischen Ort Hirschbach erstmals öffentlich gesungen.
- 29. Juni: Eröffnung der ersten Richard-Wagner-Festspiele in Bayreuth nach dem Krieg
- 12. Juli: Am Nationaltheater Mannheim wird die Operette Geliebte Manuela von Fred Raymond nach einem Libretto von Just Scheu und Ernst Nebhut uraufgeführt.
- 13. November: Uraufführung der Märchenoper Der Igel als Bräutigam von Cesar Bresgen in Nürnberg
- 24. November: Uraufführung von Gigi

#### Rundfunk
- 1. Januar: Die BBC startet mit der regelmäßigen Ausstrahlung der Hörspielserie The Archers.
- 24. Dezember: Uraufführung der Weihnachtsoper Amahl and the Night Visitors von Gian Carlo Menotti in den NBC-Studios in New York City mit einer Live-Übertragung im Fernsehen

### Gesellschaft
- 15. April: In Imst in Tirol wird das erste SOS-Kinderdorf eröffnet.
- 5. August: Eröffnung der 3. Weltjugendfestspiele in Ost-Berlin.

### Religion
- 15. September: In der Enzyklika Ingruentium malorum äußert sich Papst Pius XII. zum Beten des Rosenkranzes.
- 12. August: Gründung der „Deutschen Missionsgemeinschaft, Verein für Wohltätigkeit e. V.“, heute DMG interpersonal, ein christliches Hilfs- und Missionswerk mit inzwischen 350 Mitarbeitern in 76 Ländern weltweit.
- 28. Dezember: Aus der Neuapostolischen Kirche spaltet sich in den Niederlanden nach Uneinigkeiten über eine dortige Apostelnachfolge die Apostolisch Genootschap ab.

### Sport
- 5. Januar: Die Deutsche Olympische Gesellschaft wird gegründet.
- 11. März: In Neu-Delhi gehen die ersten Asienspiele zu Ende.
- 27. Mai bis 28. Oktober: Austragung der 2. Formel-1-Weltmeisterschaft

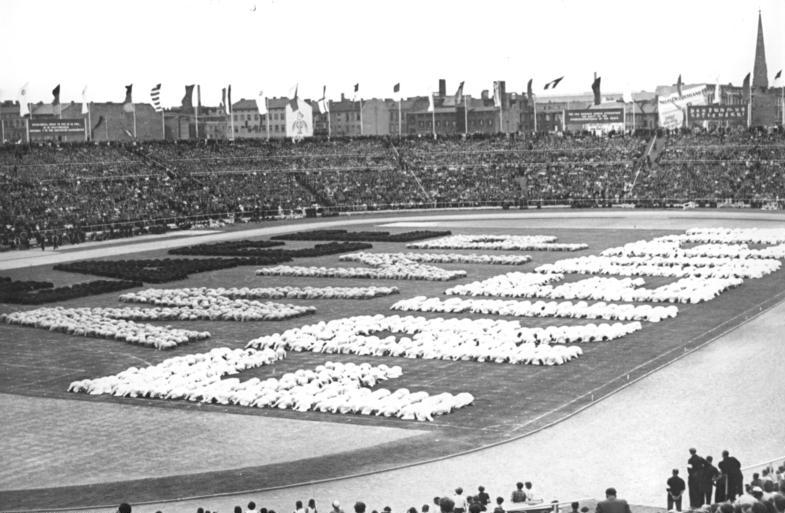
5. August: Sportschau der Jugend nach der Eröffnung

- 5. August: Unter großem propagandistischem Aufwand werden die III. Weltjugendfestspiele in Ost-Berlin eröffnet.
- 16. September: Das Augsburger Rosenaustadion wird eröffnet.

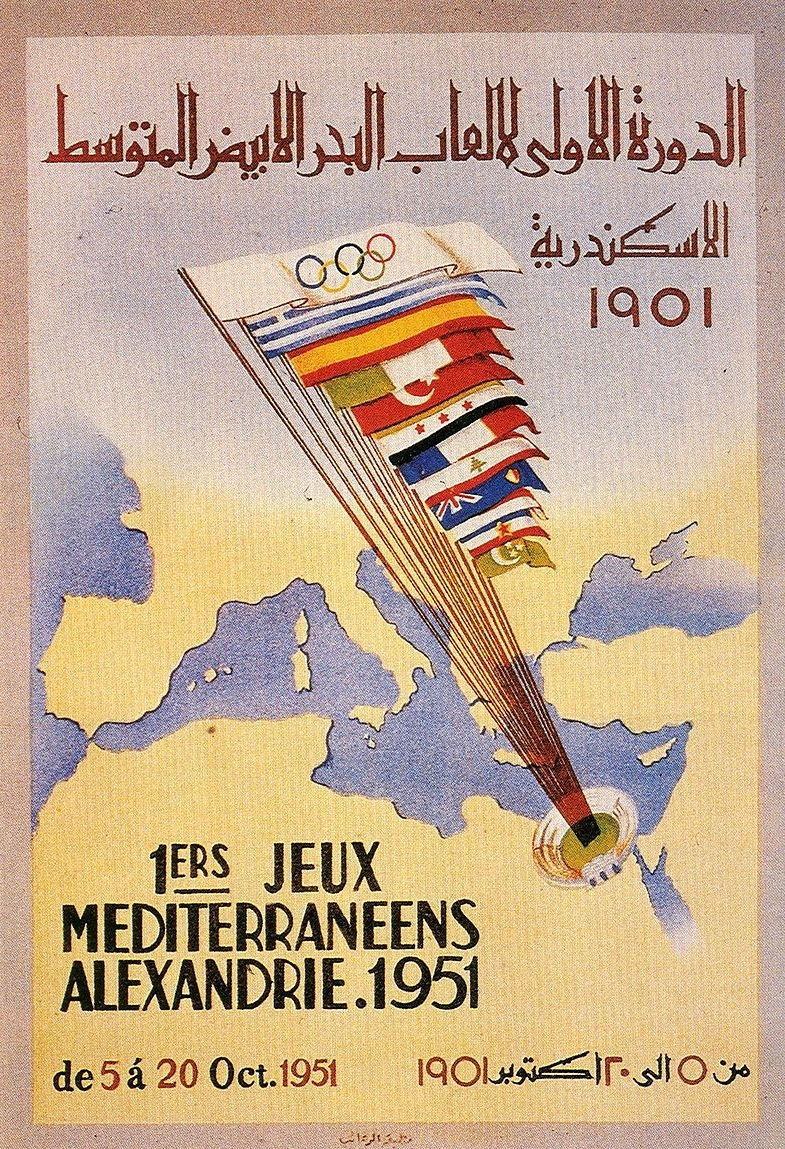
Erste Mittelmeerspiele

- 5. Oktober: In Alexandria beginnen die ersten Mittelmeerspiele mit Teilnehmern aus den Mittelmeer-Anrainerstaaten.
- 28. Oktober: Der Argentinier Juan Manuel Fangio gewinnt auf dem Circuit de Pedralbes im abschließenden Rennen der Saison den Großen Preis von Spanien und wird zugleich Weltmeister in der Formel 1.
- Erstmaliges Stattfinden des NBA All-Star Games.

### Katastrophen
- 21. Januar: Beim Ausbruch des Vulkans Lamington auf der Insel Neuguinea sterben knapp 3000 Menschen.
- Im August werden über 200 Einwohner der französischen Gemeinde Pont-Saint-Esprit Opfer einer Vergiftung, 7 von ihnen sterben, ausgelöst durch Mutterkorn, das von einer örtlichen Bäckerei zu Mehl verarbeitet wurde.
- Ende November kommt es zu einer verheerenden Überschwemmungskatastrophe in Norditalien als der Po über die Ufer tritt.

Kleinere Unglücksfälle sind in den Unterartikeln von Katastrophe und in der Liste von Katastrophen aufgeführt.

## Geboren

### Januar
- 01. Januar: Ulrike Flach, deutsche Politikerin
- 01. Januar: Gerd Leipold, deutscher Umweltaktivist
- 01. Januar: Lars-Erik Nielsen, dänischer Unternehmer und Automobilrennfahrer
- 01. Januar: Jim Rakete, deutscher Fotograf
- 01. Januar: Ulrich Stockmann, deutscher Europaabgeordneter
- 01. Januar: Hans-Joachim Stuck, deutscher Automobilrennfahrer
- 01. Januar: Gen’ichirō Takahashi, japanischer Schriftsteller
- 01. Januar: Karl Wannemacher, deutscher Koch
- 02. Januar: André Aciman, ägyptischer Autor und Professor
- 03. Januar: Ken Bruen, irischer Krimiautor († 2025)
- 03. Januar: Luc Ferry, französischer Bildungspolitiker
- 03. Januar: Rosa Montero, spanische Schriftstellerin
- 03. Januar: Rainer M. Schröder, deutscher Schriftsteller
- 04. Januar: Barbara Ann Cochran, US-amerikanische Skirennläuferin
- 06. Januar: Wolfram Adolphi, deutscher Journalist und Politikwissenschaftler
- 06. Januar: Kim Wilson, US-amerikanischer Bluesrocksänger und -mundharmonikaspieler
- 07. Januar: Talghat Mussabajew, kasachischer Kosmonaut († 2025)
- 07. Januar: Massimo Sigala, italienischer Automobilrennfahrer
- 08. Januar: Kenneth Anthony, Ministerpräsident von St. Lucia
- 08. Januar: Paul Dresher, US-amerikanischer Komponist
- 08. Januar: John McTiernan, US-amerikanischer Filmregisseur und Produzent
- 08. Januar: Bernhard Rapkay, deutscher Europaabgeordneter
- 09. Januar: Michel Barnier, französischer Politiker, Außenminister und EU-Kommissar
- 09. Januar: Crystal Gayle, US-amerikanische Sängerin
- 10. Januar: Peer Maas, niederländischer Radsportler
- 10. Januar: Holger Ortel, deutscher Politiker und MdB
- 11. Januar: Philip Tartaglia, schottischer römisch-katholischer Erzbischof († 2021)
- 12. Januar: Kirstie Alley, US-amerikanische Schauspielerin und Scientologin († 2022)
- 12. Januar: Ernst Bier, deutscher Jazz-Schlagzeuger
- 12. Januar: Rush Limbaugh, US-amerikanischer Radiomoderator († 2021)
- 12. Januar: Drew Pearson, US-amerikanischer American-Football-Spieler
- 13. Januar: Alexander Dix, deutscher Jurist und Datenschutzexperte
- 14. Januar: Martin Auer, österreichischer Schriftsteller
- 14. Januar: Fița Lovin, rumänische Leichtathletin
- 14. Januar: Martin Walde, sorbischer Kulturwissenschaftler
- 15. Januar: Sharon Doucet, US-amerikanische Schriftstellerin
- 15. Januar: Rolf-Josef Eibicht, deutscher Publizist
- 15. Januar: Christoph Eymann, Schweizer Politiker (LPS)
- 15. Januar: Catherine Trautmann, französische Politikerin
- 16. Januar: Albin Braig, deutscher Mundartschauspieler
- 16. Januar: Sławomir Maciejowski, polnischer Ruderer († 2023)
- 16. Januar: Thomas Naumann, deutscher Schauspieler
- 17. Januar: Heinz-Dieter Assmann, deutscher Jurist und Professor
- 17. Januar: Juliane Korén, deutsche Schauspielerin († 2018)
- 17. Januar: Roland Thöni, italienischer Skirennläufer († 2021)
- 18. Januar: Steve Grossman, US-amerikanischer Jazzsaxophonist († 2020)
- 18. Januar: Renato Zaccarelli, italienischer Fußballspieler und -trainer
- 19. Januar: Charalampos Babis Angourakis, griechischer Politiker († 2014)
- 19. Januar: Gildo Insfrán, argentinischer Politiker
- 19. Januar: Kaj Nilsson, deutsch-schwedischer Eishockeyspieler
- 19. Januar: Peter Pander, deutscher Fußball-Funktionär
- 21. Januar: Eric Holder, US-amerikanischer Politiker
- 21. Januar: Karl Zimmermann, baden-württembergischer Politiker
- 22. Januar: Cajus Julius Caesar, deutscher Politiker
- 22. Januar: Marlena Zagoni, rumänische Ruderin († 2025)
- 22. Januar: Ondrej Nepela, slowakischer Eiskunstläufer und Eiskunstlauftrainer († 1989)
- 23. Januar: Ángela Carrasco, dominikanische Sängerin
- 23. Januar: Nick Woodland, britischer Rock-’n’-Roll- und Blues-Gitarrist
- 24. Januar: Manfred Gruber, deutscher Maler und Bühnenbildner
- 25. Januar: Hans-Jürgen Dörner, deutscher Fußballtrainer und -spieler (DDR) († 2022)
- 25. Januar: Mamadou Sakho, senegalesischer Ringer
- 25. Januar: Bill Viola, US-amerikanischer Video- und Installationskünstler († 2024)
- 26. Januar: Jarmila Kratochvílová, tschechische Leichtathletin
- 26. Januar: Fulvio Pelli, Schweizer Politiker
- 26. Januar: Hubert Rehm (alias Siegfried Bär), deutscher Publizist, Autor und Verleger
- 26. Januar: Erick Wujcik, US-amerikanischer Entwickler von Rollenspielen und Mitbegründer der Firma Palladium Books († 2008)
- 27. Januar: Anders Dahl-Nielsen, dänischer Handballspieler, -trainer und -funktionär
- 27. Januar: Nancy Galbraith, US-amerikanische Komponistin, Organistin und Musikpädagogin
- 27. Januar: Charles Mooney, US-amerikanischer Boxer
- 28. Januar: Leonid Kadenjuk, ukrainischer Raumfahrer († 2018)
- 28. Januar: Stefan Sethe, Jurist und Politologe
- 28. Januar: Toni Valeruz, italienischer Extremskifahrer
- 29. Januar: Peter Cornelius, österreichischer Sänger
- 29. Januar: Markus Felber, Schweizer Jurist und Journalist, Bundesgerichtskorrespondent der Neuen Zürcher Zeitung
- 30. Januar: Phil Collins, britischer Rockmusiker, Komponist und Schauspieler Phil Collins, 2007

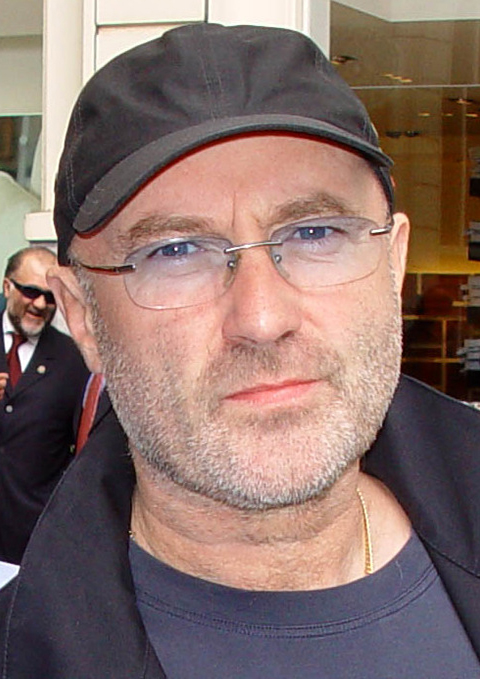
Phil Collins, 2007

- 31. Januar: Farideh Akashe-Böhme, deutsch-iranische Autorin († 2008)
- 31. Januar: Holger Hantke, deutscher Musiker, Komponist und Musiklehrer
- 31. Januar: Wiebke Hendriksen, deutsche Tischtennisspielerin
- 31. Januar: Dieter Hillebrand, deutscher Politiker
- 31. Januar: Phil Manzanera, britischer Musiker
- 31. Januar: Cristine Rose, US-amerikanische Schauspielerin

### Februar
- 01. Februar: Albert Salvadó, andorranischer Wirtschaftsingenieur und Autor († 2020)
- 02. Februar: Georg Markus, österreichischer Schriftsteller und Journalist
- 03. Februar: Arsène Auguste, haitianischer Fußballverteidiger († 1993)
- 03. Februar: Blaise Compaoré, Präsident von Burkina Faso
- 04. Februar: Ernst Dieter Rossmann, deutscher Politiker und MdB
- 05. Februar: Helmut Spanner, deutscher Autor von Kinder- und Bilderbüchern
- 06. Februar: Jacques Villeret, französischer Schauspieler († 2005)
- 07. Februar: Mayte Mateos, spanische Sängerin
- 07. Februar: Christian Tissier, französischer Aikido-Lehrer
- 08. Februar: Jiři Keuthen, deutscher Künstler (Maler) († 2007)
- 08. Februar: Erwin Lotter, deutscher Politiker († 2014)
- 09. Februar: Mitsuru Adachi, japanischer Manga-Zeichner
- 09. Februar: Swetlana Schönfeld, deutsche Schauspielerin
- 09. Februar: Michael Zittel, deutscher Schauspieler
- 10. Februar: Zeudi Araya, eritreische Schauspielerin
- 11. Februar: Michael Leavitt, US-amerikanischer Politiker
- 11. Februar: Vojtěch Saudek, tschechischer Komponist († 2003)
- 12. Februar: Karl A. Lamers, deutscher Politiker und Bundestagsabgeordneter
- 13. Februar: Katja Lange-Müller, deutsche Schriftstellerin
- 13. Februar: Michel Pollentier, belgischer Radrennfahrer
- 13. Februar: Albert Schmidt, deutscher Politiker († 2024)
- 14. Februar: Boško Abramović, serbischer Schachgroßmeister († 2021)
- 14. Februar: Michael Doucet, US-amerikanischer Fiddlespieler und Singer-Songwriter
- 14. Februar: Kevin Keegan, englischer Fußballspieler
- 14. Februar: Daniel Miller, britischer Musikproduzent
- 15. Februar: Muṣṭafā Abū Schāqūr, libyscher Elektroingenieur und Politiker
- 15. Februar: Markku Alén, finnischer Rallyefahrer
- 15. Februar: Gerald Hüther, deutscher Neurobiologe und Hirnforscher
- 15. Februar: Jadwiga Jankowska-Cieślak, polnische Schauspielerin († 2025)
- 15. Februar: Melissa Manchester, US-amerikanische Singer-Songwriterin
- 15. Februar: Jane Seymour, britische Schauspielerin
- 16. Februar: Franz-Josef Bode, Bischof von Osnabrück
- 17. Februar: Bernd Haunfelder, deutscher Historiker und Publizist
- 19. Februar: Kurt Stendal, dänischer Fußballspieler und -trainer († 2019)
- 20. Februar: Gordon Brown, britischer Premierminister Gordon Brown (2008)

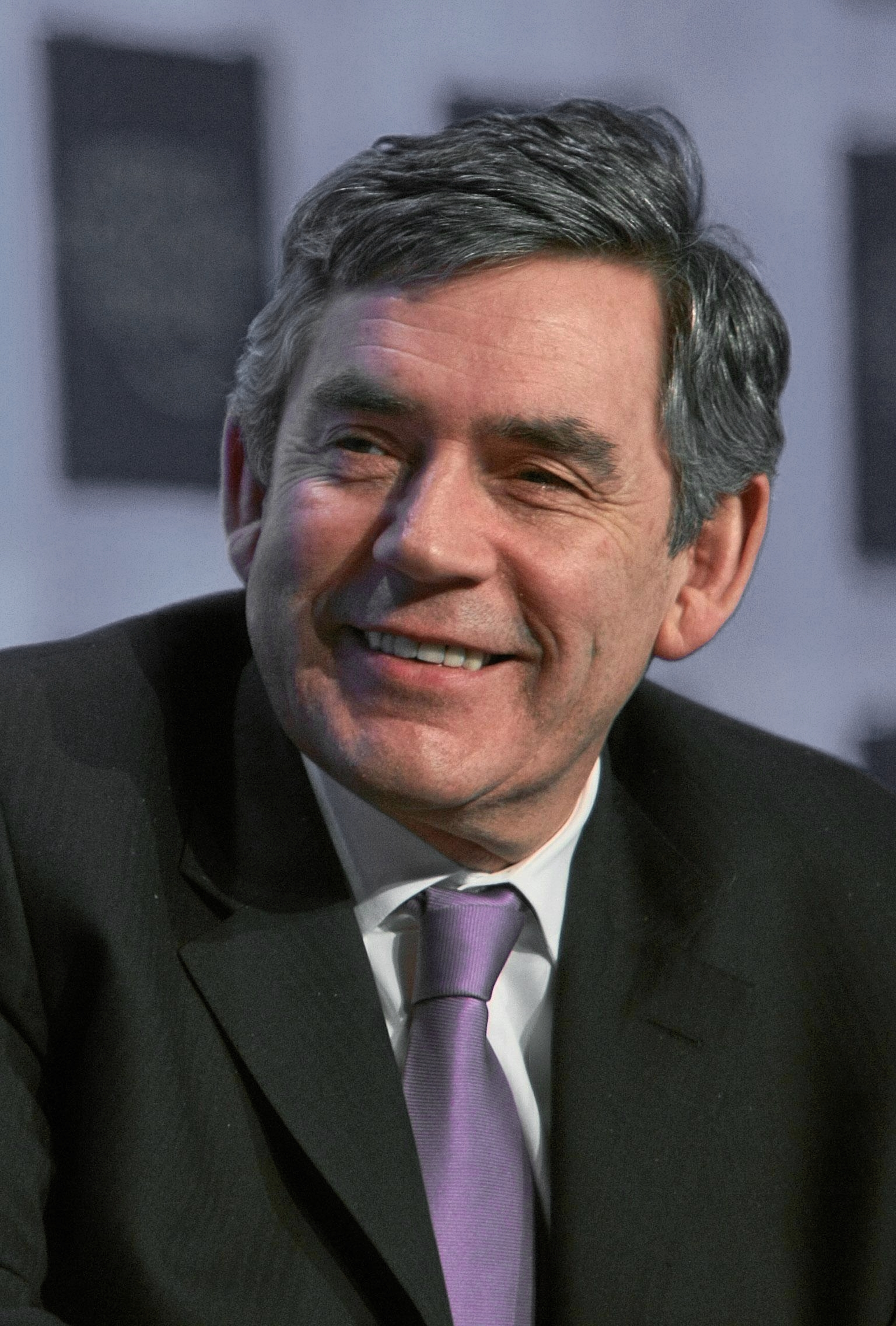
Gordon Brown (2008)

- 20. Februar: Randy California, US-amerikanischer Gitarrist († 1997)
- 20. Februar: Günter Jankowiak, deutscher Schauspieler, Musiker, Autor und Regisseur
- 20. Februar: Heidemarie Wright, deutsche Politikerin
- 21. Februar: Giuseppe Arlacchi, italienischer Soziologe und Politiker
- 21. Februar: Wolfgang Frank, deutscher Fußballspieler und -trainer († 2013)
- 21. Februar: Marek Polasik, polnischer Physiker
- 21. Februar: Richard Tonks, neuseeländischer Ruderer und Rudertrainer
- 21. Februar: Vince Welnick, US-amerikanischer Keyboarder († 2006)
- 22. Februar: Rolf-Dieter Krause, deutscher Fernsehjournalist
- 22. Februar: Mirko Smiljanic, Hörfunk- und Wissenschaftsjournalist
- 23. Februar: Eddie Dibbs, US-amerikanischer Tennisspieler
- 23. Februar: Johannes Geffert, deutscher Organist und Kirchenmusiker
- 23. Februar: Ed Jones, US-amerikanischer American-Football-Spieler
- 23. Februar: Minato Kawamura, japanischer Literatur- und Kulturwissenschaftler
- 23. Februar: Patricia Richardson, US-amerikanische Schauspielerin
- 23. Februar: Bertico Sosa, dominikanischer Komponist, Arrangeur und Pianist († 2005)
- 24. Februar: Tony Holiday, deutscher Schlagersänger und Texter († 1990)
- 24. Februar: John Ogonowski, Flugkapitän von American-Airlines-Flug 11 († 2001)
- 24. Februar: Martin Seifert, deutscher Schauspieler († 2025)
- 25. Februar: Giampiero Marini, italienischer Fußballspieler
- 25. Februar: Esther Morales-Cañadas, spanische Cembalistin und Musikwissenschaftlerin
- 25. Februar: Donald Quarrie, jamaikanischer Sprinter und Olympiasieger
- 26. Februar: Harvey Leroy Atwater, US-amerikanischer Politikberater und -Stratege († 1991)
- 26. Februar: Franz Xaver Gernstl, deutscher Dokumentarfilmer
- 26. Februar: Erhard Grunwald, deutscher Generalarzt der Bundeswehr († 2023)
- 27. Februar: Steve Harley, britischer Musiker († 2024)
- 27. Februar: Susanne Sievers, deutsche Archäologin
- 27. Februar: Walter Maria de Silva, italienischer Automobildesigner
- 28. Februar: Gustav Thöni, Südtiroler Skifahrer

### März
- 01. März: Susanne Albrecht, ehemaliges RAF-Mitglied
- 01. März: Elliott Sharp, US-amerikanischer Multiinstrumentalist und Komponist
- 01. März: Scott Ross, US-amerikanischer Cembalist († 1989)
- 01. März: Kikuo Wada, japanischer Ringer († 2025)
- 02. März: Axel Breinlinger, deutscher Jurist
- 02. März: Erwin Hilbert, deutscher Maler, Buchautor und Liedermacher
- 02. März: Jan Gmyrek, polnischer Handballspieler
- 02. März: Dagmar Mühlenfeld, Oberbürgermeisterin von Mülheim an der Ruhr
- 03. März: Benny Barnes, US-amerikanischer American-Football-Spieler
- 03. März: Lindsay Cooper, englische Fagott- und Saxophonspielerin und Komponistin († 2013)
- 03. März: Günter Ollenschläger, deutscher Mediziner und Wissenschaftsjournalist

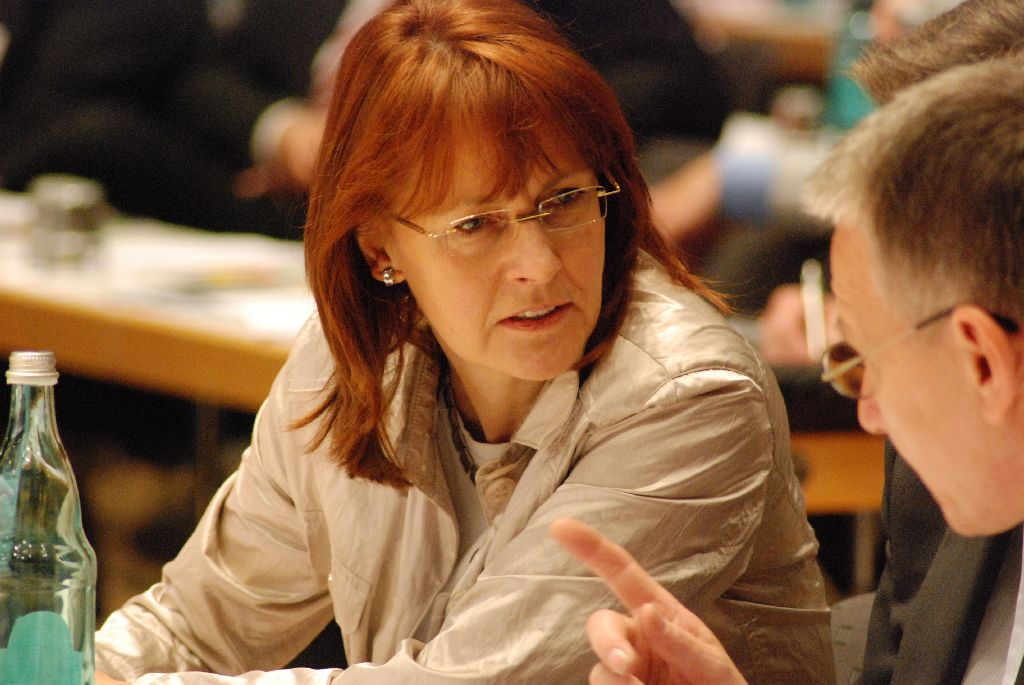
Edelgard Bulmahn, 2009

- 04. März: Edelgard Bulmahn, deutsche Politikerin
- 04. März: Kenny Dalglish, schottischer Fußballspieler und -trainer
- 04. März: Rose Laurens, französische Popsängerin († 2018)
- 04. März: Chris Rea, britischer Sänger, Musiker, Komponist und Gitarrist
- 05. März: Jurij Krawtschenko, Innenminister der Ukraine († 2005)
- 05. März: Hans Günter Wagener, deutscher Filmkomponist
- 06. März: Jeannot Ahoussou-Kouadio, ivorischer Politiker
- 06. März: Wolfgang Hanisch, deutscher Leichtathlet
- 06. März: Gerrie Knetemann, niederländischer Radrennfahrer († 2004)
- 06. März: Jürgen Mai, deutscher Schauspieler und Regisseur
- 06. März: Walter Cooper Trout, US-amerikanischer Komponist, Gitarrist und Sänger
- 07. März: Oumarou Alma, nigrischer Politiker († 2025)
- 07. März: Eduard Rapp, sowjetisch-deutscher Bahnradsportler
- 07. März: Nenad Stekić, jugoslawischer Weitspringer († 2021)
- 08. März: Anna Löwenstein, britische Esperantistin
- 09. März: Zakir Hussain, indischer Tabla-Spieler und Komponist († 2024)
- 09. März: Ulrich Schacht, deutscher Schriftsteller († 2018)
- 10. März: Brad Fiedel, US-amerikanischer Filmkomponist
- 11. März: Dominique Sanda, französische Schauspielerin
- 13. März: Gunter Arnold, deutscher Sprinter
- 14. März: Gottfried Ackermann, deutscher Violinist
- 15. März: Gerhard Falkner, deutscher Schriftsteller
- 15. März: Jürgen Mlynek, deutscher Physiker
- 15. März: Axel Wirth, deutscher Jurist († 2025)
- 16. März: Joe DeLamielleure, US-amerikanischer American-Football-Spieler
- 16. März: P. C. Hodgell, US-amerikanische Fantasy-Autorin
- 17. März: Bill Atkinson, US-amerikanischer Programmierer († 2025)
- 17. März: Peter Manz, deutscher Jurist
- 17. März: Kurt Russell, US-amerikanischer Schauspieler
- 18. März: Greg Bandy, US-amerikanischer Jazzmusiker († 2025)
- 18. März: Bill Frisell, US-amerikanischer Jazzgitarrist
- 19. März: Carl Barzilauskas, US-amerikanischer American-Football-Spieler († 2023)
- 19. März: Christine Laser, deutsche Leichtathletin
- 20. März: Martin Ahrends, deutscher Schriftsteller und Redakteur
- 20. März: Jimmie Vaughan, US-amerikanischer Bluesrockgitarrist und -sänger
- 21. März: Abraham Desta, äthiopischer Bischof
- 21. März: Roman Kalarus, polnischer Plakatkünstler, Grafiker, Cartoonist und Designer
- 21. März: Hamid Skif, algerischer Schriftsteller und Journalist († 2011)
- 21. März: Nadeschda Tschernyschowa, sowjetische Ruderin († 2019)
- 23. März: Michel Aupetit, französischer Erzbischof
- 23. März: Vinci Clodumar, nauruischer Politiker und Botschafter bei den Vereinten Nationen
- 23. März: María Felicia Pérez, kubanische Chorleiterin und Musikpädagogin
- 24. März: Christian Aichinger, österreichischer Bankmanager
- 24. März: Tommy Hilfiger, US-amerikanischer Modedesigner
- 24. März: Monika Stolz, deutsche Politikerin
- 25. März: Claus B. Andersen, dänischer Badmintonspieler
- 25. März: Gabriele Behler, deutsche Politikerin
- 26. März: Detlef Bayer, deutscher Jurist († 2007)
- 26. März: Klaus Hoffmann, deutscher Sänger, Schauspieler und Liedermacher
- 26. März: Costică Ștefănescu, rumänischer Fußballspieler und -trainer († 2013)
- 26. März: Carl E. Wieman, US-amerikanischer Physiker
- 27. März: Herbert Anderl, österreichischer Beamter
- 27. März: Paul Offit, US-amerikanischer Mediziner und Impfstoffentwickler
- 28. März: Alain Acart, französischer Kanute († 2023)
- 28. März: Karen Kain, kanadische Balletttänzerin
- 28. März: Kazimierz Lewandowski, polnischer Ruderer († 2022)
- 28. März: Matti Pellonpää, finnischer Schauspieler († 1995)
- 28. März: David Reese, US-amerikanischer Pokerspieler († 2007)
- 28. März: Kjell-Arne Vikström, schwedischer Eishockeyspieler († 2002)
- 29. März: Klaus Bachler, österreichischer Schauspieler und Theaterintendant
- 29. März: Hardy Åström, schwedischer Eishockeytorwart
- 29. März: Karl-Heinz Lotze, deutscher Physiker, Physikdidaktiker sowie Schul- und Hochschullehrer
- 29. März: Hans-Wilhelm Steinfeld, norwegischer Journalist und Historiker
- 30. März: Musa Aman, malaysischer Politiker
- 30. März: Barbara Britch, US-amerikanische Skilangläuferin

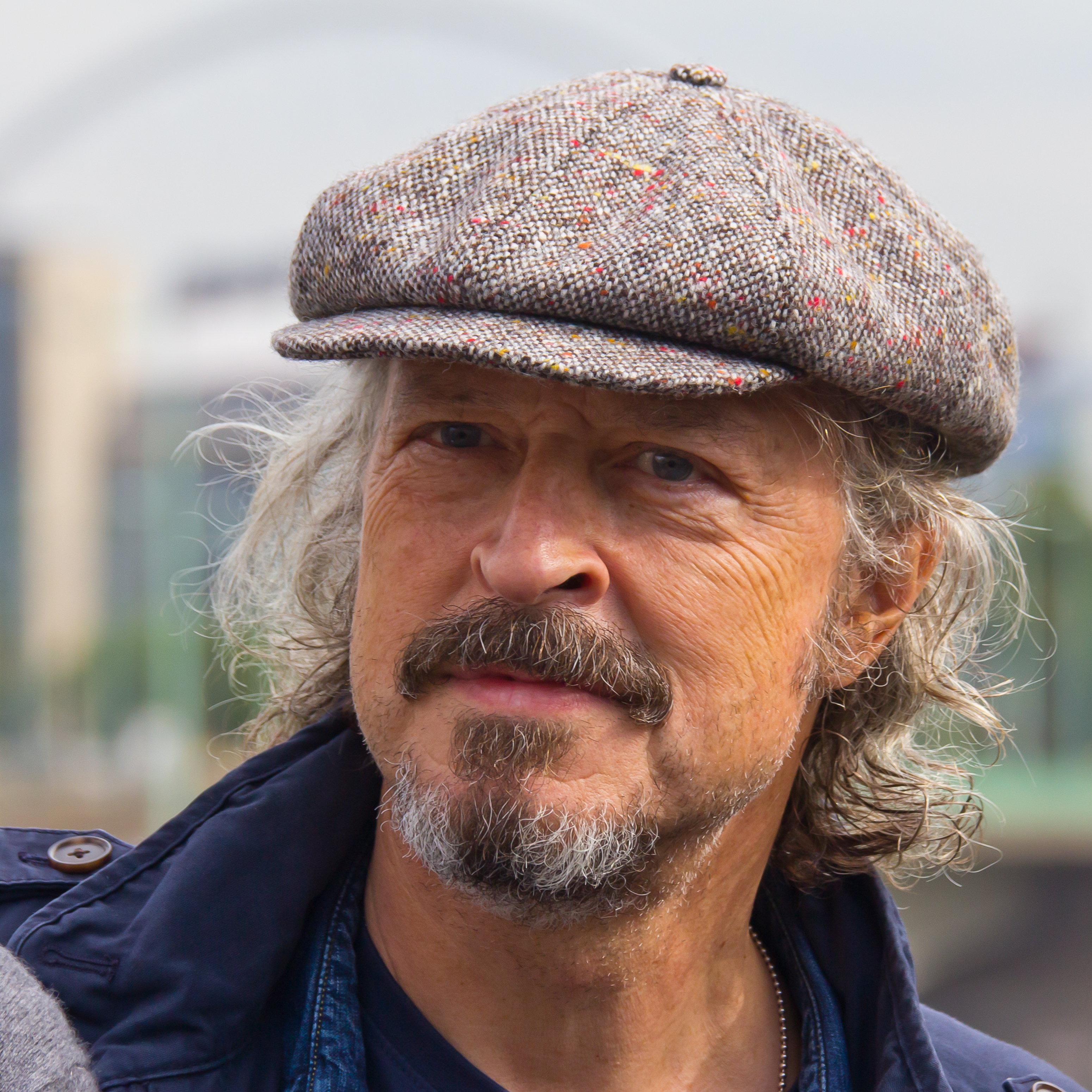
Wolfgang Niedecken

- 30. März: Wolfgang Niedecken, deutscher Sänger, Mitbegründer und Frontmann der Kölsch-Rock-Band BAP
- 30. März: Anton Tkáč, tschechoslowakischer Radrennfahrer († 2022)
- 31. März: Firdausi Qadri, bangladeschische Immunologin und Impfstoffforscherin
- 31. März: Henry Spinetti, britischer Schlagzeuger und Session-Musiker

### April
- 01. April: John P. Abizaid, US-amerikanischer Offizier
- 01. April: Rolf Biland, Schweizer Motorradrennfahrer
- 01. April: Johanna Wanka, deutsche Politikerin, Wissenschaftsministerin von Brandenburg, Bundesministerin Johanna Wanka, 2012

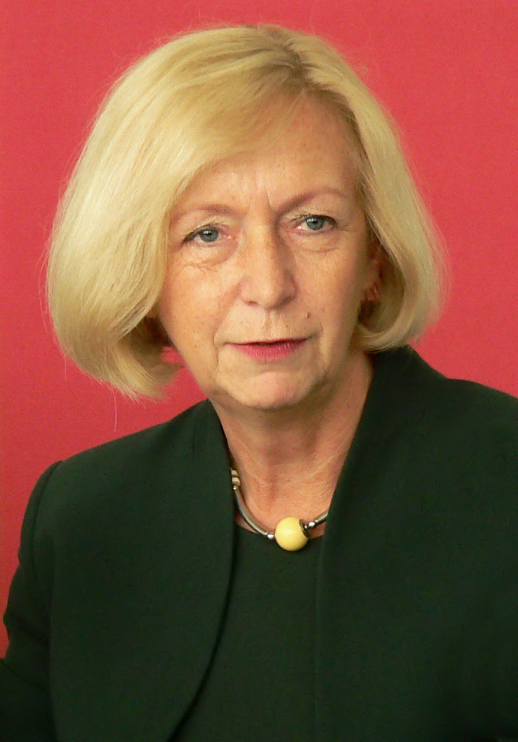
Johanna Wanka, 2012

- 02. April: Brigitte Behrens, deutsche Umweltaktivistin († 2025)
- 03. April: Guillermo Dela Vega Afable, philippinischer Bischof
- 04. April: Francesco De Gregori, italienischer Cantautore (Liedermacher)
- 05. April: Ubol Ratana, thailändische Prinzessin
- 05. April: Theo Smit, niederländischer Radrennfahrer († 2023)
- 05. April: Alfred Šramek, österreichischer Opernsänger († 2016)
- 05. April: Josef Wiesehöfer, deutscher Althistoriker
- 06. April: Jim Boelsen, US-amerikanischer Schauspieler
- 07. April: Bob Berg, US-amerikanischer Jazzmusiker († 2002)
- 08. April: Gerd Andres, deutscher Politiker und MdB
- 08. April: Sara Botsford, kanadische Schauspielerin
- 08. April: Pieter van Geel, niederländischer Politiker der CDA
- 08. April: Ruth Tesmar, deutsche Künstlerin und Hochschullehrerin
- 09. April: Andrzej Krzanowski, polnischer Komponist und Akkordeonist († 1990)
- 10. April: Juan Ignacio Arrieta Ochoa de Chinchetru, spanischer Kurienbischof
- 10. April: Kork Ballington, südafrikanischer Motorradrennfahrer
- 10. April: Jacqueline Cramer, niederländische Umweltministerin
- 12. April: Ray Mallock, britischer Automobilrennfahrer und Rennstallbesitzer
- 13. April: Ivano Bordon, italienischer Fußballspieler
- 13. April: Kaci Kullmann Five, norwegische konservative Politikerin († 2017)
- 13. April: Joachim Streich, deutscher Fußballspieler († 2022)
- 13. April: Max Weinberg, US-amerikanischer Musiker
- 14. April: Luitpold Prinz von Bayern, Urenkel des letzten Königs von Bayern
- 14. April: Pjotr Nikolajewitsch Mamonow, russischer Rockmusiker und Schauspieler († 2021)
- 14. April: Stephan Wald, deutscher Kabarettist, Schauspieler und Stimmenimitator
- 14. April: Julian Lloyd Webber, englischer Cellist und Komponist
- 15. April: Michael Fahres, deutscher Komponist
- 15. April: Bernhard Lassahn, deutscher Schriftsteller
- 15. April: John Lynch Phillips, US-amerikanischer Astronaut
- 15. April: Trixi Schuba, österreichische Eiskunstläuferin
- 16. April: Ioan Mihai Cochinescu, rumänischer Schriftsteller und Essayist
- 16. April: Björgvin Helgi Halldórsson, isländischer Popsänger
- 16. April: Takazumi Katayama, japanischer Motorradrennfahrer
- 16. April: Ari Kristinsson, isländischer Kameramann, Produzent, Regisseur und Drehbuchautor
- 16. April: Bill Walker, US-amerikanischer Politiker
- 17. April: Jack Bruno, britischer Schlagzeuger
- 17. April: Horst Hrubesch, deutscher Fußballspieler und Trainer
- 17. April: Olivia Hussey, argentinisch-britische Schauspielerin († 2024)
- 17. April: Börje Salming, schwedischer Eishockeyspieler († 2022)
- 18. April: Thomas Ebermann, deutscher Publizist und Politiker
- 19. April: Jóannes Eidesgaard, färöischer Politiker
- 19. April: Hermann Naehring, deutscher Percussionist, Arrangeur und Komponist
- 19. April: Alain Lalonde, kanadischer Komponist
- 20. April: Gabriele Lösekrug-Möller, deutsche Politikerin
- 20. April: Luther Vandross, US-amerikanischer Rhythm-and-Blues-Sänger († 2005)
- 21. April: Bernhard Andres, deutscher Politiker
- 21. April: Jean-Pierre Dardenne, belgischer Regisseur, Produzent, Drehbuchautor
- 21. April: Horst W. Hamacher, deutscher Wirtschaftsmathematiker
- 21. April: Jan Huisjes, niederländischer Radsportler
- 21. April: Jean Piché, kanadischer Komponist, Multimediakünstler und Musikpädagoge
- 21. April: Luis Rocco, argentinischer Flötist
- 22. April: Paul Carrack, britischer Songschreiber, Sänger, Keyboarder und Gitarrist
- 23. April: Hendrik Schaper, deutscher Rockmusiker und Keyboardspieler
- 24. April: Heinz Paula, deutscher Politiker und MdB
- 24. April: André Lara Resende, brasilianischer Bankier und Automobilrennfahrer
- 25. April: Wilfried Finke, deutscher Möbelunternehmer und Fußballfunktionär († 2019)
- 26. April: Yu Zaiqing, chinesischer Politiker und Sportfunktionär
- 27. April: Ace Frehley, US-amerikanischer Rockmusiker
- 27. April: Günter Krauß, deutscher Jurist
- 27. April: Viviane Reding, luxemburgische Journalistin und Politikerin
- 27. April: Bernd Streich, deutscher Raumplaner und Informatiker
- 28. April: Gerhard Hirschmann, österreichischer Politiker († 2019)
- 28. April: Uli Sckerl, deutscher Politiker, MdL († 2022)
- 28. April: Axel Siefer, deutscher Schauspieler
- 29. April: Dale Earnhardt, US-amerikanischer NASCAR-Fahrer († 2001)
- 30. April: Garabed Antranikian, deutscher Biologe
- 30. April: Gitta Trauernicht, deutsche Politikerin

### Mai
- 01. Mai: Dieter Schubert, deutscher Fußballspieler
- 02. Mai: John Glascock, britischer Musiker († 1979)
- 02. Mai: Ondřej Soukup, tschechischer Musiker und Komponist
- 03. Mai: Jan Krzysztof Bielecki, polnischer Politiker und Ministerpräsident
- 03. Mai: Klaus Modick, deutscher Schriftsteller und literarischer Übersetzer
- 03. Mai: Tatjana Nikititschna Tolstaja, russische Schriftstellerin
- 04. Mai: Rolf de Heer, australischer Regisseur, Drehbuchautor und Filmproduzent
- 04. Mai: Heinz Wirthensohn, Schweizer Schachmeister
- 05. Mai: Nick Bebout, US-amerikanischer American-Football-Spieler
- 05. Mai: Nicholas Guest, US-amerikanischer Schauspieler und Synchronsprecher
- 05. Mai: Cyprien Katsaris, französischer Pianist und Komponist zypriotischer Abstammung
- 05. Mai: Wolfgang Stehmer, baden-württembergischer Politiker
- 05. Mai: Peter Zintner, deutscher Schauspieler († 2018)
- 06. Mai: Hellena Büttner, deutsche Schauspielerin
- 06. Mai: Samuel K. Doe, Präsident von Liberia († 1990)
- 06. Mai: Gerhard Gruber, österreichischer Pianist
- 06. Mai: Ilja Seifert, deutscher Politiker und MdB († 2022)
- 07. Mai: Bernie Marsden, britischer Gitarrist († 2023)
- 08. Mai: Philip Bailey, US-amerikanischer Funk-, Soul- und R&B-Künstler
- 08. Mai: Humberto Brenes, costa-ricanischer Pokerspieler
- 09. Mai: Friedhelm Aust, deutscher Fußballspieler († 2015)
- 09. Mai: Christopher Dewdney, kanadischer Schriftsteller und Dichter
- 09. Mai: Franz Dobusch, österreichischer Politiker, Bürgermeister von Linz
- 09. Mai: Eva-Maria Fastenau, deutsche Schauspielerin
- 10. Mai: Mevlüt Asar, türkisch-deutscher Schriftsteller und Dichter
- 10. Mai: Wolfgang Apel, deutscher Tierschützer († 2017)
- 10. Mai: John Burke, kanadischer Komponist und Musikpädagoge († 2020)
- 10. Mai: Petra Hammesfahr, deutsche Schriftstellerin
- 11. Mai: Ed Stelmach, kanadischer Politiker
- 12. Mai: Vic Stanfield, kanadischer Eishockeyspieler
- 13. Mai: Vytautas Arbačiauskas, litauischer Politiker
- 13. Mai: Li Hongzhi, chinesischer Buddhist, Gründer von Falun Gong
- 15. Mai: Frank Wilczek, US-amerikanischer Physiker und Nobelpreisträger

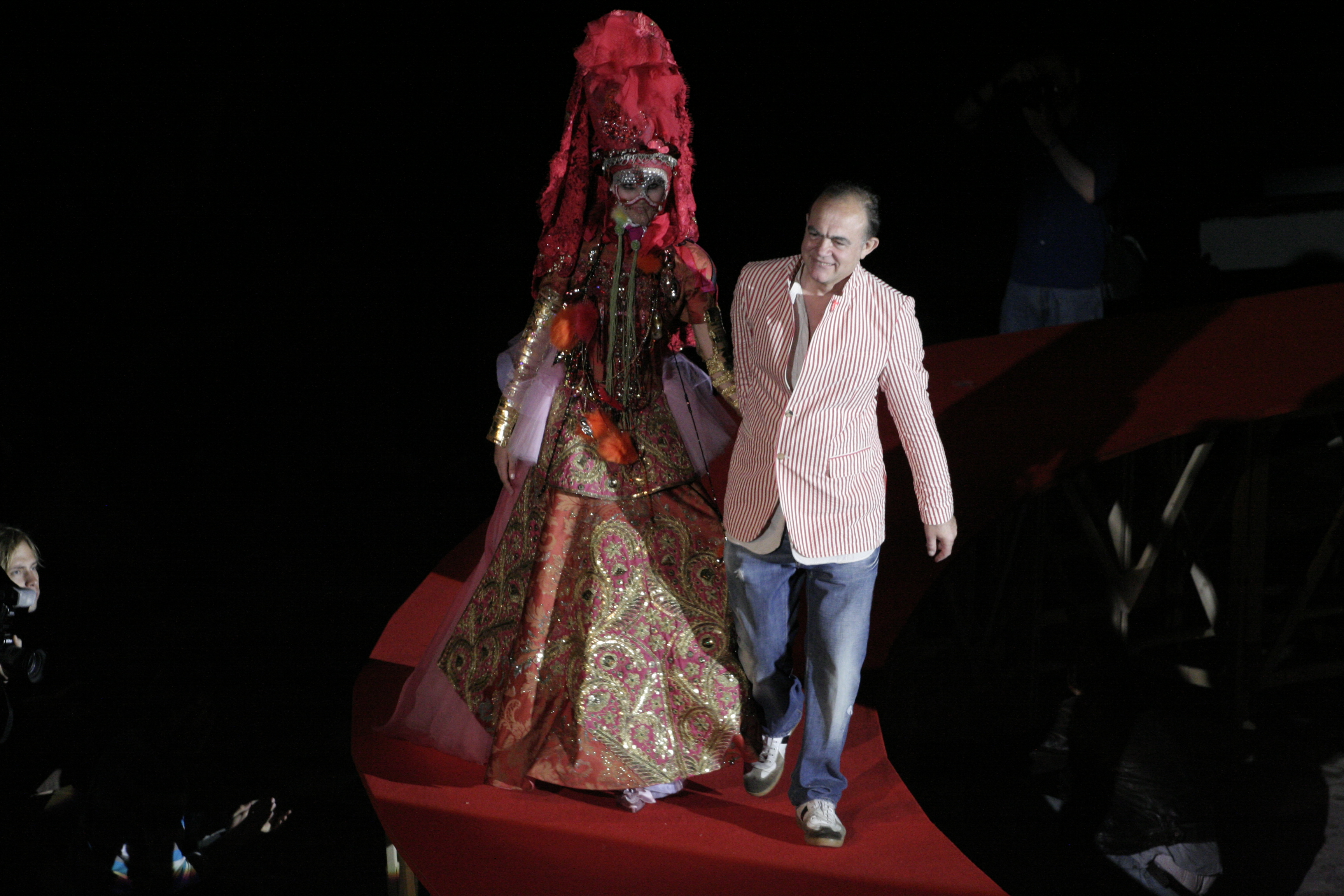
Christian Lacroix, 2008

- 16. Mai: Christian Lacroix, französischer Modeschöpfer
- 16. Mai: Joachim Rittmeyer, Schweizer Kabarettist
- 16. Mai: Emmanuel Todd, französischer Historiker, Demograf und politischer Autor
- 17. Mai: Simon Henry Ward Hughes, britischer Politiker
- 18. Mai: Ben Feringa, niederländischer Chemiker und Nobelpreisträger
- 18. Mai: Gabriele Kröcher-Tiedemann, deutsche Terroristin († 1995)
- 18. Mai: Karl Schiewerling, deutscher Politiker und MdB († 2021)
- 18. Mai: Angela Voigt, deutsche Leichtathletin († 2013)
- 19. Mai: Axel Berg, deutscher Botschafter
- 19. Mai: Karl Brunner, italienischer Rennrodler
- 19. Mai: Joey Ramone, US-amerikanischer Sänger der Band Ramones († 2001)
- 20. Mai: Thomas Dale Akers, US-amerikanischer Astronaut
- 20. Mai: Wolfgang Büscher, deutscher Journalist
- 20. Mai: Astrid Klein, deutsche Künstlerin
- 20. Mai: Manfred Püchel, deutscher Politiker und Partei- und Fraktionsvorsitzender der SPD Sachsen-Anhalt
- 21. Mai: Andreas Burckhardt, Schweizer Politiker
- 21. Mai: Al Franken, US-amerikanischer Autor, Komiker und Radiomoderator
- 21. Mai: Torey L. Hayden, US-amerikanische Autorin und Psychologin
- 21. Mai: Margit Szobi, ungarische Bogenschützin
- 22. Mai: Wolf-Dieter Poschmann, deutscher Sportmoderator († 2021)

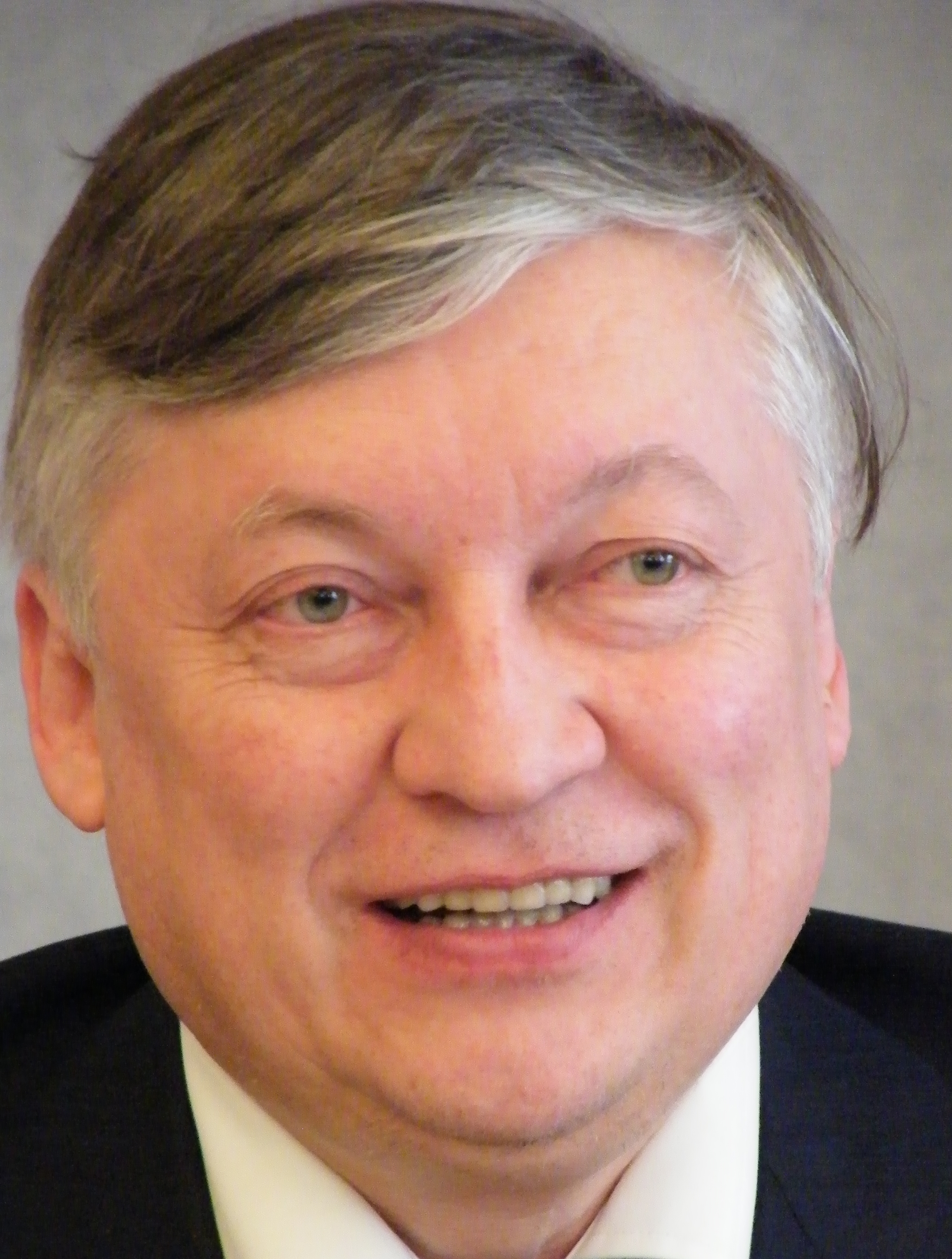
Anatoli Karpow

- 23. Mai: Anatoli Karpow, russischer Schachspieler
- 24. Mai: Kent-Erik Andersson, schwedischer Eishockeyspieler
- 24. Mai: Myint Swe, myanmarischer Politiker († 2025)
- 25. Mai: Hendrik Auhagen, deutscher Politiker
- 25. Mai: François Bayrou, französischer Politiker
- 25. Mai: Krunoslav Hulak, kroatischer Schachgroßmeister († 2015)
- 26. Mai: Ilona Christen, deutsche Hörfunk- und Fernsehmoderatorin († 2009)
- 26. Mai: Muhammed Ahmed Faris, syrischer Pilot und Kosmonaut († 2024)
- 26. Mai: Sally Ride, erste Amerikanerin im Weltraum († 2012)
- 26. Mai: Stuart Tosh, britischer Musiker
- 29. Mai: Gerhard Ruiss, österreichischer Schriftsteller
- 30. Mai: René Staar, österreichischer Komponist und Geiger
- 30. Mai: Gerhard Vill, deutscher Jurist
- 31. Mai: Marcus Mislin, Schweizer Schauspieler und Theaterregisseur
- 31. Mai: Karl-Hans Riehm, deutscher Leichtathlet
- 000Mai: Carla Apuzzo, italienische Filmproduzentin, Drehbuchautorin und Regisseurin

### Juni
- 03. Juni: Jill Biden, US-amerikanische Politikergattin, First Lady der Vereinigten Staaten
- 03. Juni: Deniece Williams, US-amerikanische R&B- und Gospel-Sängerin
- 04. Juni: Leigh Kennedy, US-amerikanische Schriftstellerin
- 04. Juni: Eva Klotz, Südtiroler Politikerin
- 04. Juni: Bronisław Malinowski, polnischer Leichtathlet, Olympiasieger († 1981)
- 06. Juni: Gabriele Auenmüller, deutsche Opernsängerin und Souffleuse († 2015)
- 06. Juni: Lorenz Jäger, deutscher Soziologe und Journalist
- 06. Juni: Noritake Takahara, japanischer Automobilrennfahrer
- 08. Juni: Franz Konrad, österreichisch-deutscher Automobilrennfahrer
- 08. Juni: Tony Rice, US-amerikanischer Country-Musiker († 2020)

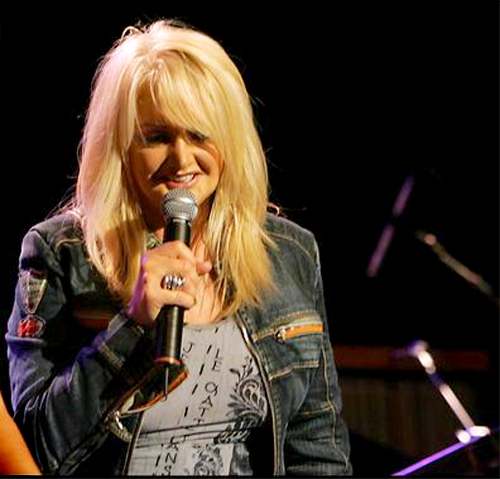
Bonnie Tyler, 2005

- 08. Juni: Bonnie Tyler, walisische Sängerin
- 09. Juni: Ismail Abilow, bulgarischer Ringer
- 09. Juni: George C. Baker, US-amerikanischer Organist, Komponist, Musikpädagoge und Dermatologe
- 09. Juni: James Newton Howard, US-amerikanischer Komponist
- 09. Juni: Ulla Jelpke, deutsche Politikerin, MdB
- 09. Juni: Benny Neyman, niederländischer Sänger († 2008)
- 10. Juni: Alan Bangs, britischer Musikjournalist
- 10. Juni: Burglinde Pollak, deutsche Leichtathletin
- 10. Juni: Trini Trimpop, deutscher Rockmusiker und Filmemacher
- 11. Juni: Marijan Beneš, jugoslawischer Boxer († 2018)
- 11. Juni: Manfred Breuckmann, deutscher Hörfunkreporter und Sportkommentator
- 12. Juni: Andranik Markarjan, armenischer Politiker und Premierminister († 2007)
- 12. Juni: Michael Sachs, deutscher Rechtswissenschaftler († 2022)
- 12. Juni: Hans Niessl, österreichischer Politiker
- 13. Juni: Mariana Paunova, kanadische Sängerin und Pianistin († 2002)
- 14. Juni: Gerhard Fischer, Schweizer Politiker
- 14. Juni: Alexander Nikolajewitsch Sokurow, russischer Regisseur und Drehbuchautor
- 15. Juni: Uda Heller, deutsche Politikerin
- 16. Juni: Armin Emrich, deutscher Handballspieler und -trainer
- 17. Juni: Eberhard Riese, deutscher Zauberkünstler († 2025)
- 17. Juni: Herbert Zinell, deutscher Politiker
- 18. Juni: Yousif Abba, syrisch-katholischer Erzbischof
- 18. Juni: Steve Miner, US-amerikanischer Regisseur
- 19. Juni: Aiman az-Zawahiri, ägyptischer Terrorist († 2022)
- 19. Juni: Wladimir Michailowitsch Assejew, russischer Politiker
- 19. Juni: Francesco Moser, italienischer Radrennfahrer
- 20. Juni: João Semedo, portugiesischer Politiker († 2018)
- 21. Juni: Terence Etherton, britischer Richter († 2025)
- 21. Juni: Nils Lofgren, US-amerikanischer Rockmusiker
- 21. Juni: Marcel Tarrès, französischer Automobilrennfahrer
- 22. Juni: Elvira Bach, deutsche Künstlerin
- 22. Juni: Therese Frösch, Schweizer Politikerin
- 22. Juni: Karlheinz Stöhr, deutscher Jurist
- 23. Juni: Norbert Carius, deutscher Journalist
- 23. Juni: Michèle Mouton, französische Rallyefahrerin
- 24. Juni: Raelene Boyle, australische Leichtathletin und Olympionikin
- 24. Juni: Ivar Formo, norwegischer Skilangläufer und Olympiasieger († 2006)
- 24. Juni: Werner Sele, liechtensteinischer Rennrodler
- 26. Juni: Elvira Drobinski-Weiß, deutsche Politikerin
- 26. Juni: Jürgen Rüttgers, deutscher Politiker
- 27. Juni: Ulf Andersson, schwedischer Schach-Großmeister
- 27. Juni: Andy Evans, US-amerikanischer Automobilrennfahrer
- 27. Juni: Mary McAleese, irische Politikerin und Staatspräsidentin (1997–2011)
- 28. Juni: Rudolf Lutz, schweizerischer Organist, Dirigent, Musikpädagoge, Improvisator und Komponist
- 28. Juni: Rolf Milser, deutscher Gewichtheber
- 29. Juni: John Doerr, US-amerikanischer Beteiligungsmanager
- 29. Juni: Ferdinand Dudenhöffer, deutscher Verkehrswissenschaftler
- 29. Juni: Don Rosa, US-amerikanischer Comic-Zeichner
- 29. Juni: Peter Rost, deutscher Handballspieler, -trainer und -funktionär
- 30. Juni: Stanley Clarke, US-amerikanischer Bassist
- 30. Juni: André Hazes, niederländischer Sänger († 2004)
- 30. Juni: Olga Hepnarová, tschechische Massenmörderin († 1975)
- 30. Juni: Lea Massari, italienische Schauspielerin († 2025)

### Juli
- 01. Juli: Daryl Anderson, US-amerikanischer Schauspieler
- 01. Juli: Imre Gedővári, ungarischer Fechter († 2014)
- 01. Juli: Rolf Haubl, deutscher Psychologe und Germanist († 2025)
- 01. Juli: Gaby Rückert, deutsche Balladensängerin

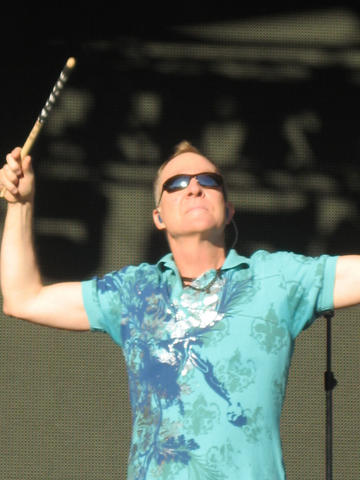
Fred Schneider, 2007

- 01. Juli: Fred Schneider, US-amerikanischer Musiker
- 02. Juli: Fabio Frizzi, italienischer Komponist
- 05. Juli: Alan Belkin, kanadischer Komponist, Organist und Musikpädagoge
- 05. Juli: Atanas Paparisow, bulgarischer Politiker, Minister und Diplomat
- 05. Juli: Hannes Tretter, österreichischer Jurist († 2025)
- 06. Juli: Maja Brunner, Schweizer Sängerin
- 06. Juli: Adrian Iorgulescu, rumänischer Komponist
- 06. Juli: Geoffrey Rush, australischer Schauspieler
- 07. Juli: Blondie Chaplin, südafrikanischer Gitarrist und Sänger
- 07. Juli: Bradford Tracey, deutscher Pianist und Cembalist († 1987)
- 08. Juli: Adalberto Martínez Flores, paraguayischer Kardinal, Erzbischof von Asunción
- 09. Juli: Chris Cooper, US-amerikanischer Schauspieler
- 09. Juli: Eugeniusz Knapik, polnischer Komponist, Pianist und Musikpädagoge
- 09. Juli: Anita Schäfer, deutsche Politikerin
- 10. Juli: Hans-Joachim Czub, Jurist und Richter am Bundesgerichtshof († 2016)
- 10. Juli: Uwe Kils, deutscher Meeresbiologe
- 11. Juli: Wjatscheslaw Michailowitsch Anissin, russischer Eishockeyspieler
- 11. Juli: Walter Meeuws, belgischer Fußballspieler und -trainer
- 12. Juli: Udo Dahmen, deutscher Schlagzeuger, künstlerischer Direktor der Popakademie Baden-Württemberg und Dozent
- 12. Juli: Monika Herz, deutsche Schlagersängerin
- 12. Juli: Jamey Sheridan, US-amerikanischer Schauspieler
- 13. Juli: Gertrude Aubauer, österreichische Journalistin und Politikerin
- 13. Juli: Rob Bishop, US-amerikanischer Politiker
- 13. Juli: Monika Brüning, deutsche Politikerin († 2022)
- 13. Juli: Bohumil Cepák, tschechoslowakischer Handballtorwart († 2021)
- 13. Juli: Sonia Seymour Mikich, deutsche Journalistin
- 13. Juli: Alfred Tacke, deutscher Politiker und Manager
- 14. Juli: Erich Hallhuber, deutscher Schauspieler († 2003)
- 14. Juli: Heidrun Hesse, deutsche Philosophin († 2007)
- 15. Juli: Ernest Charles Arnason, kanadischer Eishockeyspieler
- 15. Juli: Gregory Isaacs, jamaikanischer Reggae-Sänger († 2010)
- 15. Juli: Rick Kehoe, kanadischer Eishockeyspieler und -trainer
- 15. Juli: Jesse Ventura, US-amerikanischer Politiker
- 16. Juli: Ulla Geiger, deutsche Schauspielerin und Filmemacherin († 2024)
- 17. Juli: Lucie Arnaz, US-amerikanische Schauspielerin
- 17. Juli: Frank Castorf, deutscher Regisseur und Intendant der Volksbühne Berlin
- 18. Juli: Henry Caicedo, kolumbianischer Fußballspieler († 2023)

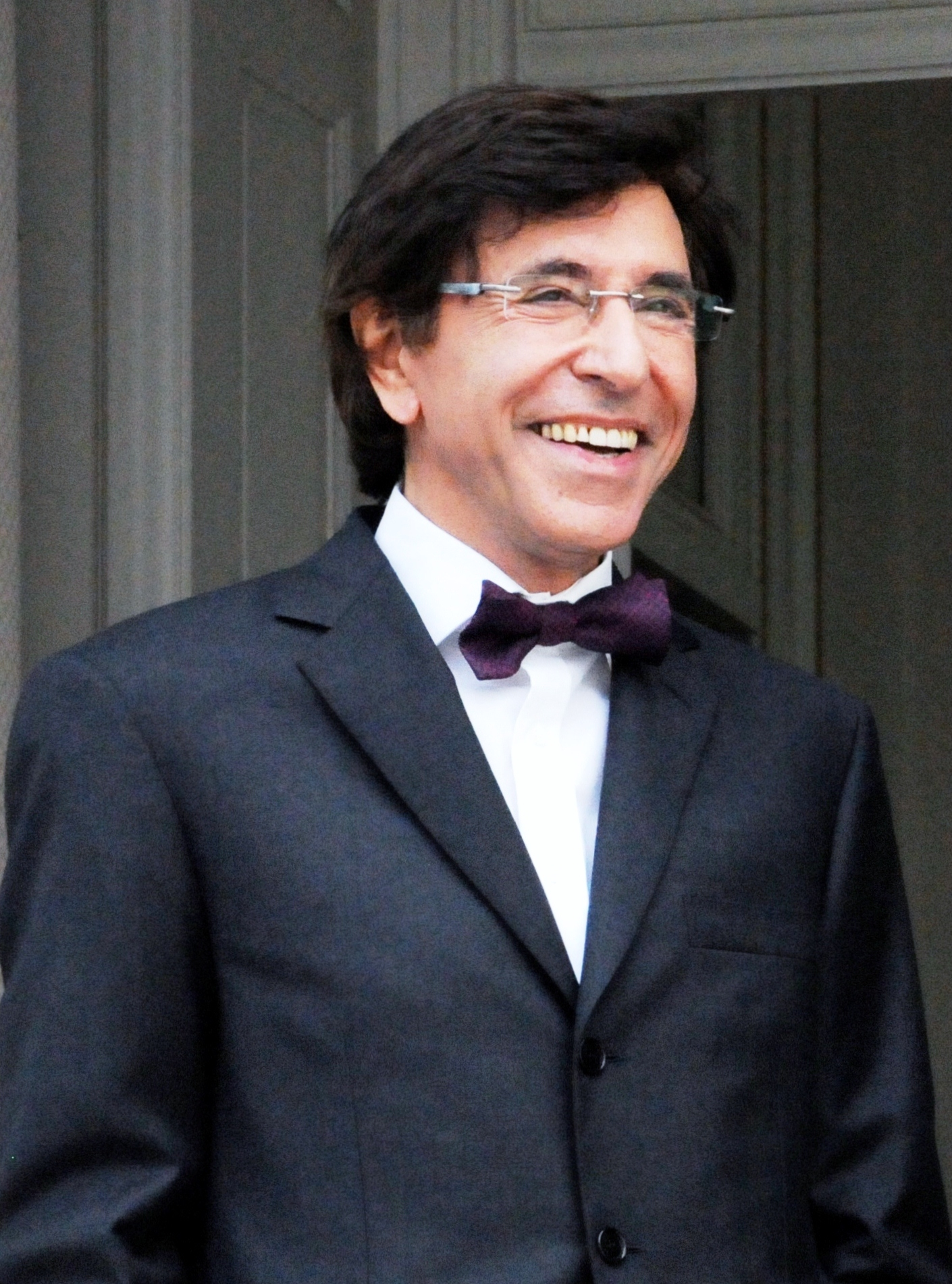
Elio Di Rupo, 2012

- 18. Juli: Elio Di Rupo, belgischer Politiker, Premierminister
- 19. Juli: Monika Baumgartner, deutsche Schauspielerin
- 19. Juli: Abel Ferrara, US-amerikanischer Drehbuchautor, Regisseur
- 20. Juli: Björn Andersson, schwedischer Fußballspieler
- 20. Juli: Larry Black, US-amerikanischer Leichtathlet und Olympiasieger († 2006)
- 20. Juli: Christian Enzmann, deutscher Architekt
- 20. Juli: Harald Grill, deutscher Schriftsteller
- 21. Juli: Eberhard Gienger, deutscher Geräteturner und Politiker
- 21. Juli: Karl Öllinger, österreichischer Politiker

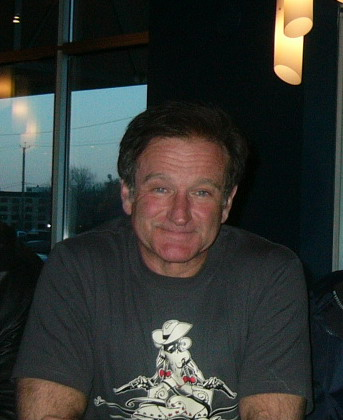
Robin Williams, 2004

- 21. Juli: Robin Williams, US-amerikanischer Schauspieler und Komiker († 2014)
- 22. Juli: Giovanni Battaglin, italienischer Radrennfahrer
- 22. Juli: J. V. Cain, US-amerikanischer American-Football-Spieler († 1979)
- 22. Juli: Gafur Achmedowitsch Rachimow, usbekischer Sportfunktionär
- 22. Juli: Dušan Vujović, serbischer Politiker († 2025)
- 22. Juli: Sabine Zimmermann, deutsche Fernsehmoderatorin und Produktionsleiterin († 2020)
- 24. Juli: Govind Prasad Agrawal, indisch-US-amerikanischer Physiker
- 24. Juli: Birgit Arnold, deutsche Politikerin
- 24. Juli: Lynda Carter, US-amerikanische Schauspielerin
- 24. Juli: Ruediger Dahlke, österreichischer Humanmediziner
- 25. Juli: Verdine White, US-amerikanischer Bassist
- 26. Juli: Günter Dreibrodt, deutscher Handballspieler

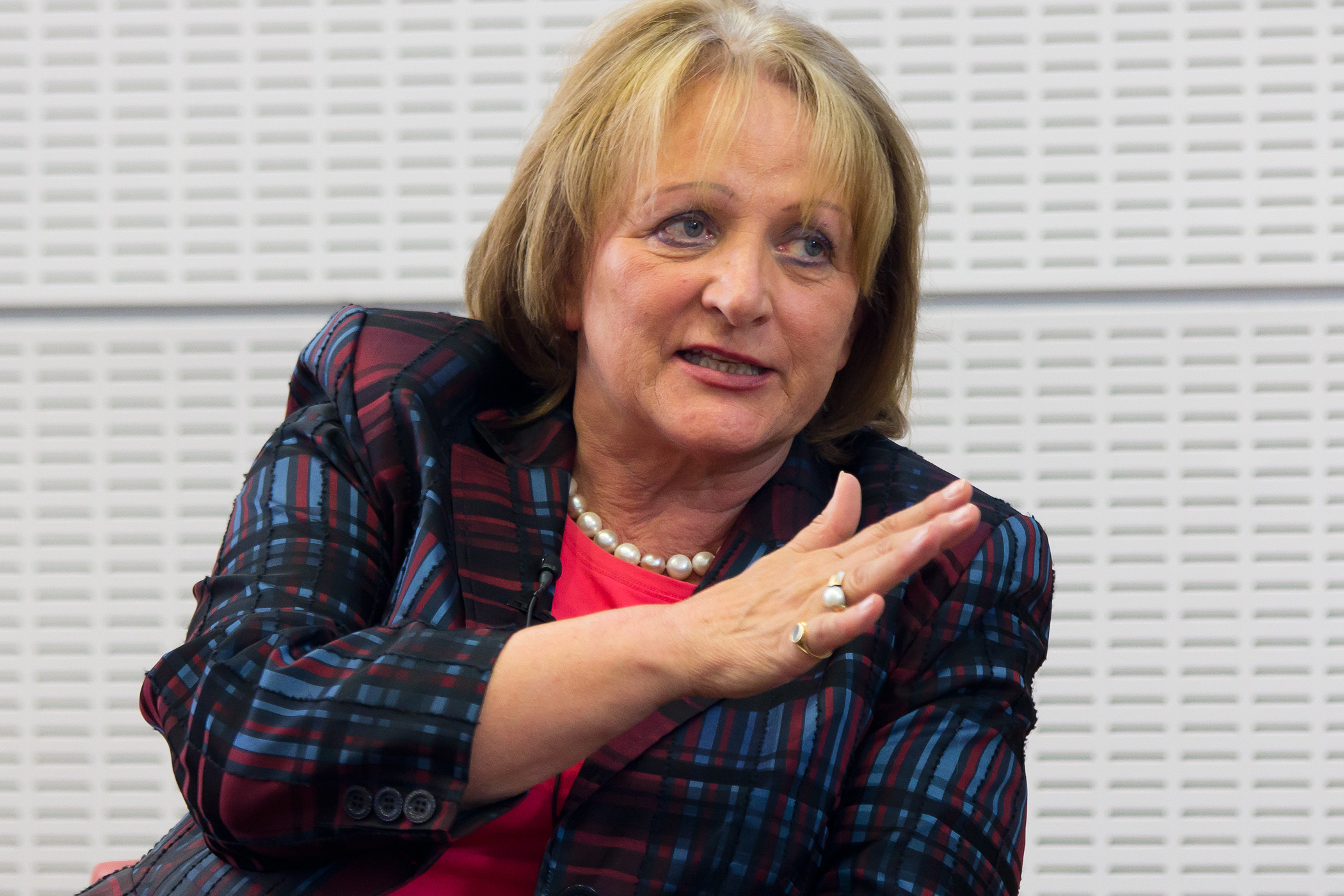
Sabine Leutheusser-Schnarrenberger, 2013

- 26. Juli: Sabine Leutheusser-Schnarrenberger, deutsche Politikerin
- 27. Juli: Bernardo Atxaga, spanischer Schriftsteller
- 27. Juli: Eduard Maier, deutscher Origamikünstler und Verleger
- 28. Juli: Santiago Calatrava, spanischer Architekt, Künstler und Bauingenieur
- 28. Juli: Veronika Fischer, deutsche Sängerin
- 29. Juli: Susan Blackmore, britische Schriftstellerin, Dozentin und Rundfunksprecherin
- 29. Juli: Mario Delpini, italienischer Geistlicher, Erzbischof von Mailand
- 29. Juli: Jan de Haan, niederländischer Komponist und Musiker
- 30. Juli: Hans Christiani, deutscher Filmschauspieler
- 31. Juli: Evonne Goolagong, australische Tennisspielerin
- 31. Juli: Carlo Karges, deutscher Musiker († 2002)
- 31. Juli: Howard Levy, US-amerikanischer Mundharmonikaspieler
- 31. Juli: Martin Mosebach, deutscher Schriftsteller

### August
- 01. August: Tommy Bolin, US-amerikanischer Gitarrist († 1976)
- 01. August: Norbert Formanski, deutscher Politiker
- 01. August: Guy Martinolle, französischer Automobilrennfahrer
- 02. August: Burkhard Asmuss, deutscher Historiker († 2012)
- 02. August: Steve Hillage, britischer Musiker und Produzent
- 02. August: Uli Schaus, deutscher Handballtorwart
- 02. August: Joe Lynn Turner, Sänger der Rockbands Rainbow und Deep Purple
- 02. August: Roland Zoss, Schweizer Songpoet und Schriftsteller
- 03. August: Ralf Fücks, deutscher Politiker (Bündnis 90/Die Grünen)
- 03. August: Jay North, US-amerikanischer Schauspieler († 2025)
- 03. August: Hans Wilhelm Schlegel, deutscher Astronaut
- 05. August: Adrian Fisher, britischer Irrgarten-Designer
- 05. August: Franz-Peter Hofmeister, deutscher Leichtathlet
- 06. August: Francesco Beschi, italienischer Priester, Bischof von Bergamo
- 06. August: Catherine Hicks, US-amerikanische US-Filmschauspielerin
- 06. August: František Kaberle senior, tschechoslowakischer Eishockeyspieler
- 07. August: Ajahn Brahm, buddhistischer Mönch
- 07. August: Lee Fisher, US-amerikanischer Politiker
- 07. August: Pete Way, britischer Bassist, Rockmusiker († 2020)
- 08. August: Lothar Alisch, deutscher Politiker († 2000)
- 08. August: Mamoru Oshii, japanischer Regisseur
- 08. August: Randy Shilts, US-amerikanischer Autor († 1994)
- 09. August: Vytenis Povilas Andriukaitis, litauischer Arzt und Politiker
- 09. August: Michaele Schreyer, deutsche Politikerin; EU-Kommissarin
- 11. August: Róža Domašcyna, sorbische Lyrikerin und Übersetzerin
- 11. August: Werner Nickel, deutscher Fußballspieler und -trainer
- 12. August: Klaus Toppmöller, deutscher Fußballspieler und -trainer
- 13. August: Dan Fogelberg, US-amerikanischer Singer-Songwriter († 2007)
- 13. August: Angelika Krüger-Leißner, deutsche Politikerin
- 13. August: Peter Zimmermann, deutscher Schauspieler
- 16. August: Mats Olof Aronsson, schwedischer Fußballspieler
- 16. August: Waltraut Borchmann, deutsche Schauspielerin
- 17. August: Alan Minter, britischer Profiboxer († 2020)
- 17. August: Konrad Weise, deutscher Fußballspieler
- 18. August: Aslan Ahmad oglu Aslanov, aserbaidschanischer Journalist
- 18. August: Ewald Aukes, deutscher Politiker
- 19. August: John Deacon, Bassist und Komponist der Rockband Queen
- 19. August: Rüdiger Lucassen, deutscher Offizier und Politiker
- 19. August: Jean-Luc Mélenchon, französischer sozialistischer Politiker
- 19. August: Gustavo Santaolalla, argentinischer Musiker und Musikproduzent
- 20. August: Greg Bear, US-amerikanischer Science-Fiction-Autor († 2022)
- 20. August: Mohammed Mursi, ägyptischer Staatspräsident († 2019)
- 20. August: Kalle Pohl, deutscher Musiker und Komiker
- 21. August: Greg Cannom, US-amerikanischer Maskenbildner († 2025)
- 21. August: Bernhard Germeshausen, deutscher Bobpilot († 2022)
- 21. August: Glenn Hughes, britischer Rockmusiker
- 21. August: Karekin II., Katholikos der armenisch-gregorianischen Apostelkirche
- 22. August: Hans-Joachim Flebbe, deutscher Unternehmer, Gründer der CinemaxX AG
- 22. August: Leiko Ikemura, japanisch-schweizerische Malerin und Bildhauerin
- 23. August: Achmat Abdulchamidowitsch Kadyrow, Präsident der Republik Tschetschenien († 2004)
- 23. August: Michael Kunzler, deutscher Theologe († 2014)
- 23. August: Nūr von Jordanien, vierte Frau des Königs Hussein I.
- 24. August: Danny Joe Brown, Sänger von Molly Hatchet († 2005)
- 24. August: George Brunner, US-amerikanischer Komponist, Musiker und Musikproduzent
- 24. August: Rainer Gebauer, deutscher Fußballspieler
- 25. August: Michael Batz, deutscher Autor und Dramaturg

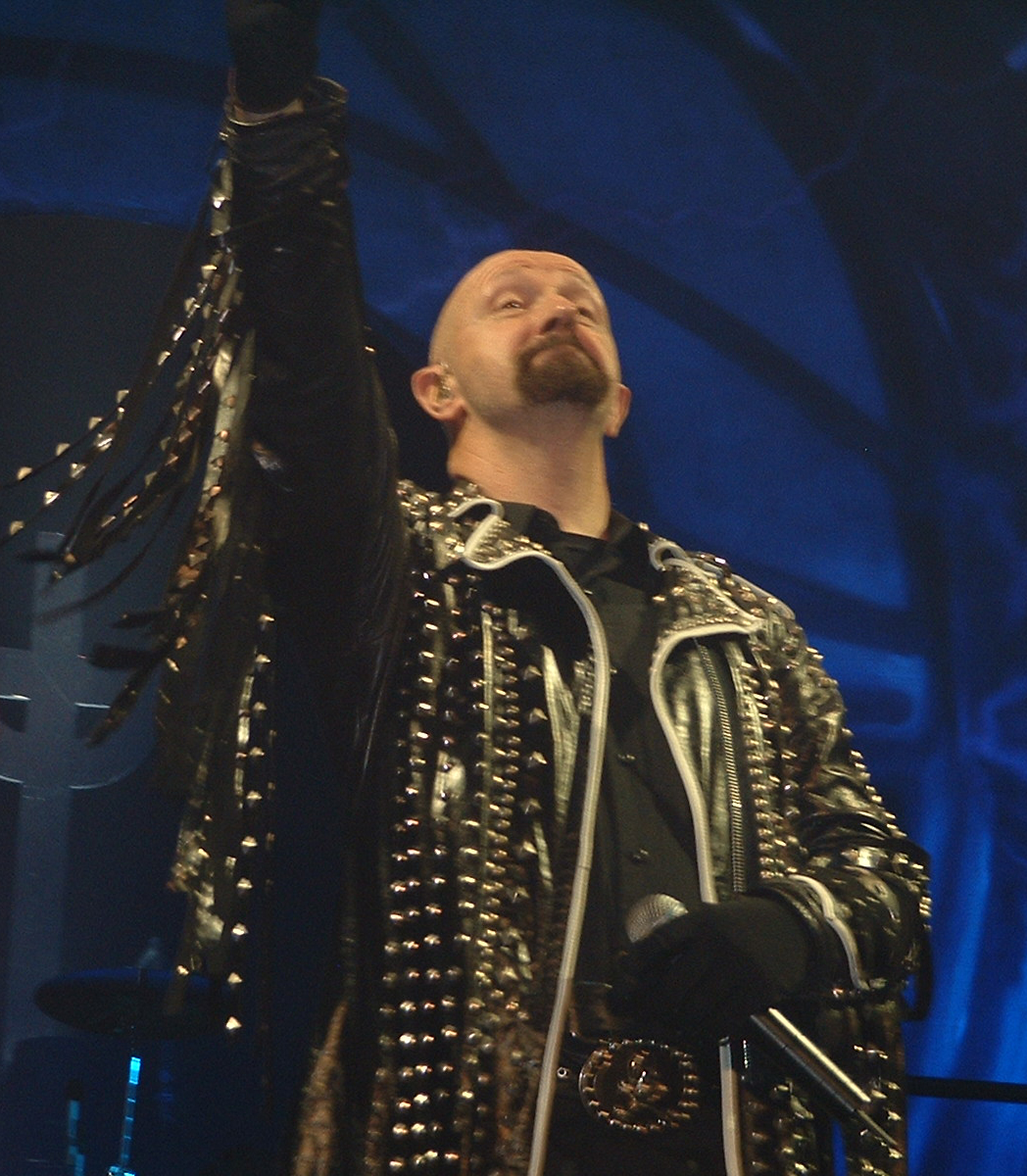
Rob Halford

- 25. August: Rob Halford, britischer Hard-Rockmusiker
- 26. August: Jochen Arden, deutscher Automobilrennfahrer, -konstrukteur und Unternehmer
- 26. August: Gerd Bonk, deutscher Gewichtheber († 2014)
- 26. August: Edward Witten, US-amerikanischer Physiker
- 27. August: Christof Wackernagel, deutscher Schauspieler und Autor; ehemaliger Terrorist der RAF
- 28. August: Rafał Augustyn, polnischer Komponist, Musik- und Literaturkritiker
- 28. August: Dieter Bast, deutscher Fußballspieler
- 28. August: Barbara Hambly, US-amerikanische Fantasy-Autorin
- 28. August: Qigang Chen, französischer Komponist chinesischer Herkunft
- 30. August: Timothy Bottoms, US-amerikanischer Schauspieler
- 30. August: Behgjet Pacolli, kosovarisch-schweizerischer Unternehmer und Politiker
- 31. August: Eduard Douša, tschechischer Komponist
- 31. August: Friedemann, deutscher Musiker und Musikproduzent

### September
- 01. September: Timothy Zahn, US-amerikanischer Science-Fiction-Autor
- 02. September: Jim DeMint, US-amerikanischer Politiker
- 02. September: Annerose Kirchner, deutsche Autorin

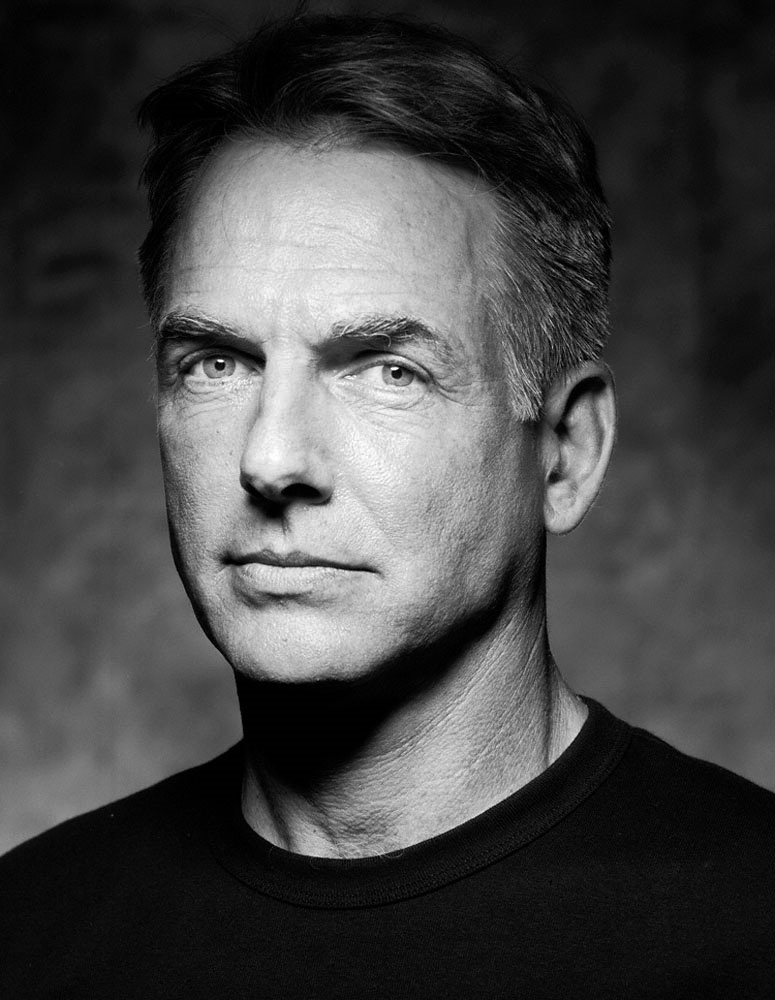
Mark Harmon, 2006

- 02. September: Mark Harmon, US-amerikanischer Schauspieler
- 03. September: Michael Arndt, deutscher Politiker
- 05. September: Ronny Abraham, französischer Jurist
- 05. September: Margarete Aburumieh, österreichische Politikerin

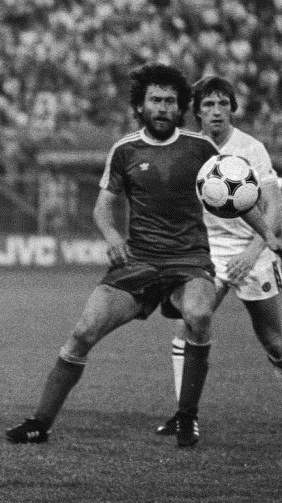
Paul Breitner (vorne)

- 05. September: Paul Breitner, deutscher Fußballspieler
- 05. September: Michael Keaton, US-amerikanischer Schauspieler
- 06. September: Zoltán Ribli, ungarischer Schach-Spieler
- 07. September: Chrissie Hynde, US-amerikanische Rockgitarristin und -sängerin
- 08. September: Angelika Böttiger, deutsche Schauspielerin
- 08. September: Gundi Ellert, deutsche Regisseurin, Autorin und Volksschauspielerin
- 08. September: Franciszek Gągor, polnischer Armeechef († 2010)
- 09. September: Ross C. Anderson, US-amerikanischer Politiker
- 09. September: Alexander Downer, australischer Politiker
- 09. September: Andreas Meier, Schweizer Informatiker
- 09. September: Ramón Puerta, argentinischer Politiker
- 10. September: Carlos José Tissera, argentinischer römisch-katholischer Bischof
- 12. September: Bertie Ahern, Ministerpräsident der Republik Irland
- 12. September: Barbara Angelsberger, schweizerische Politikerin
- 12. September: Joëlle Léandre, französischer Kontrabassist
- 13. September: Scott N. Bradley, US-amerikanischer Politiker
- 13. September: Anne Devlin, nordirische Schriftstellerin
- 13. September: Stefan Kjernholm, schwedischer Rennrodler († 2023)
- 14. September: Sergei Arzibaschew, russischer Theaterregisseur und Schauspieler († 2015)
- 14. September: Wolodymyr Melnykow, ukrainischer Schriftsteller, Dichter und Komponist
- 14. September: Franz Rampelmann, deutscher Schauspieler
- 14. September: Doina Rotaru, rumänische Komponistin
- 15. September: Anna Cambiaghi, italienische Automobilrennfahrerin
- 15. September: Pete Carroll, US-amerikanischer American-Football-Spieler und -Trainer
- 15. September: Lisa Fitz, deutsche Kabarettistin
- 15. September: Francesco Fortugno, italienischer Politiker († 2005)
- 15. September: Johan Neeskens, niederländischer Fußballspieler († 2024)
- 15. September: Andreas Schriever, deutscher Jurist
- 16. September: Andy Irvine, schottischer Rugbyspieler
- 16. September: Siegfried Lambor, deutscher Fußballspieler
- 16. September: Cornelius Sim, bruneiischer Bischof und Kardinal († 2021)
- 16. September: Mira Waganowa, sowjetische Ruderin
- 17. September: Doro Pass-Weingartz, deutsche Politikerin
- 17. September: Cassandra Peterson, US-amerikanische Schauspielerin
- 18. September: Steve Slagle, US-amerikanischer Jazzsaxophonist
- 18. September: Dee Dee Ramone, Bassist bei den Ramones († 2002)
- 18. September: Marc Surer, Schweizer Automobilrennfahrer
- 19. September: Marianne Adam, deutsche Leichtathletin
- 19. September: Rudolf Hundstorfer, österreichischer Politiker, Präsident des ÖGB († 2019)
- 19. September: Erwin Steinhauer, österreichischer Schauspieler und Kabarettist
- 20. September: Alfred Angelo Attanasio, US-amerikanischer Fantasy- und Science-Fiction-Autor
- 20. September: Cornelia Behm, deutsche Politikerin, MdB
- 20. September: Hans-Günther Bücking, deutscher Kameramann und Regisseur († 2025)
- 20. September: Guy Lafleur, kanadischer Eishockeyspieler († 2022)
- 20. September: Javier Marías, spanischer Schriftsteller († 2022)
- 20. September: Thomas Schühly, deutscher Filmproduzent
- 21. September: Hermann Onko Aeikens, deutscher Agronom und Politiker
- 21. September: Bruce Arena, US-amerikanischer Fußballtrainer
- 21. September: Aslan Maschadow, Präsident von Tschetschenien († 2005)
- 22. September: David Coverdale, britischer Hardrock-Sänger und Bandleader von Whitesnake
- 22. September: Wolfgang Petry, deutschsprachiger Musiker
- 23. September: Annette Otterstedt, deutsche Musikwissenschaftlerin und Gambistin († 2020)
- 23. September: Ulrich Petzold, deutscher Bundestagsabgeordneter
- 24. September: Arthur W. Ahrweiler, deutscher Kameramann
- 24. September: Ulrich Herbert, deutscher Historiker
- 24. September: Heinz Hoenig, deutscher Filmschauspieler
- 24. September: Matthias Sannemüller, deutscher Bratschist
- 25. September: Jardena Arasi, israelische Sängerin
- 25. September: Mark Hamill, US-amerikanischer Schauspieler
- 25. September: Bob McAdoo, US-amerikanischer Basketballspieler
- 25. September: Manfred Praeker, deutscher Bassist und Musikproduzent († 2012)
- 26. September: Michael Ambühl, Schweizer Mathematiker und Beamter
- 26. September: Dave Casper, US-amerikanischer American-Football-Spieler
- 26. September: Madjiguène Cissé, senegalesische Frauenaktivistin († 2023)
- 26. September: Mark W. Harris, US-amerikanischer unitarischer Theologe und Geistlicher
- 27. September: Péter Baczakó, ungarischer Gewichtheber und Olympiasieger († 2008)

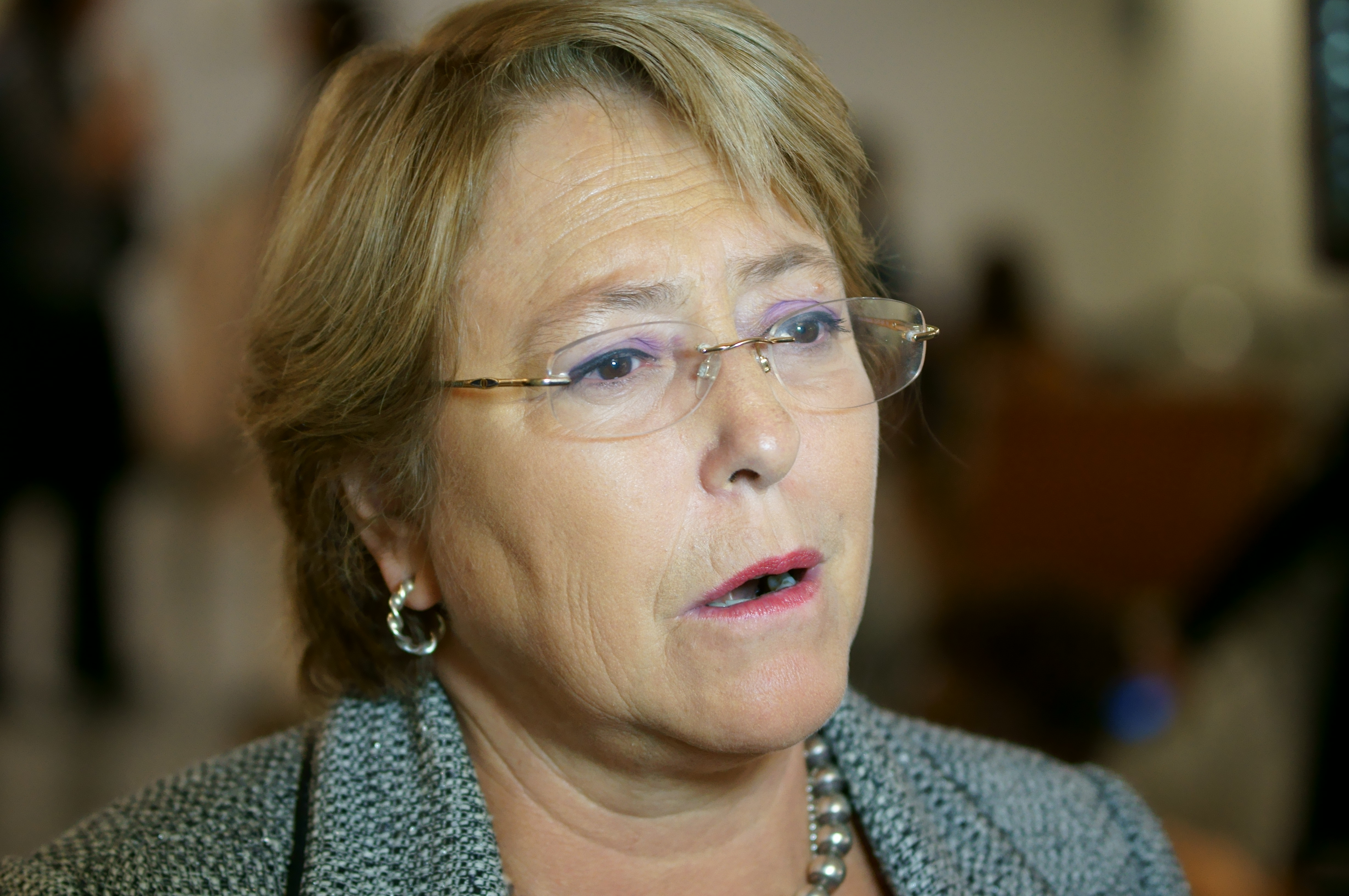
Michelle Bachelet, 2012

- 27. September: Wojciech Giertych, polnischer Theologe
- 28. September: Jim Diamond, schottischer Popsänger und Songwriter († 2015)
- 28. September: Hans-Joachim Schalles, deutscher Klassischer Archäologe († 2015)
- 29. September: Maureen Caird, australische Leichtathletin und Olympiasiegerin
- 29. September: Michelle Bachelet, chilenische Politikerin
- 30. September: Kapka Panajotowa, bulgarische Ruderin

### Oktober
- 01. Oktober: Maurizio Maggiani, italienischer Schriftsteller
- 02. Oktober: François Abou Salem, französisch-palästinensischer Komödiant, Autor und Regisseur († 2011)

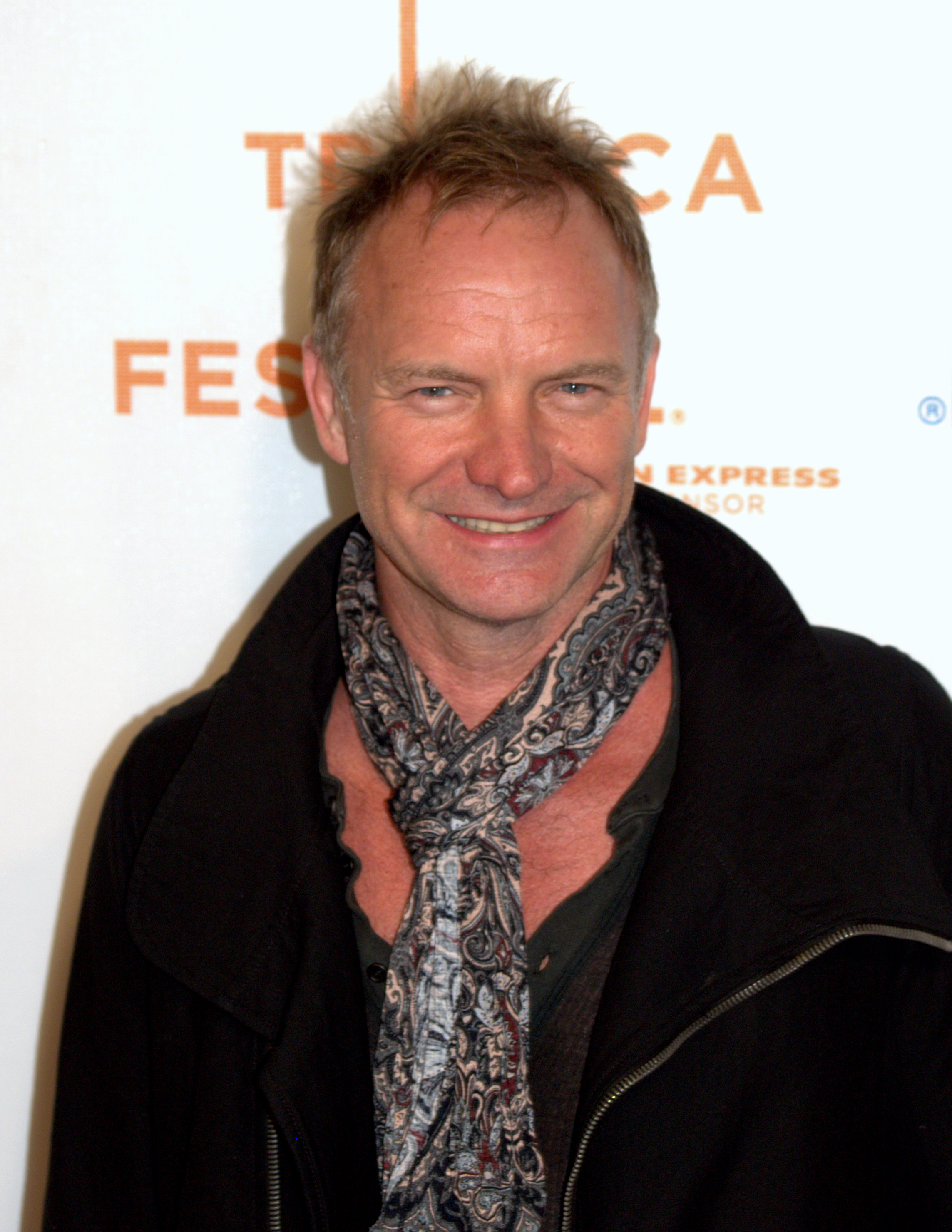
Sting, 2009

- 02. Oktober: Sting, britischer Popstar
- 03. Oktober: Hannes Bongartz, deutscher Fußballspieler und -trainer
- 03. Oktober: Keb’ Mo’, US-amerikanischer Blues-Sänger, Gitarrist und Songschreiber
- 03. Oktober: Helmut Schubert, deutscher Werkstoffwissenschaftler († 2012)
- 04. Oktober: Frank-Wolf Matthies, deutscher Schriftsteller
- 04. Oktober: Norbert Sattler, österreichischer Kanute († 2023)
- 05. Oktober: Karen Allen, US-amerikanische Schauspielerin

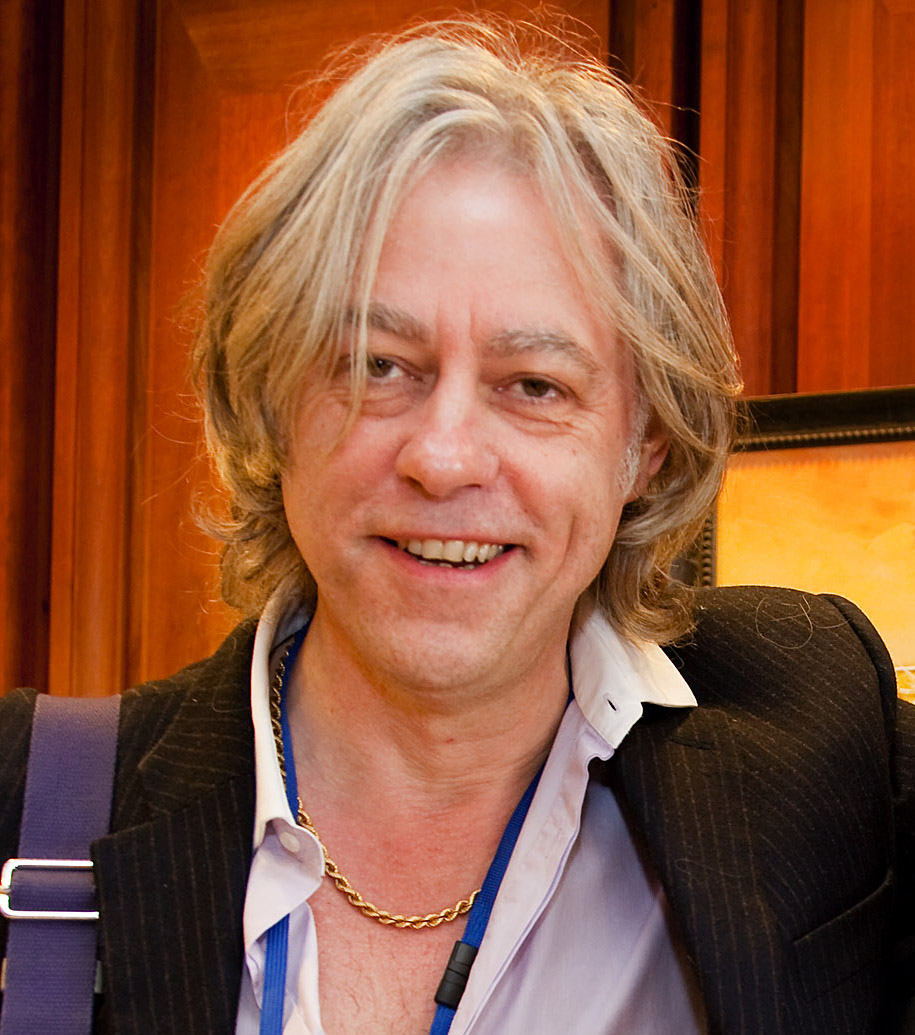
Bob Geldof, 2009

- 05. Oktober: Bob Geldof, irischer Musiker
- 06. Oktober: Alois Fischbauer, österreichischer Skibobfahrer und Sportfunktionär († 2012)
- 06. Oktober: Ralf-Peter Märtin, deutscher Historiker und Verlagsmanager († 2016)
- 06. Oktober: Hans-Jürgen Uhl, deutscher Politiker und MdB
- 06. Oktober: Manfred Winkelhock, deutscher Automobilrennfahrer († 1985)
- 07. Oktober: Enki Bilal, französischer Comic-Zeichner und Illustrator
- 07. Oktober: John Mellencamp, US-amerikanischer Rock- und Folksänger
- 08. Oktober: Jutta Haug, deutsche Politikerin
- 08. Oktober: Timo Salonen, finnischer Rallyefahrer
- 08. Oktober: Frank-Jürgen Weise, Vorsitzender der deutschen Bundesagentur für Arbeit
- 09. Oktober: Douglas Ross, US-amerikanischer Eishockeyspieler († 2022)
- 09. Oktober: Mark Weber, US-amerikanischer Geschichtsrevisionist, Holocaustleugner
- 10. Oktober: Arnulf Rating, deutscher Kabarettist
- 10. Oktober: Willi Brase, deutscher Politiker
- 10. Oktober: Eugen Egner, deutscher Zeichner und Schriftsteller
- 11. Oktober: Jean-Jacques Goldman, französischer Komponist und Interpret
- 11. Oktober: Reiner Luyken, deutscher Journalist
- 13. Oktober: Reinhard Knodt, deutscher Schriftsteller († 2022)
- 15. Oktober: Abdel Moneim Abul Futuh Abdel Hady, ägyptischer Politiker
- 15. Oktober: A. F. Th. van der Heijden, niederländischer Schriftsteller
- 15. Oktober: Heinz Schmitt, deutscher Politiker und MdB
- 15. Oktober: Roscoe Tanner, US-amerikanischer Tennisspieler
- 15. Oktober: Alev Tekinay, deutschtürkische Schriftstellerin
- 15. Oktober: Rafael Vaganian, armenischer Schachgroßmeister
- 16. Oktober: Günter Blamberger, deutscher Germanist und Hochschullehrer
- 16. Oktober: Li Ho-pyong, nordkoreanischer Ringer
- 16. Oktober: Sibylle Pfeiffer, deutsche Politikerin
- 16. Oktober: Lothar Walsdorf, deutscher Schriftsteller († 2004)
- 17. Oktober: Christoph Marthaler, Schweizer Regisseur
- 17. Oktober: Chung Mong-joon, südkoreanischer Politiker
- 18. Oktober: Hans-Georg Jaunich, deutscher Handballspieler
- 18. Oktober: Stephan Schwartz, deutscher Film-, Theater- und Fernsehschauspieler
- 19. Oktober: Kurt Schrader, US-amerikanischer Politiker
- 20. Oktober: Yann Le Puits, französischer Schriftsteller
- 20. Oktober: Peter Morwood, britischer Fantasy-Schriftsteller († 2025)
- 20. Oktober: Tebello Nyokong, südafrikanische Chemikerin
- 20. Oktober: Eliot Pattison, US-amerikanischer Rechtsanwalt und Krimiautor
- 20. Oktober: Claudio Ranieri, italienischer Fußballspieler und -trainer
- 21. Oktober: Sigmund Gottlieb, deutscher Journalist und Chefredakteur des Bayerischen Fernsehens
- 22. Oktober: Hartmut Ostermann, deutscher Unternehmer und saarländischer Landespolitiker
- 23. Oktober: Charly García, argentinischer Popstar
- 23. Oktober: Gerd Kische, deutscher Fußballspieler
- 23. Oktober: Mauricio Pergelier, chilenischer Organist
- 23. Oktober: Ingo Peter, deutscher Fußballtrainer
- 23. Oktober: Fatmir Sejdiu, kosovarischer Staatspräsident
- 24. Oktober: Todd Crespi, US-amerikanischer Schauspieler und Maler
- 24. Oktober: Chris von Rohr, Schweizer Rock-Musiker
- 24. Oktober: Frank Schumann, deutscher Verleger und Publizist
- 25. Oktober: Hans-Georg Aschenbach, deutscher Skispringer
- 26. Oktober: Bootsy Collins, US-amerikanischer Bassist
- 27. Oktober: K. K. Downing, Mitgründer und Gitarrist der Heavy-Metal-Band Judas Priest

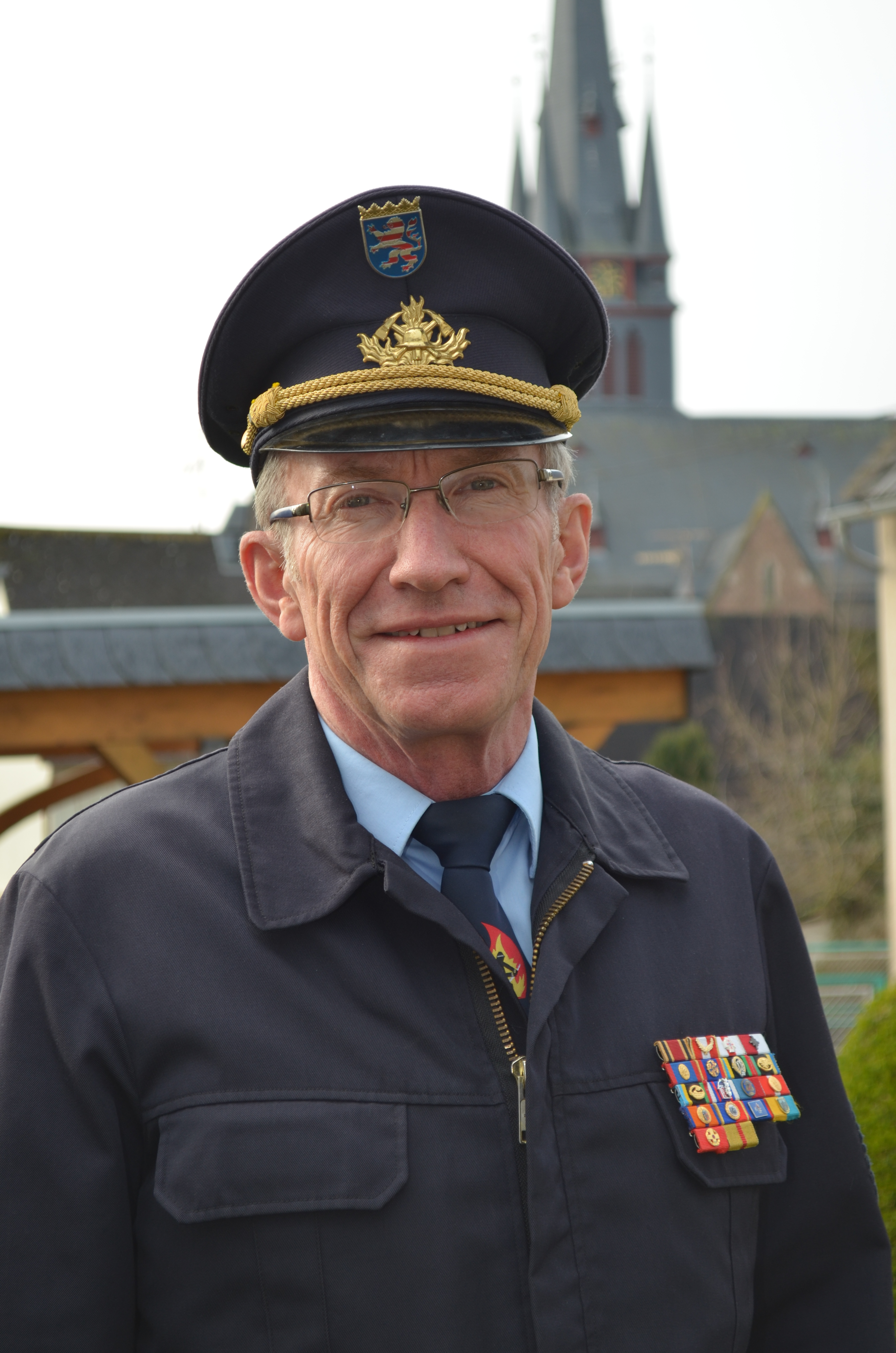
Franz-Josef Sehr, 2016

- 27. Oktober: Franz-Josef Sehr, deutscher Kaufmann und Feuerwehrfunktionär
- 28. Oktober: Klaus Auhuber, deutscher Eishockeyspieler
- 29. Oktober: Fausto Correia, portugiesischer Politiker († 2007)
- 29. Oktober: Peter Höhne, deutscher Handballtrainer und Handballtorwart
- 29. Oktober: Tiff Needell, britischer Automobilrennfahrer und Journalist
- 29. Oktober: Holger Weinert, deutscher Fernsehmoderator
- 30. Oktober: Mehmet Kemal Ağar, türkischer Politiker
- 30. Oktober: Trilok Gurtu, indischer Percussionist, Sänger und Komponist
- 31. Oktober: Volker-Michael Anton, deutscher Fernschachgroßmeister († 2021)

### November
- 02. November: Martin Gies, deutscher Drehbuchautor und Regisseur
- 02. November: Alexander Schonath, deutscher Politiker
- 03. November: Jan Faktor, tschechisch-deutscher Schriftsteller
- 03. November: Franz Huhn, deutscher Politiker (CDU) und Bürgermeister
- 04. November: David Arner, US-amerikanischer Jazzpianist, Komponist und Hochschullehrer
- 04. November: Traian Băsescu, rumänischer Politiker, Bürgermeister von Bukarest
- 04. November: Carlo Fugazza, italienischer Karate-Meister
- 04. November: Dagmar Reim, deutsche Rundfunkintendantin
- 04. November: Reina Roffé, argentinische Schriftstellerin und Journalistin
- 04. November: Eugenio Torre, philippinischer Schachspieler
- 04. November: Cosey Fanni Tutti, britische Musikerin und Künstlerin
- 05. November: Gilbert Achcar, französisch-libanesischer Politologe und Soziologe
- 05. November: Lieselotte Ahnert, deutsche Psychologin und Professorin
- 05. November: Tony Evers, US-amerikanischer Politiker
- 05. November: Hanns-Josef Ortheil, deutscher Schriftsteller
- 07. November: Christa Klaß, deutsche Europaabgeordnete
- 08. November: Heiko Antons, deutscher Eishockeyspieler
- 08. November: Alfredo Ignacio Astiz, argentinischer Kapitänleutnant
- 08. November: Michele De Lucchi, italienischer Designer und Architekt
- 09. November: Šarūnas Adomavičius, litauischer Diplomat, Jurist und Politiker
- 09. November: Gerry Brown, US-amerikanischer Jazzschlagzeuger
- 09. November: Lou Ferrigno, US-amerikanischer Schauspieler und Profi-Bodybuilder
- 10. November: Werner Söllner, deutscher Schriftsteller († 2019)
- 11. November: Kim Peek, autistischer Inselbegabter, lieferte die Inspiration zum Film Rain Man mit Dustin Hoffman († 2009)
- 12. November: Ben Siebenrock, deutscher Bildhauer († 2018)
- 14. November: Alec John Such, US-amerikanischer Bassist († 2022)
- 15. November: Eroc, deutscher Musiker und Musikproduzent
- 15. November: Mike Mentzer, US-amerikanischer Profi-Bodybuilder († 2001)
- 15. November: Paul Seitz, US-amerikanischer Komponist und Musikpädagoge
- 16. November: Denis Gougeon, kanadischer Komponist
- 16. November: Bernd Lehmann (Geodät), deutscher Geodät († 2018)
- 16. November: Paula Vogel, US-amerikanische Autorin und Hochschullehrerin
- 17. November: Werner Hoyer, deutscher Politiker
- 17. November: Lucía Huergo, kubanische Komponistin, Musikproduzentin, Arrangeurin und Multiinstrumentalistin († 2015)
- 17. November: Enrique Rodríguez (Boxer), spanischer Boxer († 2022)
- 17. November: Willi Stächele, deutscher Politiker und Minister für Ernährung in Baden-Württemberg
- 17. November: Jack Vettriano, schottischer Maler († 2025)
- 17. November: Lazarus You Heung-sik, südkoreanischer Bischof und Kardinal
- 18. November: Justin Raimondo, US-amerikanischer Journalist († 2019)
- 18. November: Heinrich Schiff, österreichischer Cellist und Dirigent († 2016)
- 18. November: Klaus-Peter Schweizer, deutscher Musiker und Schlagersänger
- 19. November: Zeenat Aman, indisches Model und Filmschauspielerin
- 19. November: Gerhard Feige, Bischof von Magdeburg
- 19. November: Kenny Werner, US-amerikanischer Jazzpianist
- 20. November: León Gieco, argentinischer Popstar
- 20. November: David Walters, US-amerikanischer Politiker

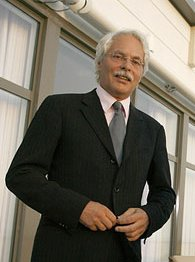
Thomas Roth

- 21. November: Thomas Roth, deutscher Journalist
- 22. November: Cecilia García,  dominikanische Sängerin, Schauspielerin und Fernsehproduzentin
- 22. November: Wolfgang Brüschke, deutscher Brigadegeneral des Heeres
- 22. November: Bernd Herrmann, deutscher Leichtathlet
- 22. November: Kent Nagano, US-amerikanischer Dirigent
- 22. November: Lydyja Semenowa, ukrainische Schachspielerin († 2025)
- 24. November: Rüdiger Nolte, deutscher Jurist
- 26. November: Angelika Barbe, deutsche Politikerin
- 26. November: Ilona Staller, ungarisch-italienische Pornodarstellerin und Politikerin
- 26. November: Sulejman Tihić, bosnischer Politiker († 2014)
- 27. November: Kathryn Bigelow, US-amerikanische Filmregisseurin
- 28. November: Therese Affolter, Schweizer Schauspielerin
- 28. November: Bobby Chacon, US-amerikanischer Boxer († 2016)
- 29. November: Jean Schmidt, US-amerikanische Politikerin
- 29. November: John Stagliano, US-amerikanischer Pornodarsteller und -regisseur
- 30. November: Peter Reichel, deutscher Fußballspieler
- 00. November: Luo Zhijun, chinesischer Politiker († 2023)

### Dezember

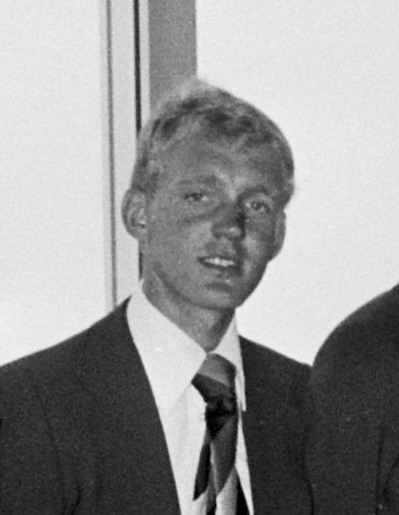
Alfons van Katwijk

- 01. Dezember: Alfons van Katwijk, niederländischer Radsportler
- 01. Dezember: Jaco Pastorius, US-amerikanischer Jazzmusiker und Komponist († 1987)
- 01. Dezember: Fausto Rey, dominikanischer Sänger
- 01. Dezember: Treat Williams, US-amerikanischer Schauspieler († 2023)
- 02. Dezember: Giuseppe Ammendola, italienischer Schauspieler, Theaterautor und Filmregisseur
- 02. Dezember: Andrei Miron, deutscher Prähistoriker († 2011)
- 03. Dezember: Harald Neubauer, deutscher Politiker und Journalist († 2021)
- 04. Dezember: Gary Rossington, US-amerikanischer Musiker († 2023)
- 06. Dezember: Klaus Karl-Kraus, deutscher Kabarettist
- 07. Dezember: Daniel Branca, argentinischer Maler und Comic-Zeichner († 2005)
- 07. Dezember: Ellen Ringier, Schweizer Verlegerin († 2025)
- 08. Dezember: Bill Bryson, US-amerikanischer Journalist und Schriftsteller
- 08. Dezember: Richard Desmond, britischer Verleger
- 08. Dezember: Elfi Eschke, deutsche Schauspielerin
- 08. Dezember: Hans-Ulrich Jörges, deutscher Journalist
- 09. Dezember: Dominique Dropsy, französischer Fußballspieler († 2015)
- 09. Dezember: Gunter Dueck, deutscher Mathematiker
- 09. Dezember: Pedro Estevan, spanischer Perkussionist
- 09. Dezember: Angelika Milster, deutsche Sängerin und Schauspielerin
- 09. Dezember: Dragan Pantelić, jugoslawischer Fußballtorhüter († 2021)
- 09. Dezember: Dieter Rebsch, deutscher Fußballspieler
- 10. Dezember: Eduard Angele, deutscher Fußballspieler
- 10. Dezember: Hans-Peter Müller, deutscher Soziologe
- 10. Dezember: Johnny Rodriguez, US-amerikanischer Country-Sänger († 2025)
- 10. Dezember: Craig Siebert, US-amerikanischer Automobilrennfahrer († 1991)
- 11. Dezember: Jacques Anouma, ivorischer Fußballfunktionär
- 11. Dezember: Spike Edney, britischer Musiker
- 12. Dezember: Anatoli Aljabjew, sowjetischer Biathlet († 2022)
- 12. Dezember: Steven Alan Hawley, US-amerikanischer Astronaut
- 12. Dezember: Bill Hybels, US-amerikanischer Theologe, Pastor, Referent und Autor
- 13. Dezember: Jirō Asada, japanischer Schriftsteller
- 13. Dezember: Richard Boucher, US-amerikanischer Diplomat († 2025)
- 13. Dezember: Grażyna Gęsicka, polnische Politikerin († 2010)
- 13. Dezember: Ulrike Merten, deutsche Politikerin
- 14. Dezember:  Christoph Auffarth, deutscher Religionswissenschaftler und Theologe

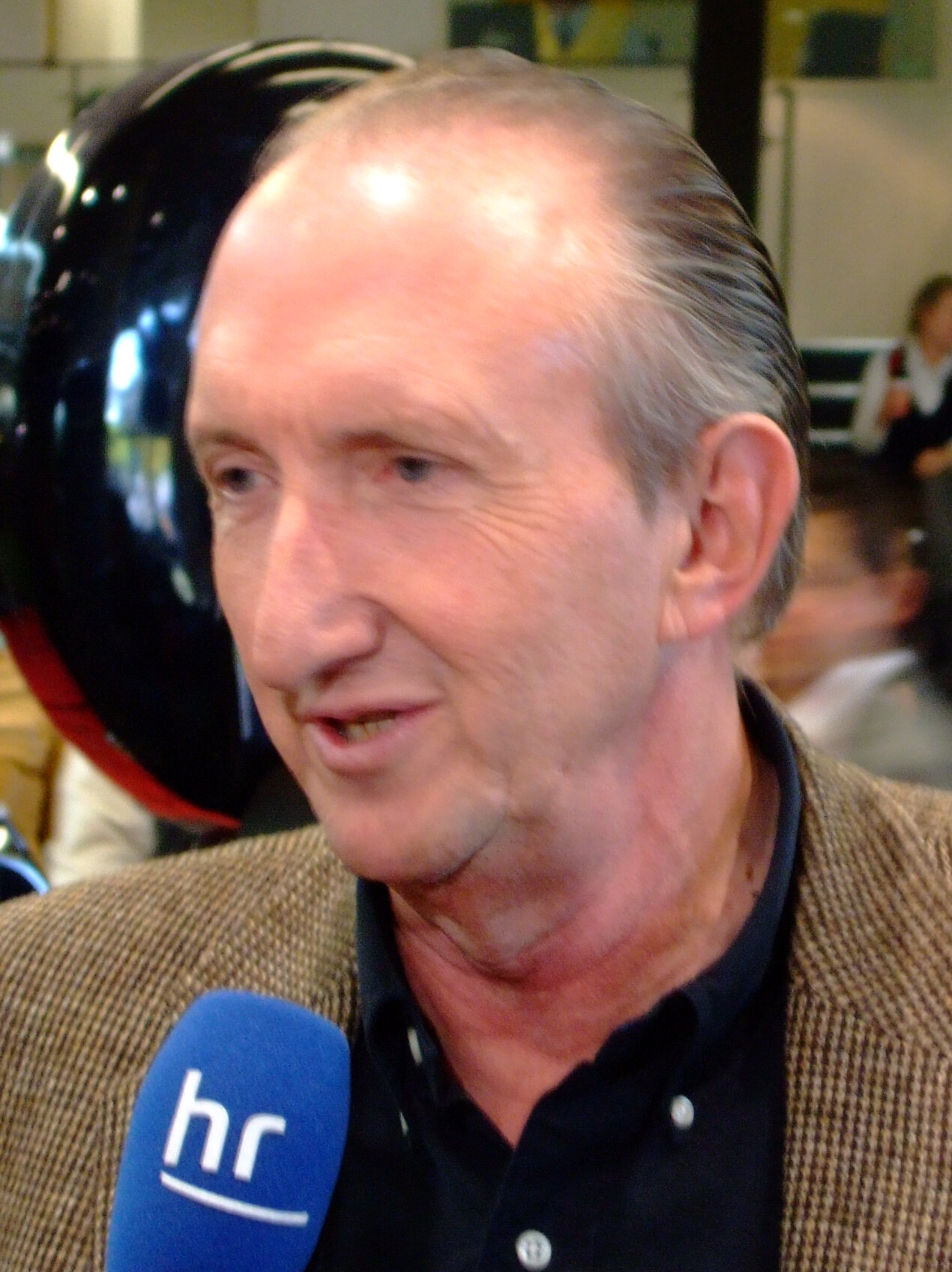
Mike Krüger

- 14. Dezember: Mike Krüger, deutscher Kabarettist und Sänger
- 14. Dezember: Jan Timman, niederländischer Schachspieler
- 15. Dezember: Armin Pahlke, deutscher Jurist
- 16. Dezember: Robben Ford, US-amerikanischer Bluesgitarrist und Sänger
- 16. Dezember: Hans Heinz, deutscher Politiker
- 16. Dezember: Mark Patterson, US-amerikanischer Unternehmer und Automobilrennfahrer
- 17. Dezember: Tatjana Wassiljewna Kasankina, russische Leichtathletin und Olympiasiegerin
- 17. Dezember: Reinhold E. Schmidt, deutscher Mediziner und Hochschullehrer († 2022)
- 18. Dezember: Reimer Böge, deutscher Europaabgeordneter
- 18. Dezember: Volker Bouffier, deutscher Politiker, hessischer Ministerpräsident
- 19. Dezember: Celso Dayrit, philippinischer Fechter und Sportfunktionär († 2021)
- 19. Dezember: Anette Rückes, deutsche Leichtathletin und Olympionikin
- 20. Dezember: Kate Atkinson, britische Schriftstellerin
- 20. Dezember: Wau Holland, deutscher Journalist und Computer-Aktivist († 2001)
- 22. Dezember: Adam Wodnicki, polnischer Pianist und Musikpädagoge
- 23. Dezember: Anthony Phillips, britischer Musiker
- 24. Dezember: Beppo Pohlmann, deutscher Liedermacher, Texter und Komponist
- 25. Dezember: Herluf Andersen, dänischer Bogenschütze († 2013)
- 25. Dezember: Gerald Zschorsch, deutscher Schriftsteller
- 26. Dezember: Magnus Malm, schwedischer Publizist, Autor und Referent
- 26. Dezember: Guido Pozzo, italienischer Kurien-Erzbischof
- 26. Dezember: John Scofield, US-amerikanischer Jazz-Gitarrist und Komponist
- 27. Dezember: Hans Aarsman, niederländischer Fotograf und Autor
- 27. Dezember: William Waldorf Astor, britischer Adliger und Politiker
- 27. Dezember: Petra Barthel, deutsche Schauspielerin
- 27. Dezember: Dražen Dalipagić, jugoslawischer Basketballspieler († 2025)
- 28. Dezember: John Gray, US-amerikanischer Paar- und Familientherapeut
- 28. Dezember: Jacques Zimako, französischer Fußballspieler († 2021)
- 30. Dezember: Neil Cusack, irischer Langstreckenläufer
- 30. Dezember: Louis Descartes, französischer Automobilrennfahrer und Rennstallbesitzer († 1991)
- 30. Dezember: Jörg Graser, deutscher Regisseur und Drehbuchautor
- 30. Dezember: Ben Witherington, Evangelikaler Neutestamentler
- 31. Dezember: Thomas William „Tom“ Hamilton, US-amerikanischer Musiker
- 31. Dezember: Jimmy Haslip, US-amerikanischer Jazzbassist
- 31. Dezember: Hartmut Möllring, niedersächsischer CDU-Politiker
- 31. Dezember: Vasilis Rakopoulos, griechischer Gitarrist, Trompeter und Musikpädagoge
- 31. Dezember: Kenny Roberts sr., US-amerikanischer Motorradrennfahrer

### Tag unbekannt
- Muhammad Abu Tir, palästinensischer Politiker
- Carol J. Adams, US-amerikanische Autorin
- Ursi Anna Aeschbacher, Schweizer Schriftstellerin und Verlegerin
- Rudolf Agstner, österreichischer Botschafter († 2016)
- Vilson Ahmeti, albanischer Politiker
- Kwamena Ahwoi, ghanaischer Politiker
- Kurt Anglet, deutscher Theologe und Professor
- Brigitte Antes, deutsche Librettistin
- Pablo Ardouin, chilenischer Folkmusiker und Liedermacher
- Mohammad Reza Aref, persischer Politiker und Wissenschaftler
- Fraser Andrew Armstrong, britischer Chemiker
- Ottilie Arndt, deutsche Schriftstellerin
- Gerhard M. Artmann, deutscher Mediziner und Autor
- Öwezgeldi Ataýew, turkmenischer Politiker
- Svetulevičius Arvydas, litauischer Politiker
- Helmut Asche, deutscher Sozialwissenschaftler und Entwicklungshelfer
- Bill Atkinson, US-amerikanischer Programmierer und Naturfotograf
- Silas Atopare, papua-neuguineischer Generalgouverneur († 2021)
- Norbert Francis Attard, maltesischer Künstler
- Tina Bursill, australische Schauspielerin
- Lawrence Bush, US-amerikanischer Schriftsteller, Essayist und Herausgeber
- Armin Capaul, Schweizer Bergbauer
- Alexandru Ciutureanu, rumänischer Bildhauer († 2013)
- Donald Crockett, US-amerikanischer Komponist, Dirigent und Musikpädagoge
- Donald von Frankenberg, deutscher Künstler
- Humberto Gatica, US-amerikanischer Plattenproduzent, Tontechniker und Arrangeur
- Monika Gibas, deutsche Historikerin
- Laurie H. Glimcher, US-amerikanische Immunologin
- Daniel Gutwein, US-amerikanischer Komponist, Jazzsaxophonist, Shakuhashispieler und Musikpädagoge
- Jan Künster, deutscher Maler und Autor († 2025)
- Frank La Rocca, US-amerikanischer Komponist
- Maria Katarzyna Lasatowicz, polnische Germanistin, Hochschullehrerin und Herausgeberin
- Kalliopi Lemos, griechische Bildhauerin, Malerin und Installationskünstlerin
- Amy Leverenz, US-amerikanische Sängerin
- Gerald Levinson, US-amerikanischer Komponist
- Marjorie Merryman, US-amerikanische Komponistin und Musikpädagogin
- Gerd Pasch, deutscher medientechnischer Pädagoge und leitender Hörfunkredakteur
- Rodman Philbrick, US-amerikanischer Autor
- Peter Robert, deutscher Übersetzer, Schriftsteller und Dokumentarfilmer
- Eberhard Schimbor, deutscher Radsportler
- Hartmut Schoen, deutscher Regisseur
- Kai Sichtermann, deutscher Musiker
- Christophe Soulé, französischer Mathematiker
- Sabine Strobel, deutsche Schauspielerin, Synchronsprecherin und Dialogregisseurin.
- Ali Tarhouni, US-amerikanischer Hochschullehrer und libyscher Exil-Oppositioneller
- Sibylle Tiedemann, deutsche Regisseurin
- Ludwig Trauzettel, deutscher Landschaftsarchitekt
- Ursula Weck, deutsche Hörspielregisseurin und -autorin
- Stanley N. Williams, US-amerikanischer Vulkanologe
- Ransom Wilson, US-amerikanischer Flötist und Dirigent
- John Bruce Yeh, US-amerikanischer Klarinettist und Musikpädagoge

## Gestorben

### Januar
- 01. Januar: Jan Valtin, deutscher Kommunist und Schriftsteller (* 1905)
- 02. Januar: Paul Münch, deutscher Lehrer und Pfälzer Mundartdichter (* 1879)
- 04. Januar: Evlyn Howard-Jones, englischer Pianist, Dirigent und Musikpädagoge (* 1877)
- 05. Januar: William Luther Hill, US-amerikanischer Politiker (* 1873)
- 05. Januar: Andrei Platonow, russischer Schriftsteller (* 1899)
- 06. Januar: Wilhelm Sollmann, deutscher Journalist und Politiker (* 1881)
- 07. Januar: René Guénon, französischer Metaphysiker und esoterischer Schriftsteller (* 1886)
- 08. Januar: Gustav Zeitzschel, deutscher Opernsänger (* 1868)
- 08. Januar: Max tom Dieck, deutscher Politiker (* 1869)
- 10. Januar: Tom Delahanty, US-amerikanischer Baseballspieler (* 1872)
- 10. Januar: Stanisław Golachowski, polnischer Musikwissenschaftler und -pädagoge (* 1907)
- 10. Januar: Sinclair Lewis, US-amerikanischer Schriftsteller (* 1885)
- 10. Januar: Athos Palma, argentinischer Komponist und Musikpädagoge (* 1891)
- 12. Januar: Momme Andresen, deutscher Chemiker (* 1857)
- 14. Januar: Fritz Balogh, deutscher Fußballspieler (* 1920)
- 15. Januar: Erwin Voellmy, Schweizer Schachmeister und Mathematiker (* 1886)
- 16. Januar: Julius Bamberger, Kaufhausbesitzer in Bremen (* 1880)
- 18. Januar: Christian Portner, Schweizer Evangelist (* 1870)
- 20. Januar: Alexander Chuhaldin, kanadischer Geiger, Dirigent, Komponist und Musikpädagoge (* 1892)
- 20. Januar: Johann Culemeyer, deutscher Ingenieur (* 1883)
- 22. Januar: Anna Siemsen, deutsche Pädagogin und Politikerin (* 1882)
- 22. Januar: Karl Ludwig Nessler, deutscher Frisör und der Erfinder der Dauerwelle (* 1872)
- 22. Januar: Harald Bohr, dänischer Mathematiker (* 1887)
- 22. Januar: Georg Herting, deutscher Bildhauer (* 1872)
- 27. Januar: Gustaf Mannerheim, finnischer Offizier und Staatsmann (* 1867)

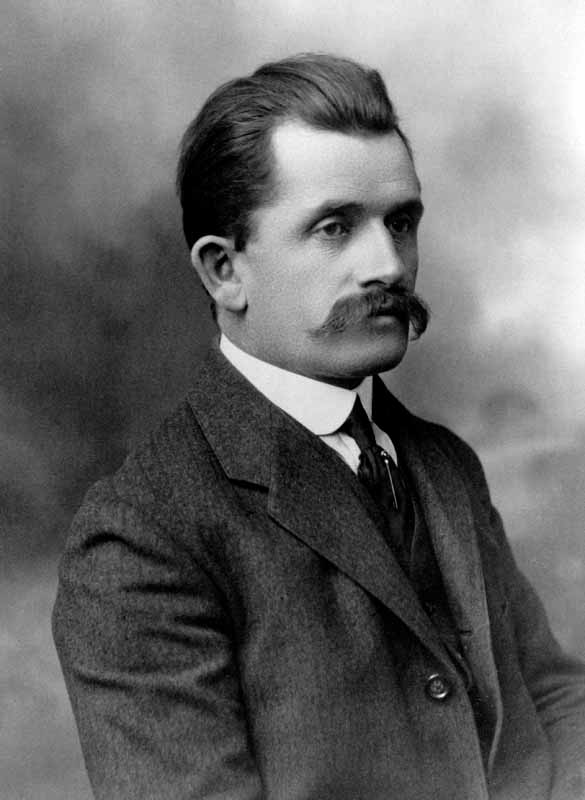
Ferdinand Porsche

- 30. Januar: Ferdinand Porsche, österreichisch-deutscher Autokonstrukteur (* 1875)
- 30. Januar: Arnold Zimmermann, Schweizer evangelischer Geistlicher und Heimatforscher (* 1872)

### Februar
- 03. Februar: Marguerite Boulc’h, französische Chansonsängerin, auch Fréhel genannt (* 1891)
- 03. Februar: Alfred Cohn, US-amerikanischer Drehbuchautor (* 1880)
- 03. Februar: August Horch, deutscher Maschinenbauingenieur (* 1868)
- 04. Februar: Cecil Gant, US-amerikanischer Bluessänger und Pianist (* 1913)
- 05. Februar: Enrique Mejía Arredondo, dominikanischer Komponist und Dirigent (* 1901)
- 08. Februar: Fritz Thyssen, deutscher Unternehmer (* 1873)
- 09. Februar: Ernest Hutcheson, australischer Pianist, Musikpädagoge und Komponist (* 1871)
- 10. Februar: Joseph Bovet, Schweizer Komponist und Priester (* 1879)
- 11. Februar: Louis Brody, deutscher Schauspieler (* 1892)
- 12. Februar: Marc de Ranse, französischer Komponist, Organist, Dirigent und Musikpädagoge (* 1881)
- 13. Februar: Lars Gabriel Andersson, schwedischer Lehrer und Herpetologe (* 1868)
- 16. Februar: Hans Böckler, deutscher Politiker und Gewerkschaftsfunktionär (* 1875)
- 16. Februar: Heinrich von Srbik, österreichischer Historiker (* 1878)

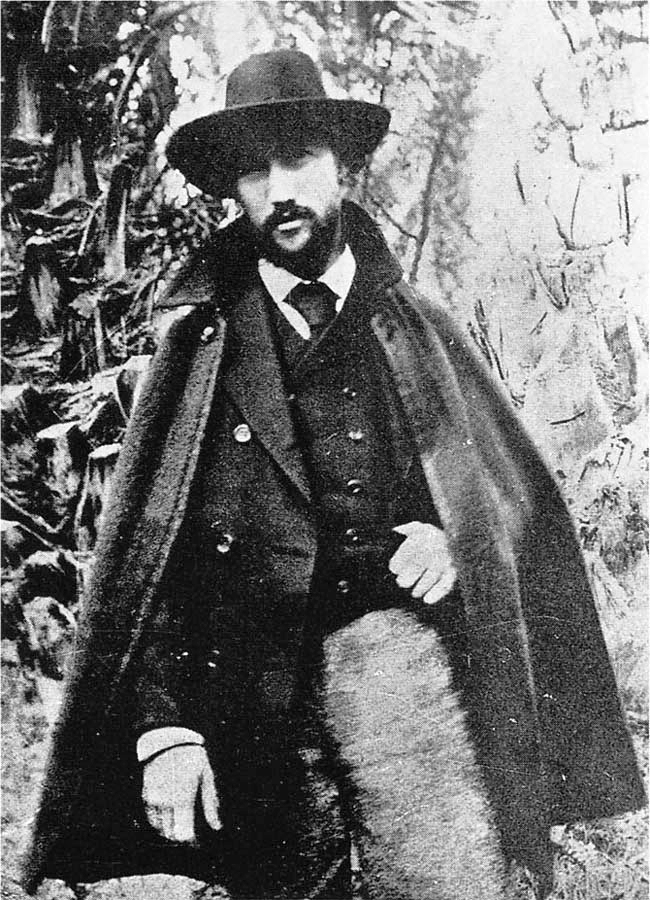
André Gide

- 19. Februar: André Gide, französischer Schriftsteller (* 1869)
- 20. Februar: Lorenz Ludwig Maximilian Ernst von Angerer, deutscher Physiker (* 1881)
- 20. Februar: Karl Rüdiger, deutscher Politiker (* 1896)
- 20. Februar: Howard Brockway, US-amerikanischer Komponist (* 1870)
- 25. Februar: Alfred Grünwald, österreichischer Operettenlibrettist (* 1884)

### März
- 02. März: Jakow Giljarijewitsch Etinger, sowjetischer Kardiologe (* 1887)
- 06. März: Ivor Novello, britischer Schauspieler, Bühnenautor und Musical-Komponist (* 1893)
- 07. März: Rangsit, thailändischer Prinz (* 1885)
- 08. März: Virgil Chapman, US-amerikanischer Politiker (* 1895)
- 08. März: Samuel D. Jackson, US-amerikanischer Politiker (* 1895)
- 09. März: Gonzalo Queipo de Llano, spanischer General (* 1875)
- 10. März: Hans Karl Abel, deutscher Schriftsteller (* 1876)
- 10. März: Ludwig Kohlen, deutscher Politiker (* 1870)

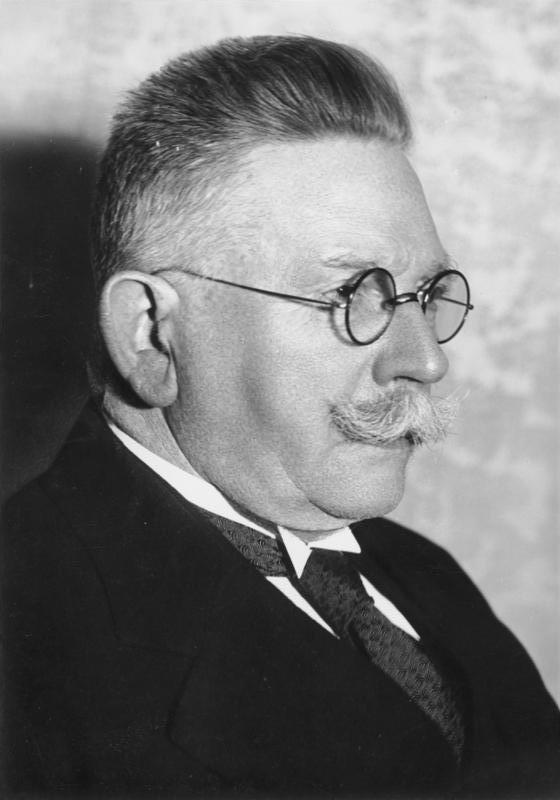
Alfred Hugenberg

- 12. März: Alfred Hugenberg, deutscher Unternehmer und Politiker (* 1865)
- 13. März: Hara Tamiki, japanischer Schriftsteller (* 1905)
- 14. März: Saladin Schmitt, deutscher Theaterwissenschaftler, Regisseur und Theaterintendant (* 1883)
- 15. März: John Stefanos Paraskevopoulos, griechisch-südafrikanischer Astronom (* 1889)
- 17. März: Karl Albrecht von Habsburg-Altenburg, österreichisch-polnischer Militär und Gutsbesitzer (* 1888)
- 19. März: Dmytro Doroschenko, ukrainischer Historiker und Politiker (* 1882)
- 20. März: Thomas G. Burch, US-amerikanischer Politiker (* 1869)
- 20. März: Kathleen Lockhart Manning, US-amerikanische Komponistin (* 1890)
- 22. März: Peter August Böckstiegel, deutscher Maler (* 1889)
- 22. März: Willem Mengelberg, niederländischer Dirigent (* 1871)
- 25. März: Bruno Leddin, deutscher Politiker (* 1898)
- 25. März: Zoltán Mechlovits, ungarischer Tischtennisspieler (* 1891)
- 25. März: Wilhelm Altmann, deutscher Musikhistoriker und Bibliothekar (* 1862)
- 26. März: James Hinkle, US-amerikanischer Politiker (* 1864)
- 28. März: Georg Otto Angerer, deutscher Politiker (* 1893)
- 30. März: Christie Benet, US-amerikanischer Politiker (* 1879)
- 31. März: Alfred Cossmann, österreichischer Kupferstecher und Gebrauchsgraphiker (* 1870)

### April
- 02. April: Simon Barere, russischer Pianist (* 1896)
- 06. April: Halfdan Cleve, norwegischer Komponist (* 1879)
- 08. April: Adolph Koldofsky, kanadischer Geiger (* 1905)
- 14. April: Ernest Bevin, britischer Gewerkschaftsführer und Politiker (* 1881)
- 16. April: Gábor Finály, ungarischer Klassischer Philologe und Archäologe (* 1871)
- 16. April: Martin Loibl, deutscher Politiker (* 1898)
- 17. April: Renato Magi, italienischer Motorradrennfahrer (* 1913)
- 17. April: Ernst Moro, deutscher Professor für Kinderheilkunde (* 1874)
- 17. April: Robert Ritter, deutscher nationalsozialistischer Rassentheoretiker (* 1901)
- 17. April: Berthe Weill, französische Kunsthändlerin und Galeristin (* 1865)
- 18. April: Daisy Bates, irischstämmige australische Journalistin (* 1859)
- 18. April: António Óscar de Fragoso Carmona, Präsident von Portugal (* 1869)

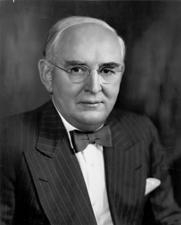
Arthur H. Vandenberg

- 18. April: Arthur H. Vandenberg, US-amerikanischer Politiker (* 1884)
- 20. April: Maeda Yūgure, japanischer Lyriker (* 1883)
- 23. April: Charles Gates Dawes, US-amerikanischer Politiker, Vizepräsident der USA (* 1865)
- 26. April: Otto Bäurle, deutscher Leichtathlet (* 1887)
- 25. April: Jerzy Fitelberg, polnischer Komponist (* 1903)
- 26. April: John Alden Carpenter, US-amerikanischer Komponist (* 1876)

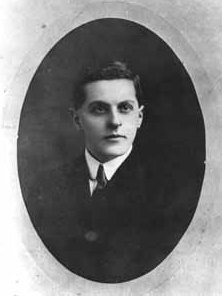
Ludwig Wittgenstein

- 29. April: Ludwig Wittgenstein, österreichisch-britischer Philosoph (* 1889)

### Mai
- 01. Mai: Georg Baesecke, deutscher Altgermanist (* 1876)
- 01. Mai: José Cavaquinho, brasilianischer Cavaquinhospieler, Gitarrist, Flötist, Dirigent und Komponist (* 1884)
- 05. Mai: John Flynn, australischer Theologe (* 1880)
- 06. Mai: Raffaele Alberti, italienischer Motorradrennfahrer (* 1907)
- 06. Mai: Hans Andrias Djurhuus, färöischer Dichter (* 1883)
- 06. Mai: Guido Leoni, italienischer Motorradrennfahrer (* 1915)
- 07. Mai: Warner Baxter, US-amerikanischer Schauspieler (* 1889)
- 09. Mai: Marie Ault, britische Schauspielerin (* 1890)
- 09. Mai: Leo Bosschart, niederländischer Fußballspieler (* 1888)
- 10. Mai: Willi Busch, deutscher Schauspieler (* 1893)
- 12. Mai: Wassili Michailowitsch Alexejew, russischer Sinologe (* 1881)
- 12. Mai: Carl Kraemer, deutscher Tierschützer (* 1873)
- 14. Mai: Ernst Roth, deutscher Politiker (* 1901)
- 17. Mai: S. Sylvan Simon, US-amerikanischer Regisseur und Produzent (* 1910)
- 18. Mai: Gaspar Agüero y Barreras, kubanischer Komponist und Pianist (* 1873)
- 19. Mai: Paul August Reimund Frank, deutscher Architekt (* 1878)
- 22. Mai: Roland Jacobi, ungarischer Tischtennisspieler (* 1893)
- 24. Mai: Judith Andrée-Hanslik, österreichische Philologin (* 1906)
- 25. Mai: René Gagnier, kanadischer Violinist, Dirigent, Komponist und Euphoniumspieler (* 1892)
- 25. Mai: Franz Klebusch, deutscher Schauspieler (* 1887)
- 25. Mai: Paula von Preradović, österreichische Schriftstellerin (* 1887)
- 26. Mai: Lincoln Ellsworth, US-amerikanischer Polarforscher (* 1880)
- 29. Mai: Robert Kahn, deutscher Komponist und Musikpädagoge (* 1865)
- 29. Mai: Josef Bohuslav Foerster, tschechischer Komponist (* 1859)
- 29. Mai: Géza Maróczy, ungarischer Schachspieler (* 1870)
- 30. Mai: Hermann Broch, österreichischer Schriftsteller (* 1886)
- 30. Mai: Dimitrios Levidis, griechischer Komponist (* 1886)
- 30. Mai: Stepan Njaga, moldawischer Komponist (* 1900)
- 30. Mai: Wichard von Bredow, deutscher Verwaltungsbeamter und Kommunalpolitiker (* 1888)
- 31. Mai: Denis Joseph Dougherty, Erzbischof von Philadelphia und Kardinal (* 1865)

### Juni
- 02. Juni: Émile Chartier, französischer Philosoph, Schriftsteller und Journalist (* 1868)
- 04. Juni: Sergei Kussewizki, russisch-US-amerikanischer Dirigent und Kontrabassist (* 1874)
- 07. Juni: Werner Braune, SS-Standartenführer, Chef der Gestapo in Wesermünde (* 1909)
- 07. Juni: Paul Blobel, Architekt, SS-Standartenführer (* 1894)
- 07. Juni: Erich Naumann, Chef der Einsatzgruppe B, Amtschef Amt III SD-Hauptamt (* 1905)
- 07. Juni: Otto Ohlendorf, SS-General, Amtschef im Reichssicherheitshauptamt (RSHA) (* 1907)
- 07. Juni: Oswald Pohl, maßgeblich an der Durchführung des Holocaust beteiligtes Mitglied der SS (* 1892)
- 09. Juni: Carl Fuchs, englischer Cellist (* 1865)
- 10. Juni: Jean-Jacques Waltz, elsässischer Grafiker und Heimatforscher (* 1873)
- 12. Juni: Anna Feldhusen, deutsche Malerin und Radiererin (* 1867)
- 12. Juni: Marcel Tournier, französischer Harfenist und Komponist (* 1879)
- 13. Juni: Maurice Benoist, französischer Automobilrennfahrer (*  1892)
- 13. Juni: Ben Chifley, australischer Politiker und Premierminister (* 1885)
- 18. Juni: Jean Majola, französischer Unternehmer und Automobilrennfahrer (* 1869)
- 19. Juni: Albert Bertelin, französischer Komponist (* 1872)
- 21. Juni: Charles Dillon Perrine, US-amerikanischer Astronom (* 1867)
- 23. Juni: Victor Johnson, britischer Radrennfahrer, Olympiasieger und Weltmeister (* 1883)
- 23. Juni: Armin Knab, deutscher Komponist (* 1881)
- 26. Juni: Frank Ferera, hawaiischer Musiker (* 1885)
- 26. Juni: George Udny Yule, schottischer Statistiker (* 1871)
- 28. Juni: Fumiko Hayashi, japanische Schriftstellerin (* 1903)

### Juli

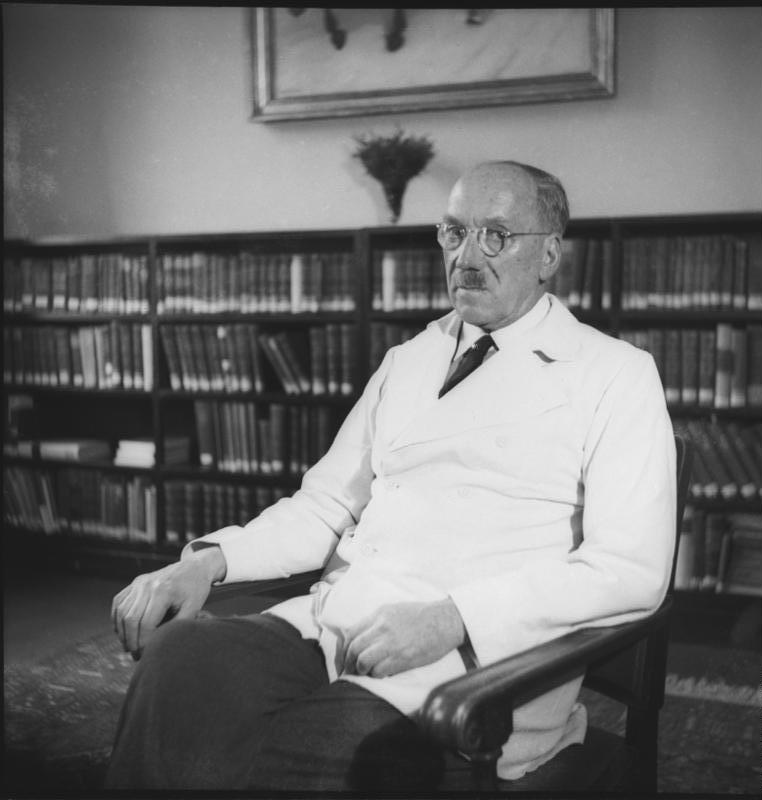
Ferdinand Sauerbruch

- 02. Juli: Ferdinand Sauerbruch, deutscher Chirurg (* 1875)
- 05. Juli: James Norman Hall, US-amerikanischer Schriftsteller (* 1887)
- 08. Juli: Joseph-Jean Goulet, kanadischer Violinist, Dirigent und Musikpädagoge (* 1870)
- 09. Juli: Jørgen Bentzon, dänischer Komponist (* 1897)
- 09. Juli: Hans Hauschulz, SED-Politiker (* 1912)

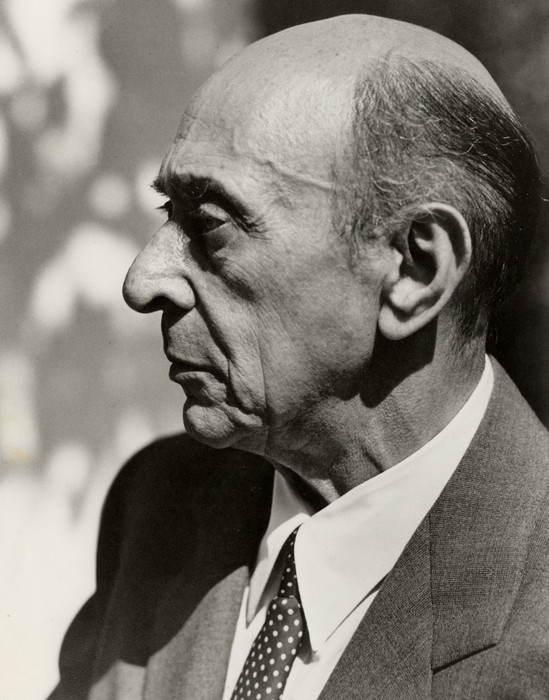
Arnold Schönberg

- 13. Juli: Arnold Schönberg, österreichischer Komponist und Musiktheoretiker (* 1874)
- 14. Juli: Dario Ambrosini, italienischer Motorradrennfahrer (* 1918)
- 14. Juli: Sammy Jones, australischer Cricketspieler (* 1861)
- 14. Juli: Otto Antoine, deutscher Werbegrafiker und Vedutenmaler (* 1865)
- 20. Juli: Abdallah ibn Husain I., Emir und König von (Trans-)Jordanien (* 1882)
- 20. Juli: Wilhelm von Preußen, Kronprinz des Deutschen Reichs (* 1882)
- 23. Juli: Robert J. Flaherty, US-amerikanischer Filmemacher (* 1884)

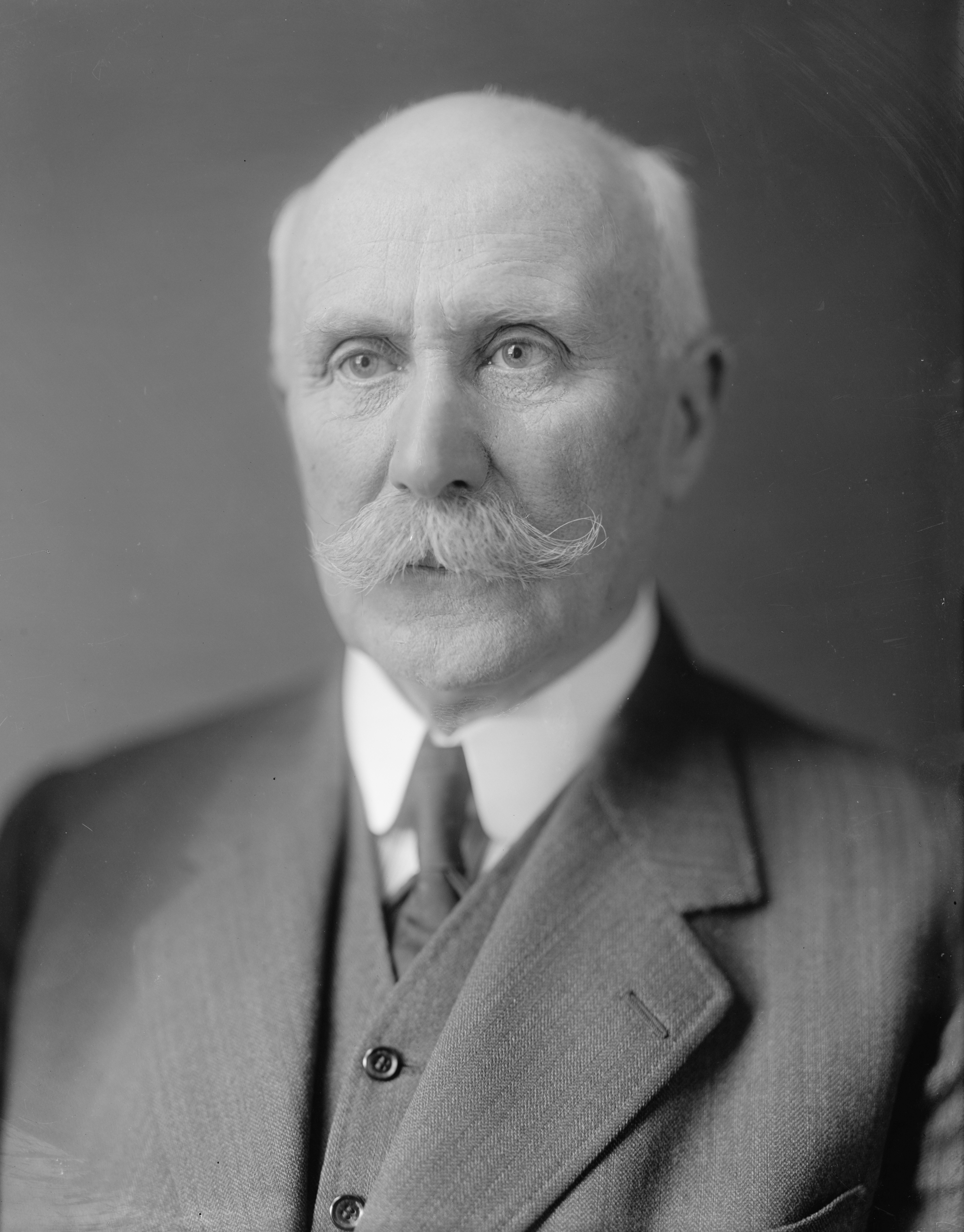
Philippe Pétain

- 23. Juli: Philippe Pétain, französischer General und Präsident des Vichy-Regimes (* 1856)
- 24. Juli: Arno Esch, deutscher LDP-Politiker (* 1928)
- 26. Juli: Martin Trapp, US-amerikanischer Politiker (* 1877)
- 28. Juli: Kurt Bürger, Ministerpräsident von Mecklenburg (* 1894)
- 29. Juli: Alewtina Bilinkina, sowjetische Vulkanologin und Geologin (* 1921)
- 29. Juli: Walt Brown, US-amerikanischer Automobilrennfahrer (* 1911)
- 29. Juli: Cecil Green, US-amerikanischer Automobilrennfahrer (* 1919)
- 29. Juli: Wilhelm Hamacher, deutscher Politiker (* 1883)

### August
- 04. August: Ernst von Weizsäcker, deutscher Diplomat und Politiker (* 1882)
- 08. August: Charles Hitchcock Adams, US-amerikanischer Chemiker, Holzhändler und Amateur-Astronom (* 1868)
- 11. August: Walter Hahm, deutscher Offizier, General der Wehrmacht im Zweiten Weltkrieg (* 1894)
- 13. August: Andreas Sprecher von Bernegg, Schweizer Pflanzenbauwissenschaftler (* 1871)

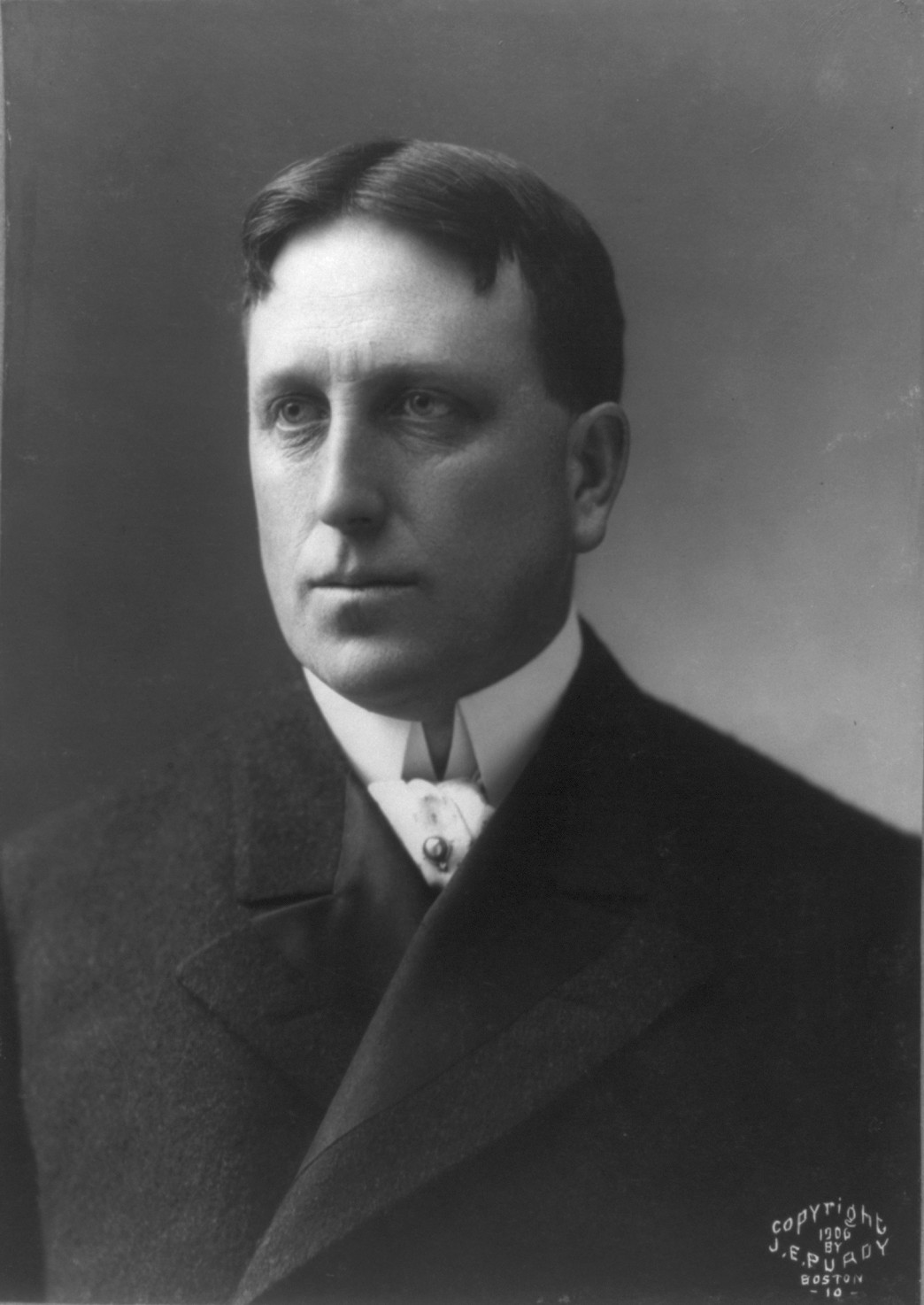
William Randolph Hearst

- 14. August: William Randolph Hearst, US-amerikanischer Verleger und Medienzar (* 1863)
- 15. August: Sante Geminiani, italienischer Motorradrennfahrer (* 1919)
- 15. August: Gianni Leoni, italienischer Motorradrennfahrer (* 1915)
- 15. August: Artur Schnabel, österreichischer Pianist und Komponist (* 1882)
- 16. August: Eduardo Chibás, kubanischer Politiker, Gründer der Orthodoxen Partei (* 1907)
- 18. August: Otto Menet, Schweizer Organist, Gesangspädagoge und Komponist (* 1874)
- 19. August: Adolf Heinrich August von Achenbach, preußischer Politiker (* 1866)
- 19. August: Walter Bloem, deutscher Schriftsteller (* 1868)
- 21. August: Gustav Davis, österreichischer Journalist und Zeitungsherausgeber (* 1856)
- 21. August: Constant Lambert, englischer Komponist (* 1905)
- 22. August: Johannes Kirschweng, katholischer Priester und Schriftsteller (* 1900)
- 24. August: Louis Waizman, kanadischer Komponist, Bratschist, Posaunist, Pianist und Musikpädagoge (* 1863)
- 28. August: Robert Walker, US-amerikanischer Schauspieler (* 1918)
- 30. August: Erich Emminger, deutscher Politiker (* 1880)
- 31. August: Abraham Cahan, US-amerikanischer Journalist, Publizist und Schriftsteller (* 1860)
- 000August: Georgette Bréjean-Silver, französische Opernsängerin (* 1870)

### September
- 01. September: Heinrich Maria Martin Schäfer, deutscher Politiker (* 1879)
- 02. September: Karl Anlauf, deutscher Journalist (* 1877)
- 03. September: Theodor Roemer, deutscher Agrarwissenschaftler (* 1883)
- 04. September: Louis Adamic, US-amerikanischer Journalist und Schriftsteller (* 1899)
- 04. September: Leo Waibel, deutscher Geograph (* 1888)
- 06. September: Karl Slevogt, deutscher Konstrukteur, Automobilpionier und -rennfahrer (* 1876)
- 14. September: Fritz Busch, deutscher Dirigent (* 1890)
- 15. September: Jacinto Guerrero, spanischer Komponist (* 1895)
- 22. September: Allen Sisson, US-amerikanischer Old-Time-Musiker (* 1873)
- 23. September: Siegfried Bettmann, britischer Fahrrad-, Motorrad- und Autohersteller (* 1863)
- 25. September: Hans Naumann, deutscher Altgermanist und Volkskundler (* 1886)
- 26. September: Montagu Allan, kanadischer Bankier, Schiffseigner und Sportförderer (* 1860)
- 27. September: Augusto de Vasconcelos, portugiesischer Arzt, Diplomat und Politiker, Außenminister und Ministerpräsident (* 1867)
- 28. September: Carl Albert Andersen, norwegischer Leichtathlet und Turner (* 1876)

### Oktober
- 01. Oktober: Karel Teige, tschechischer Künstler, Kunsttheoretiker, Kritiker, Publizist und Übersetzer (* 1900)
- 01. Oktober: Otto Wurzburg, Komponist von Schachproblemen (* 1875)
- 02. Oktober: Hermann Pistor, deutscher Optiker und Physiker (* 1875)
- 04. Oktober: Henrietta Lacks, Spenderin einer Gewebeprobe, aus der die HeLa-Zellen entwickelt wurden (* 1920)

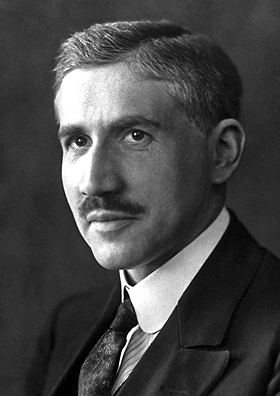
Otto Meyerhof

- 06. Oktober: Otto Fritz Meyerhof, deutsch-amerikanischer Biochemiker, Nobelpreisträger (* 1884)
- 07. Oktober: Joseph Rosier, US-amerikanischer Politiker (* 1870)
- 12. Oktober: Heinrich Hoffmann, deutscher evangelischer Theologe und Hochschullehrer (* 1874)
- 14. Oktober: Hermann Graf von Attems-Heiligenkreuz, österreichischer Politiker und K.u.K. Kämmerer (* 1865)
- 15. Oktober: Friedrich Wilhelm Andreas, deutscher Bildhauer, Porzellandesigner und Innenarchitekt (* 1882)
- 17. Oktober: Johann Becker, deutscher Jurist und Politiker (* 1869)
- 17. Oktober: Bernhard Kellermann, deutscher Schriftsteller (* 1879)
- 18. Oktober: Philipp Friedrich Wilhelm Abegg, deutscher Verwaltungsbeamter (* 1876)
- 19. Oktober: Hans Adolf Bühler, deutscher Maler (* 1877)
- 19. Oktober: Gustav Knepper, deutscher Unternehmer (* 1870)
- 20. Oktober: Franz Xaver Aenderl, deutscher Politiker und Schriftsteller (* 1883)
- 20. Oktober: Karl Jarres, deutscher Politiker der Weimarer Republik, Oberbürgermeister von Duisburg (* 1874)
- 21. Oktober: Willy Fischer, deutscher Politiker (* 1904)
- 22. Oktober: Ida Beer-Walbrunn, deutsche Malerin (* 1878)
- 23. Oktober: Fritz Tarnow, deutscher Sozialdemokrat, Gewerkschafter und MdR (* 1880)
- 25. Oktober: Amélie d’Orléans, letzte Königin von Portugal (* 1865)
- 29. Oktober: Robert Grant Aitken, US-amerikanischer Astronom (* 1864)

### November
- 04. November: Ernesto Ambrosini, italienischer Leichtathlet (* 1894)
- 05. November: Reggie Walker, südafrikanischer Leichtathlet und Olympiasieger (* 1889)
- 06. November: Wilhelm Schmid, deutscher Altphilologe (* 1859)
- 07. November: Johannes von Hieber, liberaler Politiker und Staatspräsident in Württemberg (* 1862)
- 09. November: Sigmund Romberg, ungarischer Komponist (* 1887)
- 11. November: Mack Hellings, US-amerikanischer Automobilrennfahrer (* 1917)
- 11. November: Walter Hyde, britischer Opernsänger und Gesangspädagoge (* 1875)
- 12. November: Alfred Washington Adson, US-amerikanischer Neurochirurg (* 1887)
- 12. November: Konstantin Biebl, tschechischer Dichter (* 1898)
- 13. November: Karl Brunner, deutscher Politiker (* 1905)
- 13. November: Hertha Kräftner, österreichische Schriftstellerin (* 1928)
- 13. November: Nikolai Medtner, russischer Komponist (* 1880)
- 15. November: René Bonneau, französischer Automobilrennfahrer (* 1898)
- 17. November: Heinrich Zernin, deutscher Maler und Grafiker (* 1868)
- 19. November: Leopold Andrian, österreichischer Dichter, Schriftsteller und Diplomat (* 1875)
- 19. November: Karl Attenberger, deutscher Kameramann (* 1885)
- 19. November: František Čech, tschechischer Puppenspieler und Puppenspielautor (* 1898)
- 27. November: Jan Sterringa, niederländischer Theosoph und Anarchist (* 1870)
- 28. November: Käthe Papke, deutsche Heimatschriftstellerin (* 1872)
- 29. November: Levon Schant, armenischer Dramatiker, Schriftsteller, Dichter, und Gründer der „Stiftung der nationalen Kultur“ (* 1869)
- 29. November: Kenneth S. Wherry, US-amerikanischer Politiker (* 1892)

### Dezember
- 02. Dezember: José de Jesús Ravelo, dominikanischer Komponist und Musikpädagoge (* 1876)
- 02. Dezember: Manuel Ugarte, argentinischer Schriftsteller (* 1875)
- 03. Dezember: Otto Palandt, deutscher Jurist und Herausgeber (* 1877)
- 05. Dezember: Franz Arnholdt, deutscher Gewerkschafter, Verleger und Kommunalpolitiker (* 1885)
- 06. Dezember: Léon Rothier, französischer Sänger (Bass) (* 1874)
- 07. Dezember: Edward Leedskalnin, lettischer Bildhauer und Ingenieur (* 1887)
- 07. Dezember: Hans Heinrich Müller, deutscher Architekt (* 1879)
- 10. Dezember: Algernon Blackwood, britischer Schriftsteller (* 1869)
- 11. Dezember: Christopher Addison, britischer Arzt und Politiker (* 1869)
- 11. Dezember: Fanny Schreck, deutsche Schauspielerin (* 1877)
- 14. Dezember: Hans-Detlef Herhudt von Rohden, deutscher Generalmajor (* 1899)
- 17. Dezember: Charlotte Andrews Stephens, Pädagogin, erste afroamerikanische Lehrerin im Schuldistrikt Little Rock (* 1854)
- 18. Dezember: Paul Appenzeller, Schweizer Mundartautor (* 1888)
- 18. Dezember: André Durieux, kanadischer Geiger, Dirigent und Musikpädagoge (* 1899)
- 18. Dezember: Jean Saint-Pierre, französischer Geistlicher und römisch-katholischer Weihbischof in Karthago (* 1884)
- 19. Dezember: Arthur Capper, US-amerikanischer Politiker (* 1865)
- 23. Dezember: Aram Andonian, armenischer Schriftsteller und Journalist (* 1875)
- 23. Dezember: Enrique Santos Discépolo, argentinischer Komponist (* 1901)
- 23. Dezember: Alfrēds Kalniņš, lettischer Komponist (* 1879)
- 31. Dezember: Maxim Litwinow, sowjetischer Außenminister (* 1876)
- 31. Dezember: Pleasant Crump, letzter Überlebender, der nachweislich als Soldat am Amerikanischen Bürgerkrieg teilnahm (* 1847)

### Tag unbekannt
- Eugen Abele, deutscher Pfarrer und Heimatforscher (* 1874)
- Paul Augé, französischer Verleger, Romanist und Lexikograf (* 1881)
- Leopoldine Augustin, österreichische Theaterschauspielerin und Sängerin (* 1863)
- Hassan Vosough, iranischer Politiker und Premierminister Irans (* 1868)

## Nobelpreise
- Physik: John Cockcroft und Ernest Thomas Sinton Walton
- Chemie: Edwin Mattison McMillan und Glenn T. Seaborg
- Medizin: Max Theiler
- Literatur: Pär Lagerkvist
- Friedensnobelpreis: Léon Jouhaux